# Przedimek w języku angielskim
Przedimek w języku angielskim – nieodmienna część mowy w języku angielskim należąca do określników. Przedimek (ang. article) występuje przed rzeczownikiem lub frazą rzeczownikową i obrazuje stopień znajomości desygnatu przez zarówno autora wypowiedzi, jak i odbiorcę. Są trzy rodzaje przedimków: nieokreślony, określony i zerowy. Przedimek nieokreślony występuje, gdy dana nazwa pojawia się w wypowiedzi po raz pierwszy, oznacza również dowolny obiekt z pewnego wyodrębnionego zbioru. Przedimek określony pojawia się, gdy dana rzecz jest znana rozmówcom bądź jest na swój sposób wyjątkowa lub dystynktywna. Przedimek zerowy występuje głównie tam, gdzie zasady gramatyczne nie przewidują użycia jednego z dwóch rodzajów przedimka. Wszystkie trzy przedimki mają szeroki zakres użycia idiomatycznego.

## Natura przedimka

### Ogólna charakterystyka przedimka
Przedimek występuje przed rzeczownikiem albo frazą rzeczownikową (np. przymiotnik + rzeczownik), jest rodzajem określnika (ang. determiner) i nie może występować samodzielnie. Dla opisu zarówno rzeczownika, jak i frazy rzeczownikowej można użyć terminu „nazwa”. Jeśli rzeczownik jest opisany przez inne wyrazy, przedimek odnosi się do całej nazwy złożonej, gdzie rzeczownik jest tylko jednym ze składników.
W języku angielskim rozróżnia się dwa (lub trzy) rodzaje przedimków:
- a/an – nieokreślone;
- the – określony;
- przedimek zerowy (zero article) wyróżniany przez niektóre opracowania gramatyki[3][4]; inne[5] piszą o braku przedimka.

Podobną funkcję pełnią także zaimki nieokreślone some i any. Oznaczają one pewną niesprecyzowaną liczbę przedmiotów lub ilość substancji. Zakres ich stosowania pokrywa się częściowo z zasadami użycia rodzajników (przedimków) cząstkowych (partytywnych) w językach, w których one występują, np. języku francuskim.
Mówca, używając w swojej wypowiedzi rzeczowników, stara się, by odbiorca odtworzył ich znaczenie w swoim umyśle we właściwy sposób. To właściwe znaczenie może zostać odkryte dzięki odpowiedniemu kontekstowi, sytuacji lub wiedzy odbiorcy. Ogólnie rzecz biorąc, jeśli autor wypowiedzi uznaje, że odbiorca nie zna jeszcze desygnatu, nie ma do niego dostępu, wówczas używa przedimka nieokreślonego. Zwykle ma to miejsce, jeśli po raz pierwszy wprowadza do wypowiedzi jakieś nowe przedmioty. Przykładowo kierowca może powiedzieć pasażerowi: I'm taking you to a hotel. → Zabieram pana do hotelu (znanego dla mówcy, nieznanego dla odbiorcy). Jeśli zaś mówca uznaje, że odbiorca będzie wiedział, o który desygnat chodzi i będzie mógł znaleźć do niego odniesienie w danej sytuacji lub w uprzednio wyrażonej treści, używa wtedy przedimka określonego. Całkowite pomijanie przedimka czyni sformułowanie niegramatycznym, choć w zdecydowanej większości przypadków nie utrudni znacznie odbioru komunikatu językowego. Bywa jednak, że przedimek zmienia istotnie sens wypowiedzi, np. I like English. → Lubię [język] angielski. I like the English. → Lubię Anglików.
Na wybór przedimka wpływa w szczególny sposób także kategoria policzalności rzeczownika oraz to, czy nazwy używa się w kontekście szczegółowym (jako jakiś konkret, odniesienie do konkretnego przedmiotu), czy ogólnym (jako hasło – ogólnik, generalizacja).
| Rzeczowniki                      | Rzeczowniki                 | Rzeczowniki                                                                             | Rzeczowniki                                                                            | Rzeczowniki                                                                |
|                                  |                             | policzalne                                                                              | policzalne                                                                             | niepoliczalne                                                              |
| liczba pojedyncza                | liczba mnoga                | brak liczby                                                                             |                                                                                        |                                                                            |
| -------------------------------- | --------------------------- | --------------------------------------------------------------------------------------- | -------------------------------------------------------------------------------------- | -------------------------------------------------------------------------- |
| kontekst szczegółowy (konkret)   | nieokreślone                | a book There is a book on the shelf. Na półce jest książka.                             | some/any books There are some books on the shelf. Na półce jest parę książek.          | some/any beer Pour me some beer. Nalej mi trochę piwa.                     |
| kontekst szczegółowy (konkret)   | określone                   | the book The book I'm reading is interesting. Książka, którą czytam, jest interesująca. | the books The books I need are on the shelf. Książki, których potrzebuję, są na półce. | the beer They liked the beer I brewed. Smakowało im piwo, które uwarzyłem. |
| kontekst ogólny (hasło, ogólnik) | brak kategorii określoności | the book The book is always better than the movie. Książka zawsze jest lepsza niż film. | books I prefer reading books. Wolę czytać książki.                                     | beer I like beer. Lubię piwo.                                              |
| kontekst ogólny (hasło, ogólnik) | brak kategorii określoności | a book A book is always welcome. [Dowolna] książka jest zawsze mile widziana.           | books I prefer reading books. Wolę czytać książki.                                     | beer I like beer. Lubię piwo.                                              |

### Przedimki a inne określniki
Określoność mogą także wyrażać inne słowa niż przedimki, np. konstrukcje wykorzystujące dopełniacz saksoński (Suzy’s book →  książka Suzy), zaimki wskazujące (this book →  ta książka, that book → tamta książka, these books → te książki, those books → tamte książki), zaimki dzierżawcze (your book → twoja książka). Nieokreśloność mogą zaś wprowadzać takie połączenia jak: one book → jedna książka, every book → każda książka, another book → inna książka. Tego typy wyrazy, podobnie jak przedimki, również należą do określników. Użycie takich określników zwykle wyklucza użycie dodatkowo przedimka przy danej nazwie, choć istnieją pewne wyjątki.
Nie można użyć zaimków dzierżawczych (np. my, your) razem z przedimkami, ponieważ same te zaimki dostatecznie wyrażają określoność. Istnieją jednak konstrukcje typu: a friend of mine, gdzie mimo obecności zaimka występuje przedimek. Niektóre określniki mogą pojawiać się przed przedimkiem określonym the. Należą do nich: all, both, half, wyrażenia określające krotności jak twice, double, three times itd. oraz liczebniki ułamkowe. Czasami nazywane są one predeterminers. Przykłady: Give me one-forth the usual amount. → Daj mi jedną czwartą normalnej ilości. I will never pay three times the price. → Nigdy nie zapłacę trzykrotności ceny; an area half the size of a tennis court → obszar rozmiaru połowy kortu tenisowego. Po all, both i half może opcjonalnie wystąpić of, np. conforming to all (of) the rules → stosując się do wszystkich reguł. Niektóre określniki takie jak few, many, other, little, several, one oraz liczebniki mogą występować po przedimku the, np. He is among the few people I can trust. → On jest wśród tych nielicznych osób, którym mogę ufać. Discover the difference between the two. → Odkryj różnicę między tymi dwoma. 
Przed przedimkiem nieokreślonym (stojącym przed nazwą policzalną w liczbie pojedynczej) mogą występować takie określniki jak: half, many, quite, rather, such i what (w wykrzyknieniach), np. How can one man rule such a nation? → Jak jeden człowiek może rządzić takim narodem? What a hectic day! → Jaki ciężki dzień! half a cup of tea → pół filiżanki herbaty (pozycja przedimka przed half również jest możliwa, zwłaszcza w amerykańskiej odmianie angielszczyzny). Poza tym istnieją dwa specyficzne określniki, które sprawiają, że przedimek nieokreślony wchodzący w ich skład nie zachowuje się jak typowy przedimek. Jest to określnik a few łączący się z rzeczownikami w liczbie mnogiej oraz a little łączący się z rzeczownikami niepoliczalnymi.
Przedimki the, a i an są jednymi z najczęściej używanych słów w języku angielskim, stanowią średnio ok. 8,5% słów w tekście.

## Przedimki nieokreślonea/an
W języku angielskim przedimek nieokreślony występuje w dwóch formach:
| a | an |

### Wymowaaian
- a wymawia się /ɘ/ i używa się tego przedimka, gdy w wymowie dany wyraz rozpoczyna się spółgłoską[4][18], np.: a cat (jakiś, dowolny kot); a room (pokój) itp. Używa się go również, gdy wyraz zaczyna się od spółgłoski lub półsamogłoski, chociaż jest zapisywany graficznym reprezentantem samogłoski, np.: a university /ɘ juːnɪˈvɜːsəti/. W pozycji akcentowanej wymawia się go /eɪ/ i następuje to wtedy, gdy mówiący chce podkreślić nieokreśloność rzeczownika przez kontrast z określonym, a także przy zawahaniach[18]. Jest szóstym co do częstotliwości występowania słowem w języku angielskim[19].

- an wymawia się /ɘn/ i stosuje się ten przedimek, gdy dany wyraz jest w wymowie inicjowany samogłoską, np.: an article, an orange, an hour /ɘn aʊɘ/. Akcentowane an jest wymawiane jako /æn/[18]. Jest 32. co do częstotliwości występowania słowem w języku angielskim[19].

Przedimki nieokreślone są szczególnie trudne do wychwycenia w mówionej angielszczyźnie, ponieważ są zwykle nieakcentowane  i przez to występują w bardzo krótkich sylabach. Aby rozpoznać te krótkie sylaby, konieczne może być uprzednie poznanie rytmu języka angielskiego.

### Zastosowanie

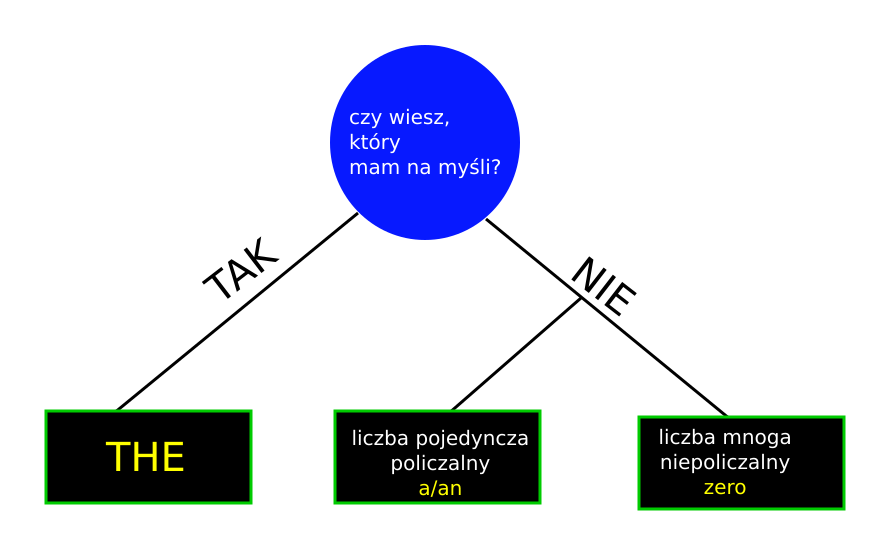
Algorytm wyboru przedimka

Przedimków a/an używa się wyłącznie przed rzeczownikiem policzalnym w liczbie pojedynczej (lub frazą rzeczownikową, którą buduje). Oznacza on dowolny element z danego zbioru, jeden, choć nie jedyny w swoim rodzaju, np. przy wskazywaniu, kto jest kim z zawodu: My father is a teacher → Mój ojciec jest nauczycielem (jest jednym z przedstawicieli zbioru nauczycieli). W liczbie mnogiej przedimka nieokreślonego nie używa się, np. I need new shoes. → Potrzebuję nowych butów.
Przedimki nieokreślone używane są na ogół:
- kiedy dana osoba lub rzecz pojawia się w wypowiedzi po raz pierwszy[4] – pozostaje ona dla rozmówcy bliżej nieokreślona. Jeśli zostanie wymieniona po raz kolejny, otrzymuje przedimek the, np. Once we had a dog and a cat. But the dog was always eating the cat`s food. In the end, we gave the dog to a friend.
- jako słabszy odpowiednik liczebnika one; słowa te bywają stosowane zamiennie[22], np. It seemed more than an hour. → Wydawało się to być więcej niż [jedna] godzina. Give me a glass of milk and two cups of tea, please → Proszę szklankę mleka i dwie filiżanki kawy.
- przy wyrażaniu miary lub częstotliwości[24], np. once a day → raz dziennie, twice a week → dwa razy w tygodniu. An apple a day keeps the doctor away (powiedzenie). He was fined for speeding, he drove 130 miles an hour → Został ukarany za przekroczenie szybkości, jechał 130 mil na godzinę.
- do tworzenia uogólnień, generalizowania na temat wszystkich obiektów jednego rodzaju na podstawie dowolnego obiektu z danego zbioru[4], np. A teacher earns much less than a lawyer → Nauczyciel zarabia dużo mniej niż adwokat. A cat sleeps sixteen hours a day → Kot śpi 16 godzin na dobę.
- do opisywania lub wyrażania dodatkowych informacji na temat czegoś, co niekoniecznie pojawia się w wypowiedzi po raz pierwszy. Często nazwę poprzedzoną przedimkiem nieokreślonym wprowadzają czasowniki typu: be, seem, look, sound[22], np. She's a nice person → Ona jest miłą osobą.
- w zdaniach egzystencjalnych (typu there is, there are), kiedy przy nazwie przedmiotu występuje zawsze albo przedimek nieokreślony, albo zaimek some. Konstrukcja taka służy do wskazywania, co się w danym miejscu znajduje[25], np. There is an apple on the window sill → Na parapecie jest jabłko.
- przed imieniem i/lub nazwiskiem, kiedy mówiący nie zna tej osoby[26], np. A Mrs Conway-Crapp wants to talk to you → Jakaś pani Conway-Crapp chce z tobą rozmawiać.
- przed wieloma abstrakcyjnymi rzeczownikami, jeśli poprzedza je przymiotnik podkreślający ich indywidualną, szczególną naturę. Porównaj: She is a woman of personal charm. → Ona ma urok osobisty. The village had a certain rustic charm. → Wioska ta miała pewien wiejski urok[27].

Poza tym przedimek nieokreślony występuje:

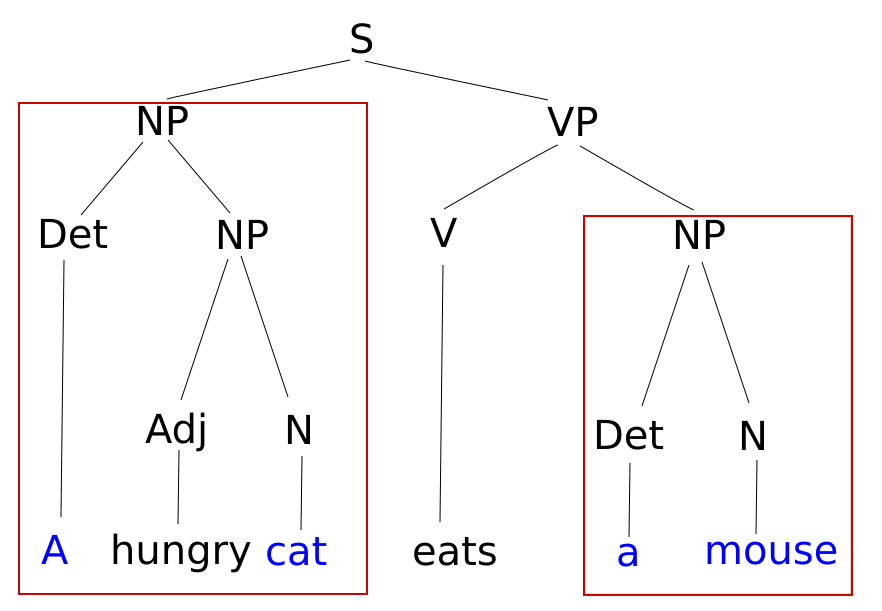
Miejsce przedimka nieokreślonego w strukturze zdania. N to rzeczownik, NP – fraza rzeczownikowa, V – czasownik, VP to fraza czasownikowa, skrótem Det określa się przedimek (lub np. liczebnik), Adj to przymiotnik

- przed przysłówkami oznaczającymi ilość, takimi jak: a bit, a few, a (great) deal of, a little, a lot of itp.[4], np. A few parents attended the parent-teacher conference → Kilku rodziców przyszło na wywiadówkę. The storm damaged a large number of buildings → Burza uszkodziła dużą liczbę budynków.
- przed rzeczownikami oznaczającymi jednostki lub rodzaj czegoś[4][28], np. a piece of cake, a cup of tea, a bar of chocolate → tabliczka czekolady, an item of news → nowinka; A hatchback is a type of car → Hatchback to typ samochodu.
- w konstrukcji a... of + forma dzierżawcza (zaimki dzierżawcze typu: mine, yours; dopełniacz saksoński, np. Bill’s), np. He's a friend of mine → Jest jednym z moich przyjaciół[29].
- w wielu wyrażeniach charakterystycznych dla wyszukanego stylu typu: many a..., how... a, however... a..., as... a..., so... a..., too... a..., np. She is as bad a driver as he is. → Ona jest równie złym kierowcą jak on. It’s too small a house for me. → To jest dla mnie zbyt mały dom[30].
- w wyrażeniach z przydawką quite, rather, ale wyjątkowo w pozycji między przydawką i rzeczownikiem, np. It was quite/rather a surprise. → To była prawdziwa/poniekąd niespodzianka. Jeśli rather odnosi się do przymiotnika, to przedimek nieokreślony może stać przed rather, np. It was a rather big surprise. → To była dość duża niespodzianka[31].

## Przedimek określonythe
Przedimek określony the jest najpopularniejszym słowem angielskim. Kontrastuje z przedimkiem nieokreślonym a i z przedimkiem zerowym. The ma zawsze tę samą formę.

### Wymowathe
Przed wyrazami rozpoczynającymi się na spółgłoskę wymawia się go /ðə/; jeśli wyraz inicjuje samogłoska  – /ðɪ/ lub /ði/, w pozycji emfatycznej  – /ði:/: the cat /ðə kæt/, the eggs /ði egz/. Wybór sposobu wymowy przedimka the, tak jak w przypadku przedimka a(n), zależy od wymowy następującego po nim wyrazu, a nie od jego pisowni. Wymowa /ði/ obowiązuje, jeśli wyraz w piśmie zaczyna się od znaku oznaczającego spółgłoskę, a jako pierwszą wymawia się samogłoskę: the hour /ði 'aʊə(r)/, the MP /ði em'pi:/. Jeśli wyraz zaczyna spółgłoska, obowiązuje wymowa /ðə/, nawet jeśli wyraz zapisuje się z inicjalną samogłoską: the university /ðə juːnɪˈvɜːsəti/.
Wymowa akcentowana /ði:/ występuje przed zawahaniem lub gdy mówiący chce podkreślić następny wyraz; wtedy forma ta występuje nawet przed spółgłoską: He`s the /ði:/ – just a moment – deputy assistant. I`ve found the /ði:/ present for my ex-wife!
Czasami spotyka się alternatywne zapisy przedimka the: może to być zapis t, np. w zwrocie t`other (w znaczeniu the other) występujący w niektórych dialektach, albo forma th` używana w piśmie dla oddania mowy codziennej lub w języku poetyckim, np. push her outa th` way.
Przedimek the zajmuje pozycję przed określającymi rzeczownik liczbą lub przymiotnikiem:
| the + rzeczownik | the + przymiotnik + rzeczownik | The + liczebnik + rzeczownik |
| the horses       | the young horses               | the five horses              |

### Zastosowanie

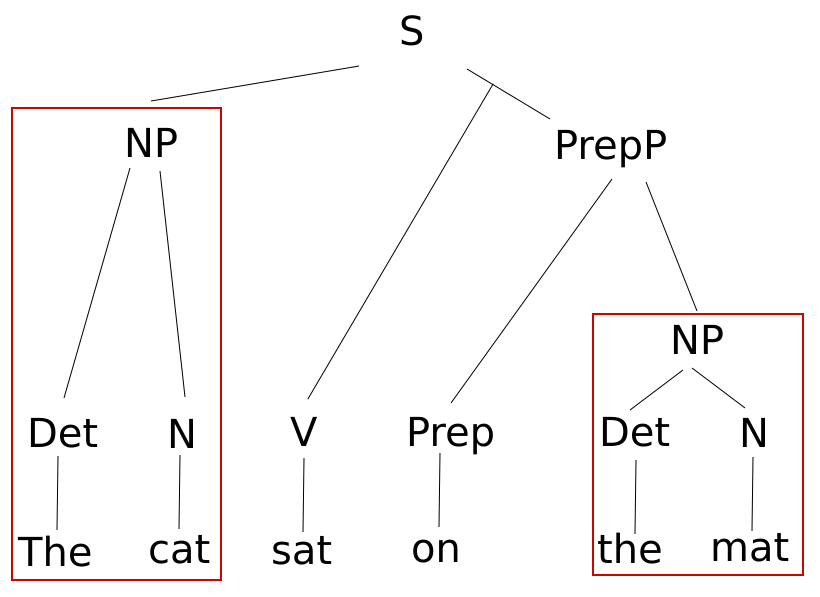
Miejsce przedimka określonego w strukturze zdania

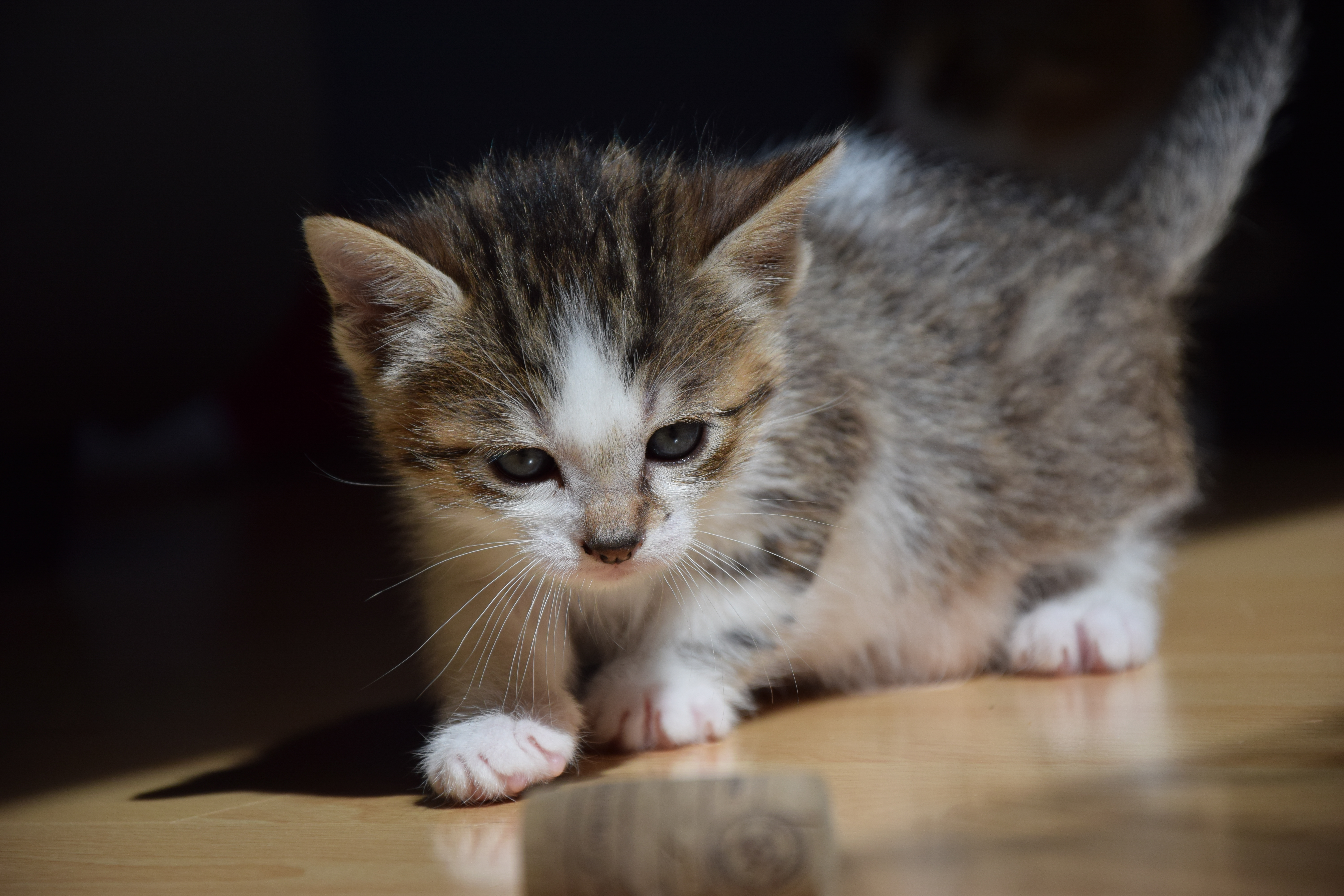
A kitten – jeden z możliwych przedstawicieli kategorii kociak

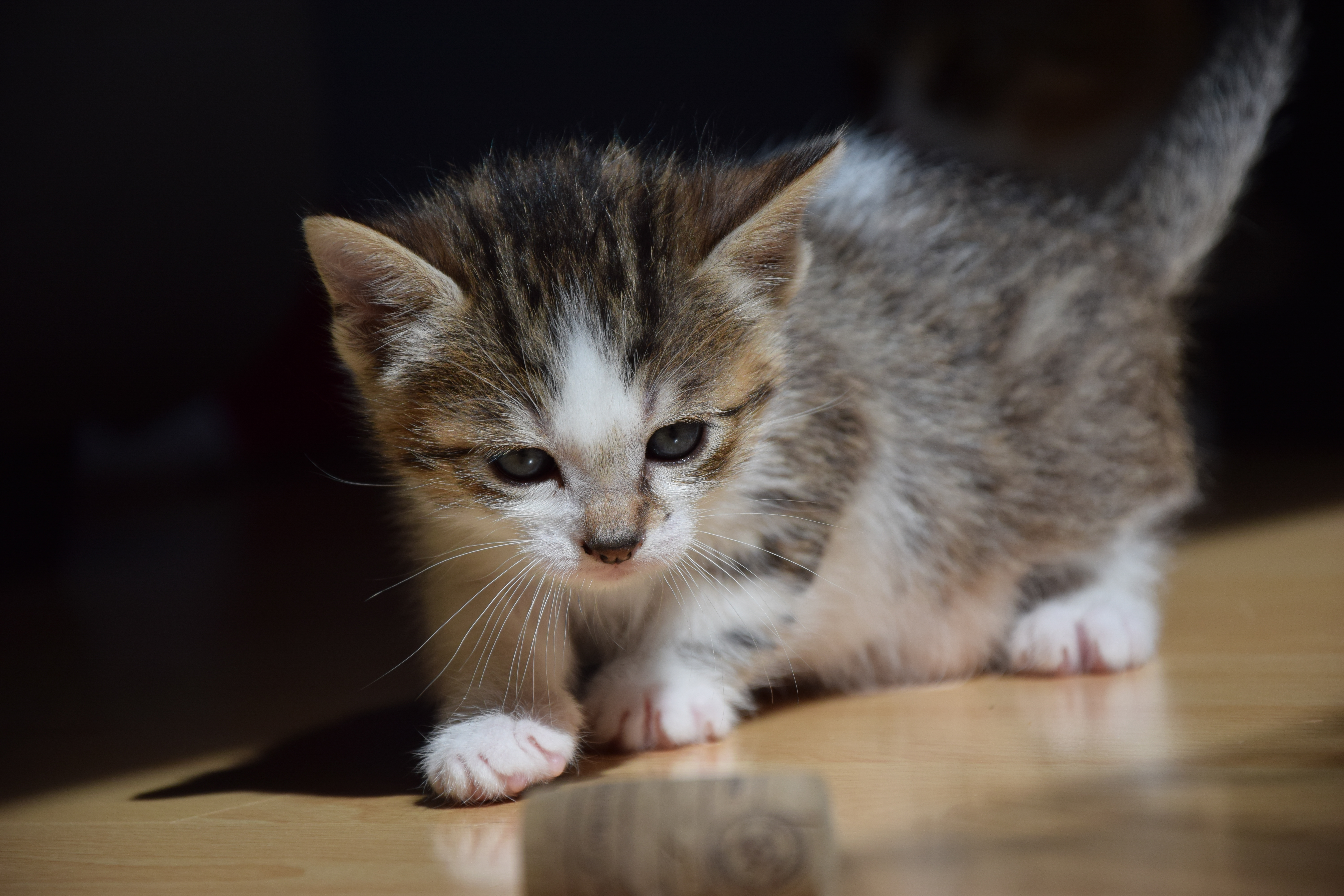
The kitten you've just seen – kociak w tym zdaniu odnosi się do kota z poprzedniego obrazka. Jest on już określony – zakłada się, że zarówno autor wypowiedzi, jak i odbiorca wiedzą, o którego konkretnie kociaka chodzi

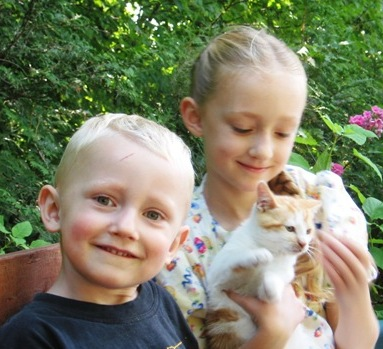
The kitten; dzieci rozmawiające ze sobą o kociaku, którego trzymają, będą używać tej formy, gdyż oboje mówią o tym samym, określonym kocie

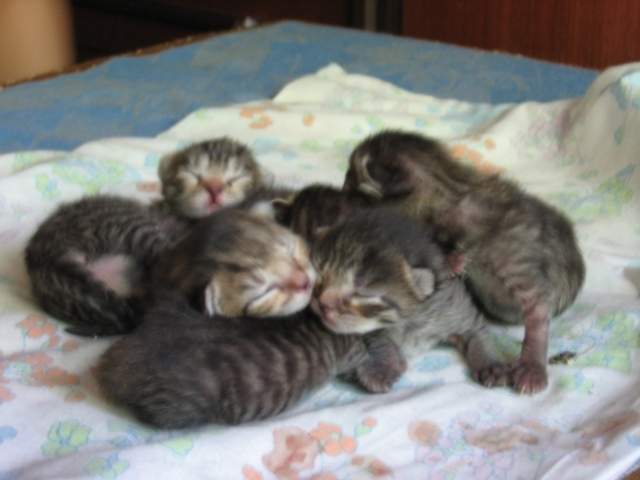
Kittens – kilka przykładowych przedstawicieli kategorii kociak

Przedimek określony stosuje się do opisu określonego przedmiotu, osoby bądź stanu. Zarówno autor wypowiedzi, jak i odbiorca wiedzą, o czym dokładnie jest mowa: We left the car in the garage → Zostawiliśmy auto w garażu – mówiący wie, o które auto i o który garaż chodzi. Have you visited the castle? → Czy zwiedziłeś zamek? – zarówno mówiący, jak i odbiorca komunikatu wiedzą, o jaki zamek chodzi. Znajomość obiektu może wynikać z wiedzy ogólnej: The sun climbed higher in the sky. → Słońce wznosiło się na niebie – oba desygnaty są znane (są jedyne w swoim rodzaju), mimo że wcześniej mogło nie być o nich mowy.
Przedimka określonego używa się:
- kiedy nazwa, o której mowa, jest jedyna w swoim rodzaju[32], np. the Great Wall of China → Wielki Mur Chiński, the European Union → Unia Europejska.
- kiedy określenia odnoszące się do nazwy sprawiają, że desygnat jest jedyny w swoim rodzaju, przykładowo użyty jest przymiotnik w stopniu najwyższym[32], np. When is the first train to Penzance tomorrow? → O której odchodzi jutro pierwszy pociąg do Penzance? This is the oldest copy we have → To najstarszy egzemplarz, który mamy. It's not possible to predict the ultimate outcome. → Nie da się przewidzieć ostatecznego wyniku.
- kiedy określenia odnoszące się do nazwy na tyle zawężają jej znaczenie, że wiadomo, o jaki przedmiot lub osobę konkretnie chodzi[37], np. the house you live in → [ten] dom, w którym mieszkasz; the interest paid on overdrafts → te odsetki, które są zapłacone od kredytów w rachunku bieżącym; The reason for this selection is obvious → Powód takiego wyboru jest oczywisty.
- kiedy w wypowiedzi pojawia się odniesienie do osoby lub przedmiotu wspomnianego wcześniej[32]: He has a son and a daughter. The son plays the drums in a punk band, the daughter attends the conservatoire → On ma syna i córkę. Syn gra na perkusji w punkowej kapeli, córka uczęszcza do konserwatorium muzycznego.
- kiedy nazwa jest związana z przedmiotem lub osobą wspomnianą wcześniej i zakłada się, że odbiorca nie będzie miał trudności ją właściwie skojarzyć (jej określoność wynika z kontekstu)[38], np. There is a car parked in front of my house. The driver is asleep. → Przed moim domem stoi jakiś samochód. [Jego] kierowca śpi.
- kiedy dana sytuacja sprawia, że oczywiste jest, o jaki przedmiot lub osobę chodzi, np. Could you pass me the salt? → Mógłbyś podać mi sól? (wypowiedziane podczas posiłku, odnosząc się do solniczki z solą stojącej na stole)
- do generalizowania o całych kategoriach przedmiotów i osób z zastosowaniem liczby pojedynczej[39], np. The elephant is the largest animal in the world → Słoń to największe zwierzę na świecie.
- do generalizowania o pewnych kategoriach ludzi (np. nacji, wyznawcach jakiegoś światopoglądu), używając liczby mnogiej[40], np. The Finns spend their evenings in their saunas → Finowie spędzają wieczory w swoich saunach.
- w konstrukcji z dwoma przymiotnikami lub przysłówkami w stopniu wyższym typu: The more you read, the less you understand → Im więcej czytasz, tym mniej rozumiesz[41].

## Przedimek zerowy
Większość rzeczowników występuje z poprzedzającymi je przedimkami określonymi bądź nieokreślonymi. Brak przedimka określa się jako przedimek zerowy.

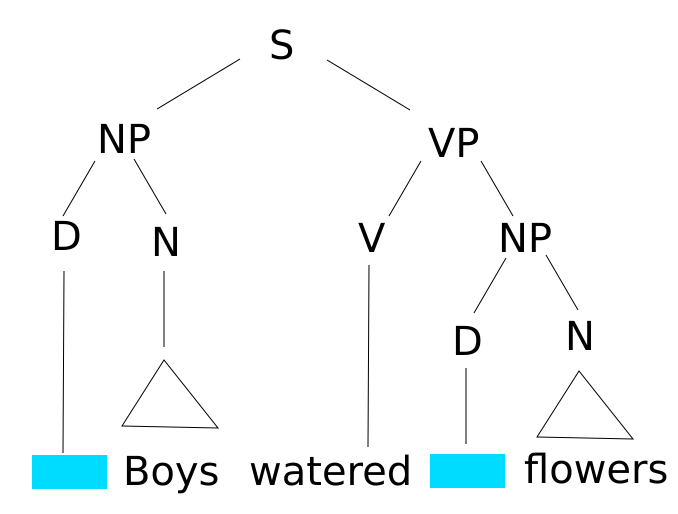
Rozbiór gramatyczny zdania z przedimkami zerowymi

Istnieją trzy podstawowe sytuacje, kiedy pojawia się przedimek zerowy:
- Przed rzeczownikami nieokreślonymi w liczbie mnogiej

| a/an + liczba pojedyncza  | zero + liczba mnoga      |
| We're expecting a visitor | We’re expecting visitors |

- przed rzeczownikami niepoliczalnymi:

| a/an + rzeczownik policzalny | zero + rzeczownik niepoliczalny |
| He picked up a stone         | The wall’s made of stone        |

- przed imionami

| a/an + rzeczownik pospolity | zero + imię            |
| He gave her a rose          | My wife’s name is Rose |

Poza tym przedimek zerowy używany jest na ogół:
- przy niektórych nazwach miejsc i przedmiotów, których używa się zgodnie z przeznaczeniem (przykładowo kościół w celu modlitwy, szpital w celu leczenia, szkoła w celu uczenia się itp.)[42], np. He went to bed → Poszedł do łóżka spać. Have you sent the children to school? → Wysłałeś dzieci do szkoły? She went to university → Poszła na uniwersytet. Jeśli jest mowa o kościele, szpitalu, uczelni w znaczeniu budynku, to przedimka (określonego bądź nieokreślonego) używa się, np. She works in a hospital in Kuopio → Ona pracuje w szpitalu w Kuopio.
- przy nazwach środków transportu i komunikacji po przyimku by, oznaczając sposób przemieszczania się lub komunikowania[42], np. She went there by bus → Pojechała tam autobusem. We keep in touch by phone → Porozumiewamy się telefonicznie.
- w niektórych idiomatycznych frazach jak at speed, in front of, in turn, off colour, on foot[42], np. I'm feeling a bit off colour → Niezbyt dobrze się czuję. He came here on foot → On przyszedł tu pieszo.
- w idiomach o konstrukcji rzeczownik + przyimek + rzeczownik jak day by day, eye to eye, face to face, hand in hand, side by side, np. They had a face to face meeting → Mieli spotkanie w cztery oczy.
- przed nazwami posiłków[42], np. What did you have for breakfast? → Co jadłeś na śniadanie? I invited her for dinner → Zaprosiłem ją na kolację. Kiedy mowa jest o określonym posiłku, przedimka używa się odpowiednio: We had a very good lunch → Mieliśmy bardzo dobry lunch. (The) breakfast was late this morning → Dziś śniadanie było późno.
- często w rozmaitych powiedzeniach, np. Truth is stranger than fiction. → Prawda jest dziwniejsza niż fikcja[43].
- przy nazwach w funkcji apostrofy – zwracania się do kogoś poprzez nazwę ogólną, np. Waiter, could I see the menu, please? → Kelner, mogę prosić o jadłospis? Doctor, will he be all right? → Doktorze, czy wszystko będzie z nim w porządku?
- zamiast the przy podawaniu czyjegoś tytułu służbowego lub unikalnego stanowiska w formie orzecznika[44]: She has been appointed head of the company. → Została powołana na szefa firmy.
- przy pewnych nazwach wyrażających pokrewieństwo typu father → [własny] ojciec, mother → [własna] matka, np. I’ll ask mother about it. → Zapytam o to matki[45]. Auntie will come but granny says she can’t. → Ciocia przyjdzie, ale babcia mówi, że nie może; uncle Tom → wujek Tom[46].
- w niektórych formułach wprowadzających typu: thing is..., trouble is..., truth is... można pominąć przedimek określony, np. (The) fact is, if we don't act now, it will be too late. → Faktem jest, że jeśli teraz nie zaczniemy działać, to będzie za późno[47].
- po zwrotach wyrażających rodzaj czegoś typu kind of często pomijany jest przedimek nieokreślony i używa się zerowego, np. What kind of (a) person is he? We have developed a new variety of plant. → Opracowaliśmy nową odmianę rośliny[48].
- przy każdej nazwie w użyciu cudzysłowowym, przytaczanej jako fakt językowy, np. ‘Cat’ has three letters. → „Kot” ma trzy litery[49].

## Zaimki nieokreślonesomeiany
Podobną funkcję do przedimków pełnią zaimki nieokreślone some i any, określane przez Jana Stanisławskiego nawet przedimkami cząstkowymi.
Zaimki te informują, że liczba (lub ilość) osób, przedmiotów, materii, o których się mówi, jest nieokreślona, choć ograniczona. Na język polski często są one tłumaczone jako trochę, nieco, kilka, jednak te polskie słowa określają z grubsza ilość, wskazując, że jest mała. Tymczasem zaimki some i any nie określają tej ilości wcale. Porównaj: Give me a little sauce please. → Daj mi proszę trochę sosu. Give me some sauce please. → Daj mi proszę sosu. I have several Swedish books. → Mam kilka szwedzkich książek. I have some Swedish books. → Mam szwedzkie książki (niesprecyzowana liczba). Przykład z any: Is there any juice left? → Zostało jeszcze soku? (niesprecyzowane ilości).
Some używa się w zdaniach twierdzących i w pytaniach, jeśli mówca spodziewa się twierdzącej odpowiedzi, np. Shouldn’t there be some instructions inside? → Czy w środku nie powinny być jakieś instrukcje? Any używa się w pozostałych rodzajach pytań i w zdaniach przeczących lub o znaczeniu przeczącym, np. There’s hardly any salt left. → Prawie nie ma już soli. We found somewhere to park without any difficulty. → Znaleźliśmy miejsce parkingowe bez żadnego problemu. Słowo any może podkreślać dowolność, być użyte w znaczeniu jakikolwiek, np. You can choose any book you like. → Możesz wybrać dowolną książkę, która ci się podoba. Any cars parked here will be towed away. → Jakiekolwiek zaparkowane tutaj samochody będą odholowane. Do you have any pineapples? → Ma pani jakiekolwiek ananasy? W przeczeniach not any może być używane zamiennie z zaimkiem przeczącym no, choć no jest bardziej emfatyczne, np. He hasn’t got any money. He has no money. → On nie ma pieniędzy.
Rzeczowniki niepoliczalne oraz rzeczowniki w liczbie mnogiej mogą czasem być używane wymiennie z zaimkiem some i przedimkiem zerowym niemal bez różnicy w znaczeniu. Przykładowo: I was visiting (some) friend last week. Pour (some) yoghurt before serving. Rzeczowniki te są użyte tu w kontekście szczegółowym, w nieokreślonej ilości. Używając przedimka zerowego, ma się na myśli albo nieograniczone ilości, albo uznaje się, że ilości nie mają znaczenia. Some oznacza nieokreśloną, ale jednak ograniczoną ilość. Nie można zatem użyć some w kontekście ogólnym, mówiąc o całej kategorii osób lub przedmiotów.
Zazwyczaj przy wskazywaniu nieokreślonych ilości poprzez zaimek some jego wymowa jest nieakcentowana i brzmi /səm/. Jeśli jednak some jest użyty w bardziej emfatycznym kontekście, zwłaszcza w zestawieniu z others, all lub enough, albo kiedy występuje w konstrukcji some of (używanej przed innym określnikiem lub zaimkiem), lub też kiedy nie występuje po nim rzeczownik, wówczas wymawiany jest zwykle jako /sʌm/. Przykład: I’ve got too many raspberries. Would you like some? → Mam za dużo malin. Chcesz trochę? He’s got some money, but not enough. → On ma trochę pieniędzy, ale nie wystarczająco dużo. Some people like the mountains, others prefer the sea. → Niektórzy ludzie lubią góry, inni wolą morze. I was able to prevent some damage to the car. → Zdołałem zapobiec pewnym uszkodzeniom samochodu (emfatyczne użycie – ale nie wszystkim).
Some /sʌm/ może łączyć się z nazwą nieznanej, nieokreślonej osoby lub przedmiotu w liczbie pojedynczej. Można go użyć zwłaszcza dla podkreślenia, że nie interesujemy się szczególnie tą osobą lub przedmiotem lub nie myślimy specjalnie o niej, np. I don’t want to waste the rest of my life doing some boring job. → Nie chcę spędzić reszty mojego życia, wykonując jakąś nudną robotę. Some idiot has just chained his bike to mine. → Jakiś idiota właśnie przypiął swój rower do mojego. Ponadto some można użyć przed liczebnikami w znaczeniu około, np. Some 90% of the population is covered by health insurance. → Ubezpieczenie zdrowotne obejmuje jakieś 90% populacji.

## Historia przedimka w języku angielskim

### Przedimek określony
W języku staroangielskim przedimki jako takie nie występowały. Występował natomiast określnik se, który pełnił różne funkcje, zarówno zaimka wskazującego dystalnego (odpowiednik dzisiejszego that), jak i wskaźnika określoności (odpowiednik dzisiejszego the). Przykład: Sē man wæs bācere. → That/the man was a baker. Poza tym występował określnik þes pełniący funkcję zaimka wskazującego proksymalnego (odpowiednik dzisiejszego this), choć czasem i se był używany w tej roli. Opozycja między odpowiednikami that i this wykształciła się dopiero w XII w.
| przypadek  | l. poj.  | l. poj.    | l. poj.   | l. mn.            |
| przypadek  | r. męski | r. żeński  | r. nijaki | wszystkie rodzaje |
| ---------- | -------- | ---------- | --------- | ----------------- |
| mianownik  | se, sē   | seo        | þæt       | þā                |
| biernik    | þone     | þā         | þæt       | þā                |
| dopełniacz | þæs      | þǣre, þāre | þæs       | þāra, þǣra        |
| celownik   | þǣm, þām | þǣre, þāre | þǣm, þām  | þǣm, þām          |

Określniki se i þes odmieniały się przez liczbę, rodzaj i przypadki. Jeśli chodzi o określnik se, jego formy liczby pojedynczej dla rodzaju męskiego i żeńskiego w mianowniku (odpowiednio se i seo) różniły się od pozostałych form tym, że zaczynały się na literę s, a nie na þ. W końcu przekształciły się w odpowiednio þe i þeo. Określniki w języku staroangielskim i średnioangielskim podlegały deklinacji razem z rzeczownikami aż do XIII w. Wówczas straciły swoje końcówki deklinacyjne i pozostały tylko formy common case i genitive case. Z formy rodzaju nijakiego liczby pojedynczej w mianowniku i bierniku þæt wykształcił się następnie zaimek wskazujący that, a z formy rodzaju męskiego liczby pojedynczej w mianowniku þe (wcześniej: se) wykształcił się przedimek określony the.

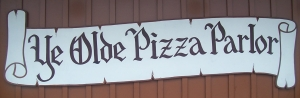
Stylizowany napis Ye Olde Pizza Parlor (Stara Pizzeria)

Litera Þ (thorn) używana była jeszcze w języku średnioangielskim i ostatecznie zaczęto ją zapisywać jako th. Zanim się to jednak wydarzyło, zapisywano ją innym symbolem, nieodróżnialnym od litery y, do tego często posługiwano się skrótami przy zapisie niektórych słów. Przykładowo the funkcjonowało jako ye, a that jako yt. Zapis ten funkcjonował do XIX w. Fakt, że słowo ye było odpowiednikiem the został w międzyczasie przez wielu użytkowników języka zapomniany. W związku z tym często współcześnie wyraz ten wymawia się jako /jiː/, choć w przeszłości nigdy go w taki sposób nie wypowiadano. Słowa ye używa się czasami podczas stylizowania języka na archaiczny. Występuje często w zwrocie ye olde (the old) wykorzystywanym w nazwach pubów, restauracji, hoteli itp., które chcą być postrzegane jako mające długą historię, np. Ye Olde Tea Shoppe.

### Przedimek nieokreślony
Przedimek nieokreślony wywodzi się od mianownikowej, nieakcentowanej formy liczebnika ān w języku staroangielskim oznaczającego jeden. Zwykle liczebnik ten odmieniał się jak przymiotnik w odmianie mocnej:
| przypadek  | l. poj.         | l. poj.   | l. poj.     |
| przypadek  | r. męski        | r. żeński | r. nijaki   |
| ---------- | --------------- | --------- | ----------- |
| mianownik  | ān              | ān        | ān          |
| biernik    | ān / āne / ænne | ān        | āne         |
| dopełniacz | ānes / ænes     | ānre      | ānes / ænes |
| celownik   | ānum            | ānre      | ānum        |

We wczesnych tekstach zapis tego słowa był bardzo nieregularny, np. jeden z wersów wiersza z XII w. brzmiał: an hule and one niʒtingale (an owl and a nightingale). Słowo to wykształciło wiele pokrewnych znaczeń – od typowego liczebnika jeden, po użycie zaimkowe jako ktoś (someone), wyodrębnianie (pojedynczy, jedyny), wskazywanie nieokreśloności. W języku staroangielskim używane było jednak głównie jako liczebnik, i w kontekstach, które współcześnie wymagają użycia przedimka nieokreślonego nie stosowano żadnych przedimków. Jako przedimek nieokreślony an pojawił się w połowie XII w. W XIV w. wykształcało się rozróżnienie między a i an. Do końca XVI w. an powszechne było używanie przed wyrazami zaczynającymi się na literę h (tworząc połączenia typu: an house).
W wielu językach liczebnik jeden jest tożsamy z przedimkiem nieokreślonym (np. niemiecki ein, francuski un, holenderski een, szwedzki i duński en). W języku angielskim natomiast przedimek nieokreślony a, an oddzielił się od liczebnika one. Od one następnie powstały pochodne słowa jak: alone, atone, only, once i forma przecząca none.

## Szczegółowe zasady używania przedimków w języku angielskim
Przy wyborze przedimka należy kierować się kryteriami znaczeniowymi. Odzwierciedla on kontekst, w którym zostaje umieszczony. Użycie zależne jest od kontekstu nazwowego (znaczenia nazwy – rzeczownika) oraz kontekstu zdaniowego. Zbyt dużym uproszczeniem jest sprowadzenie tego do samej znajomości bądź nieznajomości przedmiotów, do których odnoszą się nazwy.
Zrozumienie funkcjonowania systemu przedimków stanowi jedną z największych trudności przy uczeniu się języka angielskiego jako obcego, zwłaszcza przez uczniów, których język ojczysty nie ma takiego systemu. Tymczasem rodzimi użytkownicy języka angielskiego nie uczą się w szkole o zasadach ich stosowania, ponieważ jest to dla nich zwykle oczywiste. Choć różnice między nimi nie są łatwe do opisania, najważniejsze cechy systemu przedimków są intuicyjnie opanowywane przez dzieci przed osiągnięciem 5. roku życia. Związane jest to z tym, że idiomatyczne użycie przedimków jest stosunkowo rzadkie – w większości przypadków polega się ustalonych, regularnych schematach ich użycia w danym kontekście, które można uporządkować w zbiór zasad. Poza tym sposób przyswajania informacji na temat użycia przedimków w obcym języku oraz typowe błędy różnią się pomiędzy uczniami, którzy w swoim ojczystym języku mają system przedimków a tymi, którzy go nie mają. Przykładowo ci pierwsi, zwłaszcza na początku nauki, często nadużywają przedimka określonego, ponieważ w języku angielskim jest on używany rzadziej niż w wielu innych językach. Ci drudzy natomiast nadużywają przedimka zerowego.

### Nazwy jednostkowe

#### Nazwy jednostkowe proste
Nazwy jednostkowe, wyznaczające przedmiot w sposób jednoznaczny, bez względu na kontekst zdaniowy, wymagają użycia przedimka określonego. Nazw prostych tego typu jest stosunkowo niewiele, należą do nich rzeczowniki: the earth, the sky, the world, the cosmos, the Universe, the horizon, the Devil, the Bible, the Koran, the present, the past, the future, nazwy stron świata, nazwy zdarzeń i okresów historycznych (the Reformation, the Renaissance), nazwy instytucji (the Church → Kościół, the Inquisition → Inkwizycja). Przykładowo: The Bible tells us to love all men. → Biblia mówi nam, by kochać wszystkich ludzi. Somewhere in the north → Gdzieś na północy. Let it go and leave the past behind. → Odpuść i zostaw przeszłość za sobą.
Istnieje jednak pewna grupa takich nazw jednostkowych, które na zasadzie idiomów stanowią wyjątki od powyższej reguły. Należą do nich: God, Satan, Lucifer, [Holy] Scripture → Pismo Święte, heaven, hell, paradise (również w przenośni), purgatory → czyściec, Providence → Opatrzność, fate → los, destiny → przeznaczenie, Doomsday → dzień Sądu Ostatecznego, nature → natura, nazwy języków (Latin, French), np. Only God can judge me. → Tylko Bóg może mnie sądzić. If there are no dogs in Heaven, then when I die I want to go where they went. → Jeśli w niebie nie ma psów, to po śmierci chcę trafić tam, gdzie one. "You haven’t a real appreciation of Newspeak, Winston," he said almost sadly. "Even when you write it you’re still thinking in Oldspeak." → Nie potrafisz docenić nowomowy, Winston — powiedział niemal ze smutkiem. Nawet kiedy piszesz, wciąż myślisz w staromowie.
Synonimy słów God czy Satan nie należą do takich wyjątków, np. the Lord → Pan, the Almighty → Wszechmogący. Rzeczowniki sky, heaven i Scripture mogą tworzyć formy w liczbie mnogiej, np. He praised her performance to the skies. → Wychwalał jej występ pod niebiosa. Przedimek the poprzedza hell w przekleństwach, np. What the hell are you talking about? → O czym ty do cholery mówisz?.

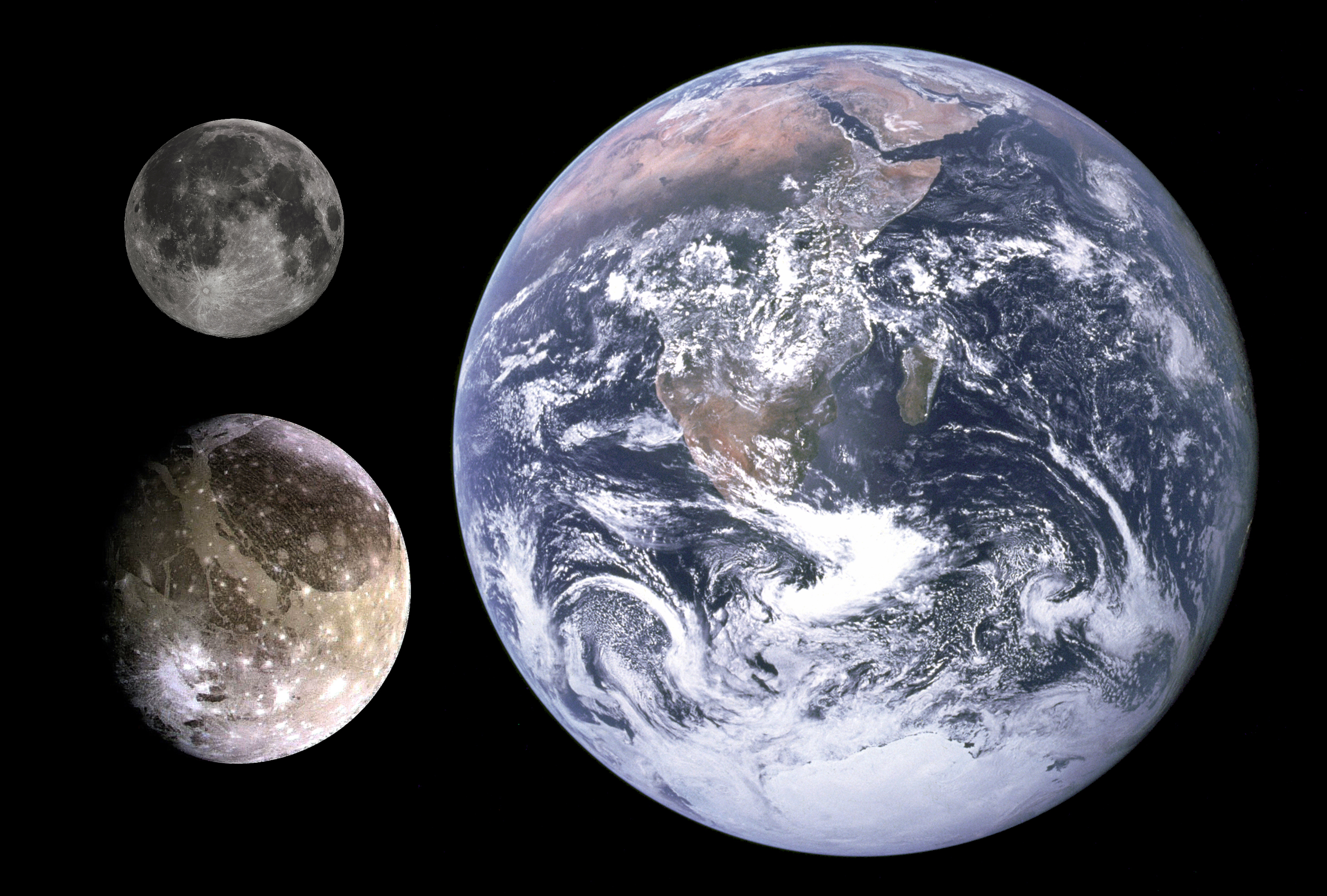
Na grafice przedstawiono naturalnego satelitę Ziemi – Księżyc (the Moon) oraz jeden z księżyców Jowisza (a moon of Jupiter), który jest największym księżycem w Układzie Słonecznym (the largest moon in the Solar System)

Od reguły nakazującej pisać nazwy jednostkowe z przedimkiem określonym istnieją odstępstwa. Zwrot there is w zdaniach twierdzących wymaga użycia przedimka nieokreślonego, np. The agnostic professes that he cannot tell whether there is a God or not. → Agnostyk uznaje, że nie potrafi stwierdzić, czy Bóg jest, czy nie. Go and see if there is already a moon. → Idź zobacz, czy jest już księżyc. W zdaniach przeczących przedimek wymieniany jest na no, np. There is no moon tonight. → Dziś nie ma księżyca. Pewne nazwy ogólne mają też taką samą postać jak nazwy jednostkowe. Należy do nich a god → bóg w religiach politeistycznych, Bóg w jednej z religii uważanych za równorzędne lub bóg w metaforach, np. His fans think of him as a god. → Jego fani uważają go za boga. The gods have been kind to you. → Bogowie byli dla ciebie łaskawi. Do innych nazw tego typu należy sun jako światło słoneczne lub ciepło promieniujące z niego, np. That plant is not getting enough sun! → Ta roślina nie ma wystarczającej ilości słońca. Nazwy a past, a present, a future jako nazwy ogólne oznaczają odpowiednio zdarzenia przeszłe, teraźniejsze, przyszłe, np. I like men who have a future, and women who have a past. → Lubię mężczyzn, którzy mają [przed sobą] przyszłość i kobiety z przeszłością. Nazwy a Bible, a Koran, a Talmud oznaczają egzemplarze świętych ksiąg.
Przedimek pomijany jest w zdaniach tautologicznych, np. What is past is past. Bywa również pomijany w nazwach podwojonych, np. move heaven and earth → poruszyć niebo i ziemię. Z drugiej strony, choć nazwy języków na ogół używane są bez przedimków, na drodze wyjątku używane są czasem z przedimkiem określonym w związkach z czasownikiem translate i pochodnymi rzeczownikami translator i translation, np. The Outsider. Translated from the French by Joseph Laredo. → Obcy. Tłumaczenie Josepha Laredo z języka francuskiego. Możliwe są również zwroty typu: What is the French for apple? → Jak jest po francusku jabłko?
Dodając the, można utworzyć nazwy jednostkowe z nazw, które w normalnym użyciu nimi nie są. Przedimek określony w tym przypadku wypowiadany jest często w formie emfatycznej, a w tekście drukowanym często zapisywany jest kursywą, np. To be, or not to be, that is the question. → Być albo nie być – oto jest pytanie. I am the way, and the truth, and the life. → Ja jestem drogą i prawdą, i życiem. This is the life. → To jest [prawdziwe] życie.

#### Nazwy pochodne utworzone od nazw jednostkowych
Nazwy pochodne tworzy się przez dodanie do nazw podstawowych (znaczeniowo samowystarczalnych) takich składników (przyłączeń), które nie są konieczne dla zupełności ich znaczenia. Przyłączenia takie mogą czasem wyznaczać przedmiot w sposób niejednoznaczny, nazwa nabiera charakteru ogólnego, a nie szczegółowego, np. a possible world → możliwy świat (jeden z możliwych) wobec the ancient world → świat starożytny. Przyłączenia mogą być rozwijające (non-restrictive adjuncts) lub ograniczające (restrictive adjuncts). Przyłączenia rozwijające przekazują dodatkową informację, która mogłaby być pominięta bez zmiany znaczenia nazwy. Przyłączenia ograniczające są niezbędne dla zrozumienia znaczenia nazwy, tworzą z nią pewną całość.
Zwłaszcza przymiotniki jakościowe pełnią często funkcję przyłączeń rozwijających, tzn. nie modyfikują zakresu nazwy podstawowej, np. The thought made him turn cold in the blazing sun. → Ta myśl sprawiła, że stał się zimny w palącym słońcu. He represented the good clean simple world out of which he had emerged. → Reprezentował świat dobry, czysty i prosty, z którego się wyłonił. Nazwy jednostkowe należące do wyjątków pod względem użycia przedimków budują na ogół nazwy pochodne z przedimkiem zerowym, np. He spoke with a foreign accent but in correct Polish. → Mówił z obcym akcentem, ale poprawną polszczyzną.
Nazwy użyte w kontekście ogólnym występują wtedy, kiedy kontekst wyznacza miejsce dla otwartych zbiorów przedmiotów i zdarzeń. W kontekście szczegółowym nazwy wyznaczają poszczególne przedmioty i zdarzenia lub zamknięte zbiory przedmiotów lub zdarzeń. Nazwy złożone ogólne utworzone od nazw jednostkowych wymagają użycia przedimka nieokreślonego, np. light from a pale waning moon → światło bladego księżyca ubywającego. She wanted a happy future. → Chciała szczęśliwej przyszłości.
Nazwy ogólne odnoszą się do przedmiotów uchwyconych w ich chwilowym stanie, w jednym z wielu możliwych, np. a blue sky oznacza niebo, które akurat teraz jest błękitne, jest to jedna z jego możliwych barw. W wyrażeniu the blue sky niebu przypisuje się błękit jako stały atrybut. Wyrażenia tego typu z przedimkiem nieokreślonym występują szczególnie często w literaturze pięknej.
Podobnie jak w przypadku nazw prostych, z nazw pochodnych można tworzyć emfatyczne nazwy jednostkowe, które normalnie nimi nie są, np. SwindleCredit is the friendly bank. → SwindleCredit to [jest ten jedyny] przyjazny bank. It’s more than a precious stone. It is the precious stone. → To więcej niż szlachetny kamień, to bezcenny klejnot.
Zdania względne o funkcji rozwijającej nie wymagają zmiany przedimka – używa się przedimka określonego lub zerowego, jeśli nazwa jednostkowa tworząca podstawę należy do wyjątków, np. I don’t know what language he spoke. It was not Latin, in which the lettered citizens expressed themselves. → Nie wiem, w jakim języku mówił. Nie była to łacina, którą posługiwali się wykształceni obywatele. Zdania względne rozwijające oddzielone są od nadrzędnego rzeczownika przecinkiem. They always did the will of the Almighty, who created them. → Zawsze wypełniali wolę Wszechmocnego, który ich stworzył. Dopowiedzenie (tu:  „...którą posługiwali się” oraz “...którzy ich stworzył”) w tego typu zdaniach nie jest konieczne do zorientowania się, o jaką łacinę lub o którego Wszechmocnego chodzi.
Jeśli zdania względne pełnią funkcję przyłączeń ograniczających (znaczenie takiej nazwy złożonej wyznacza inny przedmiot lub stan rzeczy niż znaczenie nazwy podstawowej) i wyznaczają przedmiot lub stan rzeczy jednostkowy, to wymagają bezwarunkowo przedimka określonego, np. The God who created man must have had a sarcastic sense of humour. → Bóg – stwórca człowieka musiał mieć sarkastyczne poczucie humoru. I tried to avoid the fate that had already befallen my friends. → Próbowałem uniknąć [tego] losu, który spotkał moich przyjaciół. Jeśli przez połączenie nazw jednostkowych ze zdaniami względnymi ograniczającymi powstają nazwy pochodne ogólne (a nie jednostkowe), to łączą się one z przedimkiem nieokreślonym, np. He was beginning to realize that he was the creature of a God who appreciated the discomfort of his worshippers. → Zaczynał zdawać sobie sprawę, że jest stworzeniem [takiego typu] Boga, który docenia niedogodności swoich wyznawców. Nothing exists except an endless present in which the Party is always right. → Istnieje tylko nieograniczona teraźniejszość, w której Partia zawsze ma rację.

### Nazwy ogólne

#### Nazwy ogólne użyte w kontekście szczegółowym

##### Nazwy przedmiotowe w liczbie pojedynczej w kontekście szczegółowym
Bezkontekstowe (znaczeniowo samodzielne) proste nazwy ogólne w liczbie pojedynczej użyte w kontekście zdaniowym szczegółowym wymagają użycia przedimka nieokreślonego. Znakomita większość to nazwy policzalne, zarówno przedmioty fizyczne, osoby i zwierzęta, jak i przedmioty mentalne, np. idea, confession, condition, theory, opinion, belief, promise. Nazwy tego typu odnoszą się do jednego, indywidualnego przedmiotu spośród wielu możliwych i nie niosą informacji, który konkretnie przedmiot spośród tej mnogości ma na myśli mówca. Reprezentują one tylko własną treść, nie powstają w wyniku redukcji jakiejś złożonej formy. Przykładowo: A prisoner has escaped from Whangarei Courthouse. → [Jeden z, pewien] więzień uciekł z sądu w Whangarei. I know a film director. → Znam kogoś, kto jest reżyserem filmowym..
Inne przykłady: Behind the building was a small garden. → Za budynkiem był mały ogród. A cyclist was admitted to the hospital. → Jakiś rowerzysta został przyjęty do szpitala. Let me see you in a dress. → Pokaż się mi w [jakiejś] sukience. She has married a moron. → Poślubiła matoła. Tego typu nazwy są używane po konstrukcji there is, there lives i podobnych, np. There was a light on in his room. → W jego pokoju włączone było światło. Once upon a time, there lived a king in a palace. → Pewnego razu żył sobie w pałacu król. W zdaniu typu: I would like to marry a Frenchman. → Chciałabym poślubić Francuza. kontekst może być zarówno szczegółowy (mam pewnego konkretnego Francuza na myśli), jak i ogólny (jakiegokolwiek Francuza). Poza tym istnieje jeszcze zastosowanie takich nazw ogólnych zamiast jednostkowych, co najdaje wypowiedzi charakter nacechowany stylistycznie, np. Why don’t you want to help a friend? → Dlaczego nie chcesz pomóc komuś, kto jest twoim przyjacielem? (mając na myśli siebie).
Niepoprawne są zdania w kontekście szczegółowym, gdzie nazwa ogólna występuje w podmiocie zdań z orzecznikiem przymiotnikowym typu: A boy is unbearable. A lecturer is boring. Możliwe są jednak zdania typu: A boy is being unbearable. → [Pewien] chłopiec zachowuje się nieznośnie. Poza tym nazw ogólnych nie można stosować w podmiocie zdań zaprzeczonych, np. A cat is climbing a tree. A cat isn’t climbing a tree. A salesman hasn’t rung at the door.
W innych rodzajach zdań przeczących, również z zastosowaniem wyrazów przeczących never, without oraz w zdaniach z zaprzeczeniem częściowym, możliwe jest użycie przedimka nieokreślonego, np. I have never seen a woman so beautiful. → Nigdy wcześniej nie widziałem tak pięknej kobiety. I don’t have a car any more. → Nie mam już samochodu. I haven’t bought a house, but a studio flat. → Nie kupiłem domu a kawalerkę. Istnieją inne alternatywne konstrukcje, m.in. z zaimkiem przeczącym no, np. I have no computer. I haven’t got a computer. I don’t have a computer. Not a newspaper mentioned his name. (= not a single) → Ani jedna gazeta nie wymieniła jego imienia I don’t understand a/a single/one word. → Nie rozumiem ani słowa. Zaimek no (używany z czasownikiem w formie twierdzącej) oraz any (z czasownikiem w formie przeczącej) zastępują zaimek nieokreślony, np. I didn’t make any mistake. → Nie popełniłem żadnego błędu.
W mowie potocznej dla ożywienia wypowiedzi i uwypuklenia jej bohatera, zwłaszcza podczas opowiadania historii i dowcipów, można użyć zaimka this zamiast przedimka nieokreślonego podczas pierwszej wzmianki w wypowiedzi o danym przedmiocie lub osobie, np. I was just watching what was going on, when this spider attacked me (= a spider). → Tak sobie tylko patrzyłem, co się dzieje, kiedy pająk jakiś mnie zaatakował.

##### Nazwy ogólne nieprzedmiotowe w liczbie pojedynczej w kontekście szczegółowym
Nazwy ogólnie nieprzedmiotowe nie odsyłają do przedmiotów, a do sytuacji, w których przedmioty uczestniczą, np. a silence = [the fact] that somebody is silent; a change = [the fact] that something has changed, a confession = [the fact] that somebody has confessed something (w porównaniu do tego samego słowa jako nazwy przedmiotowej: a confession = [something] that somebody has confessed). Nazwy nieprzedmiotowe użyte w zdaniach szczegółowych jako nazwy proste mają niepełny sens. Przykładowo a birth oznacza czyjeś narodziny – nie są wymienione osoby ani przedmioty, które tu uczestniczą.
W celu prawidłowego użycia przedimka przed nazwami ogólnymi nieprzedmiotowymi w języku angielskim należy odróżnić nazwy dokonane od niedokonanych. Aspekt ten nie odpowiada polskiemu rozróżnieniu typu: destruction → zniszczenie, niszczenie.
Do nazw nieprzedmiotowych dokonanych należą przede wszystkim poszczególne akty i zdarzenia krótkotrwałe, momentalne, pod względem znaczenia – odpowiedniki czasowników dokonanych, np. an arrival → przybycie, czyli to, że ktoś przybył; a look → spojrzenie, czyli to, że ktoś spojrzał. Inne rzeczowniki tego typu to np. a joke, a rape, an attack, a call, a betrayal, a surprise, a sound, a wish, an appointment, a sensation. Przykłady: She agreed after a hesitation. → Zgodziła się po zawahaniu. The blip was followed by a sound between a sigh and a moan. → Po sygnale wystąpił dźwięk pomiędzy westchnięciem a jęknięciem.
Do innej grupy nazw dokonanych należą nazwy pochodne od nazw niedokonanych oznaczających skłonności do pewnych zachowań. Nazwy dokonane odróżnia od nich obecność przedimka nieokreślonego. Przykładowo a cruelty (nazwa dokonana) oznacza okrucieństwo w znaczeniu okrutny postępek, a samo cruelty to okrucieństwo w znaczeniu skłonności do bycia okrutnym. Analogicznie an injustice to niesprawiedliwy postępek, a samo injustice to bycie niesprawiedliwym. Niektóre tego typu rzeczowniki nie tworzą takich nazw dokonanych i wówczas stosuje się konstrukcję an act of, np. an act of violence (zamiast a violence), an act of treachery (zamiast a treachery), an act of desperation (zamiast a desperation). Przykładowo: This vicious attack on a defenceless child was an act of cowardice. → Ten akrutny atak na bezbronne dziecko był aktem tchórzostwa. I am the only person who ever did him a disinterested kindness. → Jestem jedyną osobą, która kiedykolwiek okazała mu bezinteresowną życzliwość (jednostkowy akt życzliwości).
Następną grupą nazw dokonanych są nazwy oznaczające ciągłe zdarzenia, ale zamknięte w jakichś ramach czasowych, trwające przez pewien ograniczony czas, i tylko tym różnią się od odpowiadających im nazw niedokonanych. Do nazw tego typu należy: a reign (panowanie zamknięte w pewnych ramach czasowych, tzn. czyjeś panowanie), a life, a silence, a dream, a fight, a war, np. A silence fell, and Berlioz turned pale. → Zapadło milczenie, Berlioz zbladł. The sound diminished to a whisper, then stopped. → Dźwięk osłabł do szeptu, następnie ustał. She hesitated, then, feeling grateful that a quarrel had been avoided, she smiled. → Zawahała się, a następnie, odczuwając wdzięczność, że udało się uniknąć kłótni, uśmiechnęła się. At the time, I was recovering from an illness. → W tym czasie odzyskiwałem siły po [pewnej] chorobie.

##### Odstępstwa od reguł użycia przedimka nieokreślonego z nazwami ogólnymi w liczbie pojedynczej w kontekście szczegółowym
Nazwy nieprzedmiotowe w liczbie pojedynczej mogą być w zdaniach szczegółowych użyte z intencją ogólną (wówczas są to nazwy niedokonane). Nie odnoszą się wtedy do konkretnych zdarzeń i sytuacji bezpośrednio, ale przez kategorię, do której należą. W takich przypadkach używane są bez przedimka i uważa się je za niepoliczalne. Przykładowo można kogoś oskarżyć o kradzież konkretnego przedmiotu (a theft) lub ująć to ogólniej i oskarżyć o kradzież w ogóle (theft). Porównaj: Since he is a practising Catholic, a divorce is ruled out. → Jako że jest praktykującym katolikiem, rozwód jest wykluczony (wzięcie rozwodu z aktualną żoną). Since he is a practising Catholic, divorce for him is ruled out. → Jako że jest praktykującym katolikiem, [coś takiego jak] rozwód jest dla niego wykluczony (rozwód jako pojęcie, bez odnoszenia się do konkretnej sytuacji). She stained herself with a murder. → Splamiła się popełnieniem morderstwa (odniesienie do jakiegoś konkretnego morderstwa, które popełniła). She stained herself with murder. → Splamiła się morderstwem. We ran into difficulty. → Natknęliśmy się na trudność. This is not a difficulty which will quickly disappear. → To nie jest [tego rodzaju] trudność, która szybko zniknie. Inne przykłady: He was causing death by dangerous driving. → Siał śmierć przez brawurową jazdę. Sin has entered the castle. → Grzech wtargnął do zamku.  Niektóre policzalne rzeczowniki mają swoje odpowiedniki w formie niepoliczalnej, np. a problem i trouble, a laugh i laughter.
Przedimek nieokreślony w liczbie pojedynczej jest pomijany także w następujących sytuacjach:
- w związkach z zaimkami pytajnymi: whose, which, what, np. Whose house is this? → Czyj to jest dom? (ale w zdaniach wyrażających aprobatę, dezaprobatę – What a house! → Co za dom!)
- w związkach z zaimkami nieokreślonymi some i any oraz some pod akcentem logicznym jako doskonały, niezły, np. He is some acrobat! → On jest niezłym akrobatą! Some philosopher once said something about friends being two bodies sharing the same soul. → Pewien filozof powiedział kiedyś, że przyjaciele to dwa ciała w jednej duszy.
- w połączeniach z zaimkiem nieokreślonym one i liczebnikiem one, np. One day he will understand too. → Pewnego dnia też zrozumie. Can one man change the future? → Czy jeden człowiek może zmienić przyszłość?
- w połączeniach z zaimkami uogólniającymi each, every[90].
- w wyrażeniach przyimkowo-spójnikowych złożonych z dwóch lub kilku identycznych nazw lub różnych postrzeganych jako pewna całość, np. brother against brother, from town to town, arm in arm, face to face, hour by hour, from year to year, body and soul, day and night, on land and sea, from top to bottom, from beginning to end, bed and breakfast, from attic to cellar; Is it progress if a cannibal uses knife and fork? → Czy to jest postęp, jeśli ludożerca używa noża i widelca?[91][92].
- w szeregach złożonych z wielu nazw, tworzących zbiór jednorodny, przedimek poprzedza tylko pierwszą nazwę, np. Teach your baby to feed himself with a fork and spoon; a cup and saucer, a man and woman[92].
- przedimek pomijany jest w wypowiedziach skróconych, w stylu telegraficznym, w ogłoszeniach, tytułach, reklamach, nakazach, instrukcjach[92].

Istnieją przypadki, kiedy używa się przedimka określonego lub zerowego, mimo że generalnie proste nazwy ogólne w liczbie pojedynczej użyte w kontekście zdaniowym szczegółowym wymagają użycia przedimka nieokreślonego. Mówiąc przykładowo: Idę do kina chce się przede wszystkim przekazać informację, o jaki rodzaj przedmiotu chodzi (do kina, a nie np. teatru), a niekoniecznie podkreślać, że chodzi o jakieś konkretny przedmiot należący do tego rodzaju (konkretne kino).
Najczęściej w taki sposób używane są nazwy instytucji użyteczności publicznej (np. the post office, the theatre, the restaurant, the bank), publicznych środków lokomocji (np. the plane, the train, the bus, the tram), typów urządzeń (the radio, the telephone) i ważnych społecznie zawodów (np. the doctor, the baker, the barber), np. The best ideas come to me when I'm on the bus → Najlepsze pomysły przychodzą mi do głowy, kiedy jadę autobusem.
Zdanie: I’m going to the cinema sugeruje, że chodzi o rodzaj rozrywki, a nie konkretne kino. W zdaniu: A new cinema is to be built in the city centre chodzi już nie o rodzaj, a o konkretny budynek kina. Porównaj też: I exchanged my money at the bank. → Wymieniłem pieniądze w banku (a nie np. kantorze). I exchanged my money at a bank. → Wymieniłem pieniądze w jakimś banku. Z intencją ogólną można powiedzieć: to take the bus, the underground → wziąć autobus, metro; to go to the restaurant → iść do restauracji; ale z intencją szczegółową: to get on a bus, to get out of a car → wsiąść do autobusu, wysiąść z auta; to enter a cinema → wejść do kina, to visit a bank → odwiedzić placówkę bankową. The telephone has been connected in my place – nawet jeśli został podłączony tylko jeden aparat telefoniczny, w zdaniu nacisk położony jest na rodzaj urządzenia. The witch ended up on the gallows/at the stake → Czarownica skończyła na szafocie/stosie – chodzi o rodzaj śmierci, a nie konkretny szafot czy stos. Czasami przedimek określony można interpretować zarówno jako takie użycie nazwy z intencją ogólną, jak i użycie sytuacyjne: Go to the baker’s może oznaczać zarówno konkretny sklep z pieczywem, ten co zawsze, jak i sklep z pieczywem w ogóle. Prices of flowers at the florist’s have gone up. → Ceny kwiatów w kwiaciarni wzrosły.
W języku angielskim pojawia się wiele przypadków użycia nazw bezkontekstowych z przedimkiem określonym, ale nie każda nazwa pozwala na takie użycie. Przykłady: How often should we go to the dentist? → Jak często powinniśmy chodzić do dentysty? Do you feel the force of comrad Stalin, even from the grave? → Czy czujesz siłę towarzysza Stalina, nawet z grobu? I suddenly had an urge to live by the sea. → Nagle poczułam potrzebę zamieszkać nad morzem. I've known that boy since he was in the cradle. → Znam tego chłopaka od kołyski. They live in the country. → Oni mieszkają na wsi.
Przedimka określonego używa się też czasami, kiedy mówca nie chce lub nie ma potrzeby podkreślać, o który przedmiot ze zbioru chodzi, zwłaszcza kiedy zbiór ma niewiele elementów. Dotyczy to przykładowo części ciała, np. The bullet wounded him in the leg. → Pocisk zranił go w nogę. It’s too small to be seen with the naked eye. → To jest za małe, by to zobaczyć gołym okiem. A bird in the hand is worth two in the bush. →  Lepszy wróbel w garści niż gołąb na dachu. Lying by the side of the road I saw the wheel of a car. → Leżąc na poboczu drogi (bez precyzowania, po której stronie), zobaczyłem koło jakiegoś samochodu (bez precyzowania jakie koło). W rzadkich przypadkach, mówiąc o częściach ciała jest używany przedimek nieokreślony. Najczęściej jednak w kontekście właściciela używa się zaimków dzierżawczych: He’s almost sprained his/an ankle. → Omal nie zwichnął nogi w kostce. Raise your feet. → Unieś stopy.
Dodatkową komplikacją jest fakt, że w przypadku niektórych nazw użytych z intencją ogólną stosuje się przedimek zerowy. Nazwy tego typu nie oznaczają jednak wtedy przedmiotów, a czynności lub stany, następuje wykorzystanie ich zgodnie z przeznaczeniem. Do najczęstszych tego typu nazw należą: church, school, bed, prison, jail, hospital, chapel, town, court, sea, table, television i nazwy codziennych posiłków. Zwykle używane są w zwrotach z przyimkami przestrzennymi.
Przykładowo hospital bez przedimka będzie używane tylko w odniesieniu do chorego, prison – do więźnia, a school – do uczącego się w niej. Porównaj: Why isn’t he at school. → Dlaczego on nie jest w szkole [na lekcjach]? She taught in a school once. → Ona kiedyś uczyła w szkole. School begins tomorrow. → Szkoła zaczyna się jutro [dla uczących się]. He will go to a new school next term. → On pójdzie do nowej szkoły w przyszłym semestrze (choć pójdzie jako uczeń, dodatek przymiotnika new sprawia, że nie mamy już do czynienia z nazwą prostą i obowiązują wówczas standardowe reguły).
Inne przykłady: I’m going to town to do the shopping. → Jadę do miasta zrobić zakupy. My parents are out of town this week. → Moi rodzice wyjeżdżają [z miasta] na ten tydzień. It’s the best restaurant in town. → To najlepsza restauracja w mieście. The refugees were at sea for a long time before reaching land. → Uchodźcy byli na morzu przez długi czas zanim dotarli na ląd. He is lying in bed. → On leży w łóżku. (ale:) Stop jumping on the bed! → Nie skacz na łóżku! She wanted me to testify against him in court. → Chciała, żebym zeznawał przeciwko niemu w sądzie. I will go to court and you will end up in prison. → Pójdę do sądu i skończysz w więzieniu. I saw you on television. → Widziałem cię w telewizji. I had lunch at McDonald’s. She usually has breakfast around seven. → Zwykle je śniadanie o siódmej. I had cheese for supper. → Na kolację miałem ser. She invited me to dinner. → Zaprosiła mnie na obiad. (ale:) I had a big lunch. → Zjadłem duży lunch. We had a breakfast of oatmeal and fruit → Mieliśmy na śniadanie owsiankę i owoce. They preferred to have tea by themselves and after tea they played chess. → Woleli sami wypić herbatkę (zorganizować podwieczorek z herbatą), a po herbatce grali w szachy.
Porównaj też: I went to hospital to have an operation. → Poszedłem do szpitala, by poddać się operacji. I went to the hospital to visit him. → Poszedłem do szpitala, by go odwiedzić. W amerykańskiej odmianie języka angielskiego w obu tych zdaniach używa się wyrażenia z przedimkiem: to the hospital.
W kontekście pracy i urzędów mówi się: to go to work, to start work, to be at work, to come back from work, to do something after work. The party is in office/is out of office. → Partia piastuje władzę/nie piastuje władzy. (ale:) He’s at the office right now. → On jest teraz w biurze. I'm currently out of the office, returning on January 26. → Obecnie nie ma mnie w biurze, wracam 26. stycznia. O własnym domu mówi się: at home, to go home, np. Let’s stay at home tonight. → Zostańmy dzisiaj w domu.
Bez przedimków używa się także nazw przedmiotowych z intencją ogólną służących do określania sposobu przemieszczania się lub przekazywania czegoś, zwykle w związkach z przyimkiem by. Do takich nazw należą nazwy środków lokomocji lub przedmiotów używanych jako środki lokomocji (car, bus, bicycle, train, rail, tram, plane, road, land, air, sea) oraz nazwy środków przekazu (post, cable, telegram, telephone, radio, letter). Z jednej strony można zatem powiedzieć take a train → wybrać się [jakimś] pociągiem, take the train → wybrać się pociągiem (a nie innymi środkami lokomocji), a z drugiej mówi się to go by train → jechać pociągiem, to go by bicycle → jechać rowerem, to ride a bicycle → jechać na rowerze. Przykłady: I drive to work by car. → Jeżdżę do pracy samochodem. We travelled there by sea. → Podróżowaliśmy tam drogą morską. Please send the parcel by post. → Proszę wyślij paczkę pocztą. The easiest ways to book are online or by telephone. → Najłatwiejsze sposoby rezerwacji to rezerwacja online lub przez telefon. Poza tym istnieją zwroty takie jak to go on foot → iść pieszo oraz to go on horseback → jechać konno.

##### Nazwy ogólne w liczbie mnogiej wyznaczające zbiory niecałkowite
Bezkontekstowych prostych nazw ogólnych o intencji szczegółowej używa się w liczbie mnogiej bez przedimka, jeśli oznaczają zbiory niecałkowite. Ten brak przedimka wynika z tego, że w liczbie mnogiej nie ma w języku angielskim przedimka nieokreślonego. Nazwa ogólna w liczbie mnogiej wyznaczająca zbiór niecałkowity to przykładowo duchy w zdaniu: W tym zamku straszą duchy. Nie chodzi tu o całkowity zbiór wszystkich możliwych do wyobrażenia duchów, a jedynie jakąś ich nieokreśloną liczbę straszącą w tym konkretnym zamku. Użycie przedimka określonego w tego typu zdaniach byłoby niezrozumiałe, skłaniałoby, by szukać brakujących składników treści w kontekście zdania, tymczasem nazwy te jako nazwy bezkontekstowe, nie odnoszą się do żadnego kontekstu.
Przykładowo: The castle is haunted by a ghost. The castle is haunted by ghosts. nie: The castle is haunted by the ghosts. A balloon is flying in the sky. Balloons are flying in the sky. → Balony latają po niebie. We are just making an assumption. We are just making assumptions. → Przedstawiamy tylko założenia. He was seriously injured in a car accident years back. → Był poważnie ranny w wypadku samochodowym lata temu. Nowadays ancient Greek is practically not taught in schools and scarcely studied in universities. → W dzisiejszych czasach starożytnej greki praktycznie nie uczy się w szkołach i prawie nie studiuje się jej na uniwersytetach. She asked if there were going to be men, but Suzy told her there were not; only women had been invited. → Zapytała, czy będą mężczyźni, ale Suzy powiedziała jej, że nie; tylko kobiety zostały zaproszone. In a café children were eating doughnuts. → W kawiarni dzieci jadły pączki. His room is always so messy – drawers of the bureau pulled out, papers lying about the floor. → Jego pokój jest zawsze taki nieposprzątany – powyciągane szuflady z biurka, papiery rozrzucone po podłodze.
Niektóre konstrukcje zdań szczególnie sprzyjają użyciu nazw ogólnych nieokreślonych:
- zdania ze zwrotem there are i pochodnymi: There were paintings on the wall. → Na ścianie były obrazy.
- zdania z inwersją podmiotu: Above the building rose mountains. → Nad budynkami wznosiły się góry.
- zdaniach z czasownikiem have, have got: And so you have among you Germans, Frenchmen and Greeks. → Zatem masz wokół siebie Niemców, Francuzów i Greków. He is said to have had affairs with three hundred women. → Mówi się, że miał romanse z trzystoma kobietami[101].

Zaimki some i any łączą się również z nazwami w liczbie mnogiej, ale występują pewne różnice w ich zastosowaniu. Zaimka some używa się, kiedy podkreśla się ilość a nie jakość przedmiotów i zdarzeń, jednocześnie sugerują ich ograniczoną (zamkniętą) ilość. Porównaj: Would you like grapes? → Masz ochotę na winogrona? (a nie np. na truskawki?) Would you like some grapes? → Chciałbyś winogron? I’ve bought grapes, not stawberries. → Kupiłem winogrona, nie truskawki (nacisk na jakość). I was answering questions as they came. → Odpowiadałem na pojawiające się pytania. (miejsce na nieograniczoną liczbę, więc użycie some byłoby niepoprawne). Porównaj też: She has written books on paleontology. → Pisała książki o paleontologii. She has written some books on paleontology. → Napisała pewną liczbę książek o paleontologii.
Podobnie nazwy połączone z any podkreślają ilościowy aspekt przedmiotów i zdarzeń. Porównaj: I didn’t buy any grapes. → Nie kupiłem [żadnych] winogron. I didn’t buy grapes [but stawberries]. → Nie kupiłem winogron [a truskawki]. I haven’t eaten grapes. → Nie jadłem winogron. Podobnie jak w zdaniach w liczbie pojedynczej, kiedy nie ma innego wyrazu przeczącego, przeczenie buduje się w liczbie mnogiej poprzez zaimek no, np. I have no questions. → Nie mam pytań.
Od powyższych reguł występują jednak odstępstwa. W zdaniu: The Americans landed on the Moon in 1969 → Amerykanie wylądowali na Księżycu w 1969 nazwy ogólne zostały użyte z intencją ogólną w zdaniach szczegółowych. Nie chodzi tu o odniesienie bezpośrednie do uczestników sytuacji czy konkretnych zdarzeń opisywanych w zdaniu, ale o wskazanie kategorii, do której te przedmioty czy zdarzenia należą. Stanowi to rodzaj metonimii (totum pro parte). Skoro nazwa odnosi się do kategorii a nie przedmiotów wziętych z osobna, nie można w tym przypadku użyć zaimka all → wszyscy. Oczywiste jest bowiem, że nie wszyscy Amerykanie wylądowali na Księżycu. Nawet jeśli w zdarzeniu uczestniczyło tylko kilka osób lub jedna, nie ma to znaczenia dla tworzenia takich konstrukcji zdaniowych, ponieważ najważniejsze jest to, że zdarzenie ma istotny wpływ na ogół przedmiotów lub według mówcy stanowi wystarczającą próbkę dla charakterystyki całości (ujęcie kolektywne). Przykłady zdań: When the pagans wanted to burn the temple, the sky turned red. → Kiedy poganie chcieli podpalić świątynię, niebo zaczerwieniło się. The communists tortured my wife. → Komuniści torturowali moją żonę. The Poles invented vodka. → Polacy wymyślili wódkę. It would be difficult even for the saints. → Byłoby to trudne nawet dla świętych. Nazwy ogólne w liczbie mnogiej użyte w intencji ogólnej mogą w języku angielskim występować na zasadzie wyjątku tylko z nazwami osobowymi oznaczającymi narodowości, wyznania, światopogląd, przynależność społeczną itp. Na podobnej zasadzie używa się rzeczowników zbiorowych: the aristocracy → arystokracja, the gentry → szlachta, the clergy → duchowieństwo, the public → społeczeństwo, the police → policja.
Przedmiotem informacji mogą być jednak poszczególne podmioty stanowiące zbiór. Zbiór taki jest ujęty dystrybutywnie. O ujęciu dystrybutywnym lub kolektywnym decyduje kontekst zdania. Przykłady ujęcia dystrybutywnego zbiorów: Many of the greatest Renaissance works of art were commissioned by popes. → Wiele największych renesansowych dzieł sztuki było stworzonych na zamówienie papieży. Recently, biologists have been interested in epigenetics. → Ostatnio biolodzy interesują się epigenetyką.

##### Nazwy w liczbie mnogiej wyznaczające zbiory całkowite
Jeśli nazwa ogólna użyta w kontekście szczegółowym wyznacza zbiór całkowity, to w jednoznaczny sposób umożliwia jego identyfikację, podobnie jak w przypadku nazw jednostkowych. W takim przypadku używa się ich z przedimkiem określonym. Zastosowanie jednak tej zasady w praktyce jest ograniczone, zwykle do jakichś grup o dość wyraźnych granicach jak naród czy grupa zawodowa. Unlike the Tsars or Louis XIV my boss does not even have a confessor. → W odróżnieniu od carów czy Ludwika XIV mój szef nie ma nawet spowiednika. The expressionists often saw the bleak nature of the human condition, and their works reflect sadness, emotional pain, and isolation. → Ekspresjoniści często widzieli ponury aspekt ludzkiej natury, a ich prace odzwierciedlają smutek, ból emocjonalny i izolację. So many bad things happening during the religious wars. → Tyle złych rzeczy zdarzyło się podczas wojen religijnych.
Czasami zbiory całkowite można utworzyć poprzez ograniczenie znaczenia jakiejś nazwy do określonego terytorium lub przedziału czasowego. Taki określnik przestrzenny lub czasowy nie musi być składnikiem nazwy (wtedy tworzyłby nazwę złożoną), ale może być wyrażony w innym miejscu tekstu, tak aby jasny był kontekst. Przykładowo w tekście o Polsce lat 1949–1956 można użyć zdania typu: The Church was excluded from the schools and from the media, but was to enjoy free contact with the Vatican. → Kościół został wyłączony ze szkół i mediów, ale mógł cieszyć się swobodnym kontaktem z Watykanem.
Nazwy oznaczające zbiory całkowite mogą (ale nie muszą) łączyć się z zaimkiem uogólniającym all oraz z liczebnikami głównymi, i zachowywać przy tym przedimek określony, np. the five oceans → pięć oceanów, the seven deadly sins → siedem grzechów głównych, the two poles → dwa bieguny, all the countries → wszystkie państwa; Nowadays all the married men live like bachelors, and all the bachelors like married men. → Obecnie wszyscy żonaci żyją jak kawalerowie, a wszyscy kawalerowie żyją jak żonaci. Porównaj: All young men are inclined to be hot-headed (wszyscy młodzi mężczyźni jako ogólna kategoria). All the young men who were at the meeting volunteered to work (specyficzna grupa młodych mężczyzn – ci, co byli na spotkaniu); all highly industrialised countries → wszystkie najbardziej uprzemysłowione państwa (jako kategoria), all the highly industrialised countries → wszystkie najbardziej uprzemysłowione państwa (które mam na myśli). Fakultatywnie przedimek określony łączy się także z both, np. Both (the) books are torn. → Obie książki są rozerwane. 

##### Nazwy z liczebnikami

###### Nazwy z liczebnikami w liczbie pojedynczej
Użycie liczebnika one usuwa przedimek nieokreślony. Sam jednak przedimek nieokreślony może wyrażać to, co liczebnik one. Najczęściej ma to miejsce przed nazwami oznaczającymi jednostki miary, wagi, czasu lub waluty, np. Rome wasn't built in a day → dosł. Rzym nie został zbudowany w jeden dzień. Nie można jednak zastąpić liczebnika one przedimkiem, jeśli pada na niego akcent logiczny. W zdaniach przeczących zaprzeczenie z liczebnikiem one znaczy ani jeden, np. He had not said one word. → Nie powiedział ani słowa. Przed liczebnikiem one może pojawić się przedimek the, tworząc wyrażenie o znaczeniu jedyny, np. Did he stay here long? Only the one night. → Czy na długo się tu zatrzymał? Tylko na tę jedyną noc.
W przeciwieństwie do liczebnika one, wyrażenie half i many nie usuwają przedimka, np. Give me half an orange. → Daj mi pół pomarańczy. I won half a dozen times in the past fifteen years. → Wygrałem sześć razy w ciągu ostatnich piętnastu lat. Many a woman would sacrifice her happiness in order to stay with her children. → Nie jedna kobieta poświęciłaby swoje szczęście, aby zostać ze swoimi dziećmi. Kiedy half występuje bez rzeczownika, pojawia się przed nim przedimek a, np. an hour and a half → półtorej godziny, three years and a half → trzy i pół roku. Przedimek występuje przed nazwami złożonymi z pierwszym członem half, np. a half-century → półwiecze, a half-year → półrocze, a half-truth → półprawda. Występują one także przed nazwami ułamkowymi, np. a quarter [of an hour] → kwadrans; I’d like a third of the cake. → Chciałbym jedną trzecią tego ciasta. Formy z one tego typu też są możliwe, ale są rzadsze.
Liczebnik one (a nie przedimek nieokreślony) używany jest w konstrukcjach typu: one... other/another (a + other), np. Close one eye, and then the other. → Zamknij jedno oko, a potem drugie. Insects carry pollen from one plant to another. → Owady przenoszą pyłek z jednej rośliny na drugą.

###### Nazwy z liczebnikami w liczbie mnogiej
Nazwy złożone z liczebnika i rzeczownika w liczbie mnogiej nie mają przedimka, np. three cats. Do wyjątków należy hundred, thousand, million, billion wymagające przedimka nieokreślonego a lub liczebnika one, np. a/one thousand cars, a/one thousand and forty-five. Przedimka a można używać jednak tylko na początku liczby, np. two thousand one hundred (nie: two thousand a hundred). Przedimek ten rzadko też występuje na początku liczby przed thousand, jeśli podana jest liczba setek, np. one thousand five hundred and seven. Podobnie można używać przedimka a i liczebika one z wyrazami będącymi jednostkami miar, np. an/one hour and twenty minutes (ale: one hour, twenty minutes); a/one kilometre (ale: one kilometre, seven hundred metres). W emfatycznych wyrażeniach z liczebnikami możliwy jest tylko przedimek a zamiast one, np. I've told you a thousand times. → Mówiłam ci tysiąc razy.
Liczebniki hundred, thousand itd. zespolone z liczebnikami powyżej jednego (np. two hundred) mają formę  liczby pojedynczej. Bez poprzedzających je liczebników liczebników mogą jednak tworzyć liczbę mnogą, łącząc się z rzeczownikami przyimkiem of, np. hundreds of bicycles → setki rowerów. Nazwy ogólne w liczbie mnogiej łączą się też z wieloma różnymi wyrażeniami oznaczającymi nieokreślone ilości. Nie dodaje się do nich przedimka, chyba że same wyrażenia go zawierają, np. many → wiele, a great/good many → bardzo wiele, a lot of → dużo, few → mało, a few → kilka, several → kilka, numerous → liczne, enough → dość, full of → pełno. Istnieją poza tym nazwy złożone z dwóch rzeczowników, z których pierwszy jest określeniem ilościowym, np. a group of Britishmen, a tissue of lies → stek kłamstw, a sequence of events → sekwencja zdarzeń.
Występują również nazwy złożone z liczebnikami lub innymi wyrażeniami ilościowymi do określania wielokrotności przedmiotów lub zdarzeń przypadających na jakąś jednostkę miary, przed którą występuje przedimek nieokreślony, np. He earned three thousand pounds a month. → Zarabiał trzy tysiące funtów miesięcznie. I read two books a week. → Czytam dwie książki na tydzień. The oranges are two dollars a kilogram. → Pomarańcze są po dwa dolary za kilogram. W języku oficjalnym przedimek nieokreślony można w tym przypadku zastąpić słowem per. Z drugiej strony istnieją konstrukcje z przedimkiem określonym: He pays his staff by the hour. → On płaci swoim pracowników od godziny. Flour is sold by the kilogram. → Mąka sprzedawana jest na kilogramy. Tourists are leaving the island by the thousand. → Turyści tysiącami opuszczają wyspę. The fabric is sold by the metre. → Ta tkanina jest sprzedawana na metry. The buses were punctual to the minute. → Autobusy były punktualne co do minuty.
Wyrażenia w liczbie mnogiej wyrażające ilości mogą być używane ze słowem another lub z przedimkiem nieokreślonym + przymiotnikiem, np. I had to wait for another three weeks. → Musiałem czekać kolejne trzy tygodnie. I’ve been waiting for a good two hours. → Czekam już od dobrych dwóch godzin. W mowie potocznej istnieją też wyrażenia a good many/few + rzeczownik w liczbie mnogiej.

##### Nazwy rozwinięte z liczebnikami porządkowymi
Nazwy pochodne z przyłączeniami rozwijającymi zawierającymi liczebniki porządkowe wymagają tego samego przedimka, co nazwy podstawowe, od których zostały utworzone pod warunkiem, że nie oznaczają przedmiotów lub zjawisk stanowiących składniki uporządkowanych szeregów. Jeśli oznaczają przedmioty lub zjawiska w szeregach w jakiś sposób uporządkowanych, wymagają wówczas przedimka określonego. Porównaj: a second marriage → drugie małżeństwo, the second marriage [of] → [czyjeś] drugie małżeństwo.
Przykłady z szeregami nieuporządkowanymi: We have constructed three building and we are going to build a fourth one. → Zbudowaliśmy już trzy budynki i zamierzamy zbudować czwarty. He will be tried for a third time in the court of appeals. → Będzie sądzony po raz trzeci w sądzie apelacyjnym. Most couples in a second marriage do not have common children to bind them together. → Większość par w drugim małżeństwie nie ma wspólnych dzieci, które by je łączyły.
Przykłady z szeregami uporządkowanymi: the second world war → druga wojna światowa; the first man → pierwszy człowiek [biblijny]; the nineteenth century → wiek dziewiętnasty; the third millennium → trzecie milenium, the first of July → pierwszego lipca. I heard the news and rushed up to town by the first train. → Usłyszałem wiadomość i popędziłem do miasta pierwszym pociągiem [w rozkładzie jazdy]. I took a seat in the sixth row. → Zająłem miejsce w szóstym rzędzie. W następującym zdaniu first pełni inną rolę, dlatego nie poprzedza go przedimek: He came first. → On przyszedł (jako) pierwszy. Porównaj też: She won the first prize. → Wygrała pierwszą nagrodę. She won a first prize. → Wygrała [jedną z] pierwszych nagród (było ich więcej niż jedna).
Obok liczebników porządkowych istnieją również przymiotniki jednoznacznie wyznaczające miejsce w szeregu przedmiotów lub zdarzeń takie jak: last, previous, following, next, latest. Używane są one w związku z tym z przedimkiem określonym, np. My boss always has to have the last word. → Mój szef zawsze musi mieć ostatnie słowo. He was to come the following month. → Miał przyjść w kolejnym miesiącu. He has two brothers, Paul and Steve. The former brother is a writer, the latter one is a film director. → Ma dwóch braci, Paula i Steve’a. Ten pierwszy brat jest pisarzem, ten drugi jest reżyserem.
Czasami zamiast liczebników porządkowych używa się liczebników głównych w pozycji po rzeczowniku, zwłaszcza do oznaczania numerów rozdziałów, stron, aktów sztuk, linii środków transportu, numerów domów. W takich przypadkach stosuje się przedimek zerowy. Porównaj: the second part i part two → część druga; the second world war i world war II (two) → druga wojna światowa; The train leaves from platform 4. → Pociąg odjeżdża z peronu 4; Open your books at page 4. → Otwórzcie książki na stronie 4 (ale: the fourth page → czwarta strona).

##### Nazwy pochodne powstałe od nazw policzalnych użytych z intencją szczegółową
Nazwy złożone pochodne powstają od prostych nazw ogólnych przez ich zespolenie z wyrażeniami przyłączonymi (adjuncts). Takimi składnikami pobocznymi są przymiotniki, imiesłowy przymiotnikowe, liczebniki porządkowe i zdania względne. Przyłączenia mogą być ograniczające lub rozwijające. Przyłączenia rozwijające dodane do nazw podstawowych nie zmieniają zakresu ich znaczenia i wymagają tego samego przedimka co one, np. a dog – a black dog (pies – czarny pies), a painting – a beautiful painting (obraz – piękny obraz), women – naked women (kobiety – nagie kobiety).
Inne przykłady: A tile falling from a roof shattered into fragments at my feet. → Dachówka spadająca z [jakiegoś] dachu roztrzaskała się na kawałki u moich stóp. A hard school, where ignorance was punished not by bad marks but by flogging, has taught him to think logically. → Surowa szkoła, gdzie niewiedza była karana nie złymi ocenami a chłostą, nauczyła go myśleć logicznie. He died a natural death. → Umarł śmiercią naturalną. We have foreign students every year. → Każdego roku mamy zagranicznych studentów. Porównaj też: I met the boy that I liked (that boy). → Spotkałam [tego konkretnego] chłopaka, który mi się podobał. I met a boy that I liked (such a boy). → Spotkałam takiego chłopaka, który mi się podobał.
Do typowych przymiotników, które pełnią funkcję przyłączeń rozwijających należy m.in. public, modern, medieval, contemporary, present, current, ancient, classical, a także przymiotniki utworzone od nazw państw, np. He admires classical music. → On podziwia muzykę klasyczną.
Wyjątkiem od niezmienności przedimka są nazwy pochodne, których składowe proste nazwy ogólne bywają używane w zdaniach szczegółowych z intencją ogólną bez przedimka typu: The girl goes to school. → Dziewczynka chodzi do szkoły. Nazwy pochodne są zawsze używane z intencją szczegółową i wymagają przedimka nieokreślonego w liczbie pojedynczej, np. The girl goes to a good school. → Dziewczynka chodzi do dobrej szkoły. She was taken to a local hospital. → Została zabrana do lokalnego szpitala.
Przedimek nie zmienia się także w przypadku dodania przyłączeń ograniczających, jeśli w ten sposób nie czynią:
- z prostych nazw ogólnych w liczbie pojedynczej nazw pochodnych jednostkowych (z jednoznacznie wyznaczonym zakresem znaczenia), np. a sign – a road sign (znak – znak drogowy)
- z prostych nazw ogólnych w liczbie mnogiej nazw oznaczających zbiory całkowite, np. stories – detective stories (powieści – powieści kryminalne)[118].

Jeśli przyłączenia ograniczające wraz z nazwą podstawową wyznaczają jednoznacznie przedmioty i zjawiska, przed taką nazwą złożoną stoi przedimek określony. W liczbie pojedynczej są to wówczas nazwy pochodne jednostkowe, a w liczbie mnogiej – nazwy zbiorów całkowitych. W liczbie pojedynczej: a language – the French language (język – język francuski); a land – the promised land (ziemia – ziemia obiecana); a moment – the right moment (chwila – ta właściwa chwila), a minute – the minute he walked in (minuta – minuta, w której wszedł). W liczbie mnogiej: words – the last two words (słowa – ostatnie dwa słowa), reasons – the chief reasons (powody – główne powody), years – the past two years (lata – minione dwa lata).
Inne przykłady: He switched off the burglar alarm he had set the night before. → Wyłączył alarm antywłamaniowy, który ustawił noc wcześniej. ‘Will you do it?’ In the voice of the man who posed the question, there was a hesitation. → “Zrobicie to?” W głosie mężczyzny, który zadał to pytanie, słychać było zawahanie. The clothes she wears are elegant. → Ubrania, które nosi, są eleganckie. We didn’t believe the lies we were told when we were children. → Nie wierzyliśmy w kłamstwa, które nam mówiono, kiedy byliśmy dziećmi. Nazwy, które w zdaniu występują bez przedimka po dodaniu przyłączenia ograniczającego precyzującego jego znaczenie, mają dodany przedimek określony. Porównaj: The world is troubled by political problems. → Świat nękają polityczne problemy. The world is troubled by the political problems in Venezuela. → Świat nękają polityczne problemy w Wenezueli. When the sky is clear, you can see Mount Baker. When the sky is clear, you can see the mysterious, cloudcapped Mount Baker.
Nazwy pochodne jednoznacznie określone mogą powstawać w wyniku użycia przymiotnika w stopniu najwyższym, np. the most beautiful girl/girls → najpiękniejsza dziewczyna/najpiękniejsze dziewczyny, the nearest ATM → najbliższy bankomat. Przysłówek most połączony z rzeczownikiem w liczbie pojedynczej i poprzedzony przedimkiem nieokreślonym nie buduje stopnia najwyższego, a znaczy bardzo, niezwykle, np. a most entertaining book → najbardziej zabawna książka. Z rzeczownikami w liczbie mnogiej most niepoprzedzony przedimkiem może oznaczać większość, np. Most people find it attractive. → Większość ludzi uważa to za atrakcyjne.
Przedimek the w połączeniu ze stopniem najwyższym przymiotnika oznacza tę jedyną osobę, przedmiot lub zbiór o najwyższym natężeniu cechy spośród innych, np. He is the oldest person there. → On jest tam najstarszą osobą. Gdyby poprzestać na samym On jest najstarszy, możliwe byłoby opuszczenie przedimka: He is (the) oldest. Porównaj też przykład z zastosowaniem stopnia wyższego: There were two bags and I took the bigger. → Były dwie torby i ja wziąłem tę większą. Dla podkreślenia można użyć the przed przymiotnikami lub przysłówkami w stopniu wyższym w zdaniach typu: She loves taking care of children. If she can earn money by doing it, so much the better! → Ona kocha opiekować się dziećmi. Jeśli może jeszcze na tym zarobić, to tym lepiej! W zdaniach typu: She is the most hard-working. → Ona jest najbardziej pracowita pominięcie przedimka jest możliwe, ale wprowadza dwuznaczność, bo zdanie mogłoby również oznaczać, że jest bardzo pracowita (a niekoniecznie najbardziej).
W następującym zdaniu: Egypt is the hottest country I’ve been to. → Epipt jest najgorętszym państwem, w którym byłem porównuje się państwa między sobą i wybiera ten o największym natężeniu cechy. Jeśli przymiotnik w stopniu najwyższym nie jest połączony bezpośrednio z rzeczownikiem, a odnosi się tylko do natężenia cechy, to przedimek określony nie występuje, np. Egypt is hottest in July. → Egipt jest najgorętszy w lipcu. The drink is best when served cold. → Napój jest najlepszy, kiedy podaje się go na zimno. Jeśli przymiotnik w stopniu najwyższym tworzy z rzeczownikiem utarte wyrażenie, to możliwe jest użycie nawet przedimka nieokreślonego, np. That's what a best friend is for. → Od tego właśnie jest przyjaciel.
Istnieje grupa przymiotników bliskoznacznych formom stopnia najwyższego lub sugerujących przedmioty unikalne, m.in.: supreme, unique, only, chief, principal, main, ultimate, foremost, utmost, extreme, right, wrong, following, last, first, next, present, opposite, np. the ultimate goal → ostateczny cel, the main entrance → wejście główne. Czasami jednak zdarzają się wyjątki, np. to be an only child → być jedynakiem; We may have taken a wrong turn. → Możliwe, że źle skręciliśmy.

#### Nazwy ogólne użyte z intencją ogólną

##### Nazwy ogólne policzalne użyte z intencją ogólną w liczbie pojedynczej
Zdania ogólne odnoszą się do rodzajów i gatunków, czyli kategorii przedmiotów i zdarzeń, a nie do ich konkretnych okazów. Nie mogą być umiejscowione w jakimś konkretnym przedziale czasowym, ujęte są ponadczasowo, stan rzeczy jest niezmienny lub przynajmniej długotrwały. Najczęściej takie uogólnienia wyrażone są w czasie Present Simple, Simple Past i Present (Past) Perfect. Porównaj: A dog barks. → Pies [generalnie] szczeka (a nie np. miauczy). A dog is barking. → [Jakiś] pies [właśnie] szczeka. Nazwą użytą z intencją ogólną jest a dog z pierwszego przykładu.
W liczbie pojedynczej najczęściej formą wyrażającą intencję ogólną jest nazwa zespolona z przedimkiem nieokreślonym. Stosuje się ją wtedy, gdy nie mówi się o kategorii przedmiotów i zdarzeń ujętych jako niepodzielna całość (niczym przedmiot zbiorowy), ale o poszczególnych okazach, tj. pojedynczych przedmiotach i zdarzeniach tworzących kategorię. W zdaniu może chodzić o dowolny przedmiot lub dowolne zdarzenie z tej kategorii. Czasownik użyty w takim zdaniu oznacza możliwość wielokrotnego zaistnienia sytuacji danego typu. Przykłady: If a woman is lonely, she often adopts a cat. → Jeśli kobieta jest samotna, często adoptuje kota (jest możliwe, że dowolna samotna kobieta adoptuje sobie kota). The only way to get rid of a temptation is to yield it. → Jedyny sposób żeby uwolnić się od pokusy to jej ulec (od dowolnej pokusy można się uwolnić tylko ulegając jej).
Tego typu nazwy używane są do wyrażania ogólności w zdaniach wyrażającymi możliwość, powinność, warunek, np. z czasownikami can, could, might, should, np. A judge can be mistaken. → [Dowolny] sędzia może się mylić. An artist should be creative. → Artysta powinien być kreatywny. Only a madman would do such a thing. → Tylko szaleniec zrobiłby coś takiego. A lion attacks a man when he is afraid. → Lew atakuje człowieka, kiedy ten się boi.
Przedimek nieokreślony w nazwach użytych z intencją ogólną można zastąpić zaimkiem any, dodając jednocześnie znaczenie bezwyjątkowości (wszelki, jakikolwiek, dowolny), np. A man can be happy with a woman/with any woman as long as she keeps quiet. → Mężczyzna może być szczęśliwy z kobietą/z dowolną kobietą pod warunkiem, że ona milczy. Wymiana tego typu jest możliwa, jeśli nazwa odnosi się do wszystkich przedmiotów stanowiących jej zakres, zatem zdanie musi być twierdzące i nie może zawierać wyrazów ograniczających (np. often, sometimes, only). Jeśli treść wskazuje na bezwyjątkowość, to używa się zaimka any bez wymienności na przedimek nieokreślony, np. She wanted success at any price. → Chciała sukcesu za wszelką cenę.
W zdaniach ogólnych przeczących nie można zamienić przedimka nieokreślonego na any, jeśli nazwa pełni rolę podmiotu. Zamiast tego pojawia się zaimek przeczący no. Porównaj: A politician would not make such promises. No politician would make such promises.
Przedimek nieokreślony pojawia się przed nazwami ogólnymi również w sytuacjach, gdy mówi się o cechach stałych, trwałych, wyznaczających dyspozycje lub przeznaczenie do pewnych działań, a nie ich epizodyczne przejawy. Dane właściwości nie przysługują wówczas kategorii rozumianej jako przedmiot zbiorowy (ujęcie kolektywne), ale poszczególnym przedmiotom i zdarzeniom należącym do kategorii (ujęcie dystrybutywne). Przykłady: A lion is dangerous. → Lew jest niebezpieczny. A rabbit lives in a hole. → Królik żyje w norze.
Jeśli cecha charakteryzująca na stałe poszczególne przedmioty i zdarzenia charakteryzuje również rodzaj czy gatunek ujęty jako niepodzielna całość, to nazwa w liczbie pojedynczej może łączyć się z przedimkiem określonym (ujęcie kolektywne). W niektórych kontekstach przedimka nieokreślonego i określonego można używać wymiennie, mimo pewnej różnicy znaczeniowej i stylistycznej, np. A dog is intelligent. → Pies jest inteligentny (mając do czynienia z dowolnym osobnikiem z kategorii pies można się spodziewać, że będzie inteligentny). The dog is intelligent. → Pies jest inteligentny (inteligencja jest cechą charakterystyczną dla całej kategorii jaką jest pies) A/The fox is a clever creature. → Lis jest sprytnym stworzeniem. Nazwy z przedimkiem określonym nadają charakter encyklopedycznej definicji, są właściwie raczej stylowi książkowemu, np. The pen is mightier than the sword. → Pióro jest silniejsze od miecza. The exception proves the rule. → Wyjątek potwierdza regułę. Linguistics is the study of language. → Językoznawstwo to nauka o języku. Przedimek określony może też występować w słownikowych definicjach, np. ‘leg’ – the part of the body from the hip down to the ankle. → ‘noga’ – część ciała od biodra do kostki. Z drugiej strony w słownikach dla uzyskania zwięzłości często występuje elipsa i przedimki są pomijane: ‘leg’ – organ of support, part of this from hip to ankle. → ‘noga’ – narząd podporowy, jego część od biodra do kostki.
W mowie potocznej przeważają albo nazwy z przedimkiem nieokreślonym, albo nazwy w liczbie mnogiej bez przedimka, np. Dogs are intelligent. → Psy są inteligentne. Porównaj też bliskoznaczne zdania: The Incas did not use the wheel/ did not use wheels. → Inkowie nie używali koła/kół. For the public figure/For a public figure, there can be no truly private life. → Osoba publiczna nie ma prawdziwie prywatnego życia.
Nie używa się przedimka określonego, jeśli cecha, choć stała, nie charakteryzuje rodzaju jako całości i nie stanowi jego własności definicyjnej. W zdaniu z intencją ogólną nie można zatem powiedzieć np. The diplomat is discreet ale: A diplomat is discreet. → Dyplomata jest dyskretny. Ponadto przedimka określonego nie używa się, jeśli jakaś cecha uzewnętrznia się tylko w konkretnych sytuacjach. O ile więc można powiedzieć: The American is tall → Amerykanin jest wysoki, to nie można już powiedzieć The American is tall in China. Należy użyć w tym przypadku przedimka nieokreślonego: An American is tall in China. → Amerykanin w Chinach jest wysoki (dowolny Amerykanin, będąc w Chinach, postrzegany jest jako wysoki).

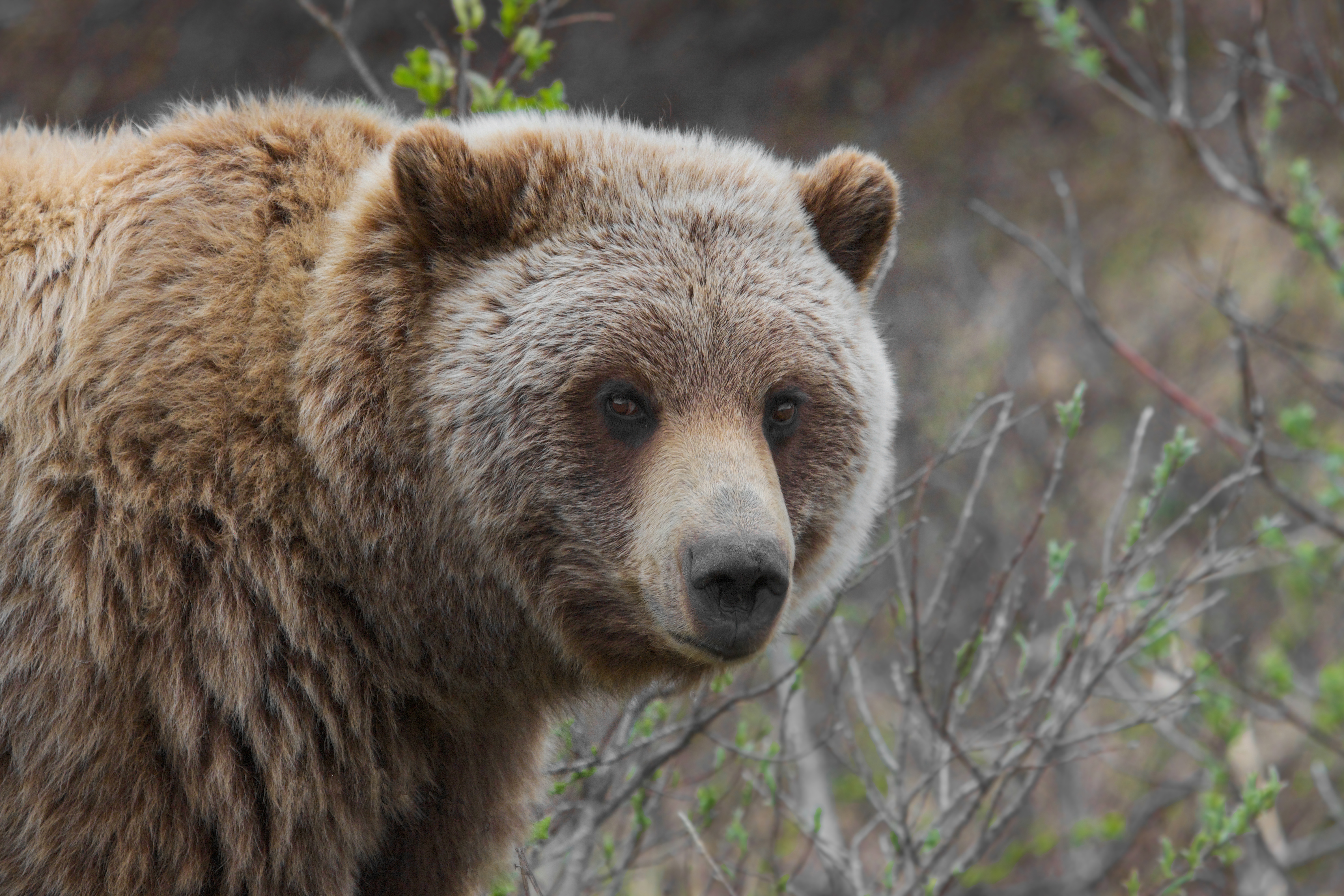
The bear is the largest of the carnivores → Niedźwiedź jest największym z mięsożerców

Z drugiej strony zdania z orzeczeniami gatunkującymi (gdzie chodzi o gatunki przedmiotów, a nie o poszczególne dowolne przedmioty danego gatunku) wymagają przedimka określonego. Nie można ich zamienić na przedimki nieokreślone, ale można je przekształcić w nazwy w liczbie mnogiej bez przedimka. Przykładowo: The kangaroo lives in Australia. → Kangur żyje w Australii. Kangaroos live in Australia. → Kangury żyją w Australii. A kangaroo lives in Australia. Only the artist is fully aware of the present. → Tylko artysta jest w pełni świadomy teraźniejszości. Only artists are fully aware of the present. → Tylko artyści są w pełni świadomi teraźniejszości. The primary responsibility lies on the employee. → Główna odpowiedzialność spoczywa na pracowniku.
Inne przykłady tego typu zdań, gdzie niemożliwa byłaby wymiana przedimka określonego na nieokreślony: The beaver is suffering from pollution these days. → Bóbr obecnie cierpi z powodu zanieczyszczenia (bóbr jako rodzaj gryzonia). The motor car has become ubiquitous in modern societies. → Pojazd silnikowy stał się wszechobecny w nowoczesnych społeczeństwach. They believed this would free the soul from pain and sadness. → Wierzyli, że to uwolni duszę od bólu i smutku.
Kiedy nazwy oznaczają rodzaj czy gatunek w abstrakcji od przedmiotów, które do niego należą, to wymiana na nazwę w liczbie mnogiej bez przedimka może być niemożliwa, np. The wheel was invented in prehistoric times. → Koło zostało wynalezione w czasach prehistorycznych. Modern society has become too much dependent on the computer. → Dzisiejsze społeczeństwo stało się zbyt zależne od komputera. Inne przykłady, gdzie w zdaniach ogólnych zastosowano przedimek określony: I love the cinema. → Kocham kino (jako rodzaj sztuki, nie budynek kina). The novel has been adopted for the stage. → Powieść została zaadaptowana na scenę (dokonano przeróbki, by móc ją zagrać w teatrze, niekoniecznie jakimś konkretnym). The polka is not a Polish dance. → Polka nie jest polskim tańcem.
Na drodze wyjątku nazwy proste w liczbie pojedynczej, takie jak man, woman (zwłaszcza jako przeciwstawienie man), a także mankind, humankind, humanity używa się nie z przedimkiem określonym, lecz bez przedimka w tym samym znaczeniu co innych nazw z przedimkiem określonym przy opisywaniu całej kategorii, np. Man is mortal. → Człowiek jest śmiertelny. Surely woman is, like man, a human being; but such a declaration is abstract. → Niewątpliwie kobieta, podobnie jak mężczyzna, jest człowiekiem, ale taka deklaracja jest abstrakcyjna. Na nagraniu uchwyconym, kiedy Neil Armstrong stawiał stopę na Księżycu słychać zdanie: That's one small step for man, one giant leap for mankind. Słowo man bez przedimka nieokreślonego jest w tym kontekście synonimem słowa mankind i zdanie to w wolnym tłumaczeniu brzmiałoby: To jest mały krok dla ludzkości, ale wielki skok dla ludzkości. Dopiero użycie a man czyniłoby to zdanie logicznym (To jest mały krok dla człowieka, ale wielki skok dla ludzkości) i prawdopodobnie to brakujące a padło, choć nie zostało uchwycone przez urządzenia nagrywające.
Do innych sytuacji, kiedy nazwa w intencji ogólnej może być użyta tylko z przedimkiem określonym jest nazwa oznaczająca osoby lub przedmioty jedynie w danym przedziale czasowym, np. The president is elected directly by the people. → Prezydent jest wybierany bezpośrednio przez naród. Poza tym z przedimkiem określonym używa się urzeczownikowionych przymiotników lub imiesłowów, tworząc pod względem znaczenia nazwy w liczbie mnogiej, np. the young → młodzi, the invisible → rzeczy niewidzialne. Postać orzeczenia w tych przypadkach również jest w formie liczby mnogiej, np. The French are healthier and fitter than the English despite their love of wine. → Francuzi są zdrowsi i w lepszej formie niż Anglicy pomimo ich miłości do wina. The rich get richer and the poor get poorer →. Bogaci stają się bogatsi, a biedni – biedniejsi. There is some sort of hostility between the married and  the unmarried. → Jest pewien rodzaj wrogości pomiędzy żonatymi a nieżonatymi. If the good is there, so is the evil. → Gdzie jest dobro, tam jest i zło. Nie tworzy się jednak tego typu konstrukcji z przymiotnikami opisującymi chwilowe, niestałe właściwości, np. the happy, the new, the thirsty. Pewnych nielicznych przymiotników (m.in. poor, young) można używać w odniesieniu do poszczególnych osobników i wówczas poprzedzone są innymi określnikami niż the, np. The hoopoe is feeding its young. → Dudek karmi swoje młode. W języku prawniczym występują nazwy utworzone z imiesłowu poprzedzone the i odnoszące się do tylko jednej osoby, np. The accused was found not guilty. → Oskarżonego uznano za niewinnego.
Nazw ogólnych nieprzedmiotowych niepoliczalnych dla oznaczania zdarzeń, stanów, procesów w oderwaniu od poszczególnych zdarzeń, stanów i procesów używa są bez przedimka, np. You have the power to resist temptation. → Masz tę moc, by oprzeć się pokusie. Death is not the end. → Śmierć to nie koniec. Nazwy takie bywają jednak czasem stosowane do oznaczania poszczególnych zdarzeń lub stanów, i wtedy używane są z przedimkiem nieokreślonym jako nazwy policzalne.

##### Nazwy ogólne policzalne użyte z intencją ogólną w liczbie mnogiej
Nazwy ogólne o intencji ogólnej są używane w liczbie mnogiej bez przedimka lub z przedimkiem określonym i zasadniczo nie są wzajemnie wymienialne w tych samych kontekstach. Podstawowym sposobem wyrażania intencji ogólnej jest pierwszy z tych sposobów, np. A diplomat must be discreet → Diplomats must be discreet. → Dyplomaci muszą być dyskretni. The cat was rare in medieval Europe. → Cats were rare in medieval Europe. → Koty były rzadkie w średniowiecznej Europie. Użycie tych nazw w liczbie mnogiej nie oznacza, że absolutnie wszystkim przedmiotom lub zdarzeniom ze zbioru przysługują dane własności. Dane cechy mogą przysługiwać dowolnym elementom z tego zbioru, znacznej ich części lub czasem rzeczywiście wszystkim, np. Mothers-in-law are judgemental and overbearing. → Teściowe łatwo ferują wyroki i są apodyktyczne. Jeśli chce się powiedzieć, że dotyczy to wszystkich elementów ze zbioru, należy dodać zaimek uogólniający all: All mothers-in-law are judgemental and overbearing. W wielu zdaniach tego typu można stosunkowo swobodnie wymieniać liczbę mnogą na liczbę pojedynczą, np. In most cases, a company can move anywhere it wishes. In most cases, companies can move anywhere they wish. → W większości przypadków firmy mogą przenieść się gdziekolwiek chcą. W innych taka wymiana jest niemożliwa, np. She composes songs and collects stamps. → Ona komponuje piosenki i zbiera znaczki. She works with children. → Ona pracuje z dziećmi (ma pracę wymagającą kontaktu z dziećmi).
Nazwy ogólne o intencji ogólnej z przedimkiem określonym używane są tylko wtedy, gdy chodzi o pewien rodzaj, niepodzielną całość, z której nie wyodrębnia się poszczególnych elementów. W zdaniu: The Germans are straightforward. → Niemcy są prostolinijni. chodzi o stereotyp dotyczący całego narodu. W pytaniu padającym w Zniewolonym umyśle: Are Americans really stupid? → Czy Amerykanie naprawdę są głupi? nie ma odniesienia do całego narodu. Podobnie w zdaniu: Americans drive big cars (any Americans). → Amerykanie jeżdżą dużymi samochodami. Porównaj też: Mike likes the girls. → Mike lubi dziewczyny (płeć przeciwną) – dodanie przedimka określonego utworzyło osobną, jednorodną kategorię różniącą się w jakiś sposób od innych kategorii. Mike likes girls. → Mike lubi dziewczyny (dowolne dziewczyny).

##### Podsumowanie zasad używania nazw ogólnych policzalnych z intencją ogólną

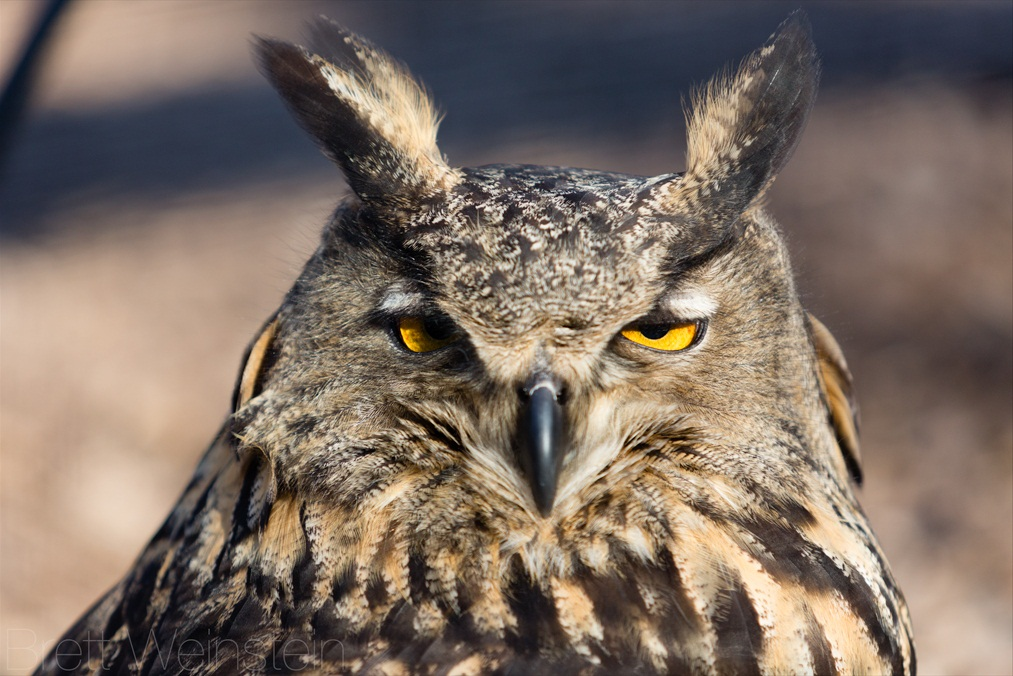
The owl is not hunting at the moment → [Ta] sowa w tej chwili nie poluje – rzeczownik użyty jest w intencji szczegółowej (konkretna sowa). Czas Present Continuous jest mocno związany z teraźniejszością i zasadniczo nie łączy się z nazwami użytymi w intencji ogólnej

Zestawiając sposoby tworzenia zdań z intencją ogólną, można wyróżnić cztery sposoby użycia przedimków z nazwami: 
1. W zdaniu: An owl hunts by night. → Sowa poluje w nocy. pojedynczy element – sowa, została wyodrębniona z kategorii sów i na przykładzie wyodrębnionej sowy mówi się o cechach charakterystycznych dla wszystkich sów, nieróżniących się od siebie pod danym względem. Z tego powodu nie można w ten sposób mówić o cechach niecharakteryzujących całej kategorii. Dlatego nieakceptowalne semantycznie byłoby zdanie An Italian is fond of children. → Włoch kocha dzieci, ponieważ ta cecha nie stanowi istoty Włocha, natomiast właściwe byłoby zdanie: An Italian is a citizen of Italy. → Włoch jest obywatelem [państwa] Włochy[39].
2. W zdaniach: Owls hunt by night i Italians are fond of children generalizuje się na temat tych cech na podstawie pewnej nieokreślonej liczby obserwacji, doświadczeń, dopuszczając nawet bardzo dużą liczbę wyjątków[39].
3. W zdaniu: The owl hunts by night jeden typowy osobnik oznacza całą kategorię zwierząt (w tym przypadku gatunku). W domyśle gatunek ten jest zestawiony na zasadzie przeciwieństwa z innymi kategoriami (gatunkami) drapieżników. Trudno jest jednak w ten sposób zestawiać bardziej nadrzędne kategorie jak ssaki czy ptaki, dlatego niezgrabnie brzmi zdanie: The bird has wings and feathers. Również dziwacznie brzmiałoby zdanie: The Italian is fond of children, ponieważ sugerowałoby to, że jest to cecha wrodzona, przysługująca bez wyjątku całej tej nacji w odróżnieniu od innych nacji. Można jednak przykładowo odnieść się w ten sposób do zdefiniowanych w kulturze ról męża i żony: The husband is the head of the family. → Mąż jest głową rodziny. Jako pewnego rodzaju kategorie mogą być postrzegane także przedmioty, np. The computer has changed the world. → Komputer zmienił świat[39].
4. W zdaniu: The Italians are fond of children mówi się o cechach kategorii (tu: nacji), dopuszczając jednak pewne wyjątki. Takich konstrukcji używa się przy generalizowaniu o niektórych kategoriach ludzi na podstawie wielu przypadków. W kontekście ogólnym nie mówi się jednak w taki sposób o zwierzętach, np. The owls hunt by night[39].

##### Nazwy pochodne utworzone od nazw policzalnych użytych z intencją ogólną
Nazwy pochodne użyte z intencją ogólną w sytuacji, gdy odnoszą się do poszczególnych przedmiotów i zdarzeń składających się na daną kategorię w liczbie pojedynczej wymagają przedimka nieokreślonego, a w liczbie mnogiej – przedimka zerowego. Jeśli jednak odnoszą się do rodzaju jako całości, wymagają przedimka określonego. Są one rzadsze, ponieważ znaczna liczba przyłączeń to nie są cechy stałe, a cechy o charakterze przypadkowym, nie tworzą więc nowego rodzaju, kategorii. Przykładowo w zdaniu: A king deprived of his throne might be displeased. → Król pozbawiony tronu rzeczownik nie należy do żadnej utrwalonej kategorii królów pozbawionych tronu, jest to po prostu cecha, która mogła się przydarzyć każdemu elementowi z tego rodzaju. Takie nazwy mogą pełnić w zdaniu zarówno rolę podmiotu, jak i innych części zdania, np. I like books which aren't too thick. → Lubię książki, które nie są zbyt grube.
Nawet jeśli cecha dotyczy jakiejś kategorii jako całości, ale akcent położony jest na poszczególne przedmioty lub zdarzenia należące do tej kategorii, to używa się przedimka nieokreślonego w liczbie pojedynczej lub zerowego w mnogiej, np. A literary scholar is a man who writes articles which nobody reads about an author whom nobody reads. → Literaturoznawca to człowiek, który pisze artykuły, których nikt nie czyta o autorze, którego nikt nie czyta.
W przypadku oznaczania rodzajów czy kategorii przedmiotów, używa się przedimka określonego zarówno w liczbie pojedynczej, jak i mnogiej. W niektórych zdaniach, w zależności od intencji, można przedimków używać wymiennie, np. A/The successful entrepreneur must be flexible. → Przedsiębiorca osiągający sukcesy musi być elastyczny.
Niektóre wyrażenia trudno jednoznacznie zaliczyć jako szczegółowe lub ogólne. Mówiąc o muzyce lat 70. (1970s music) lub amerykańskich motylach (American butterflies), z jednej strony nie jest mowa o całej muzyce i wszystkich motylach, z drugiej strony nadal są to pojęcia bardzo ogólne. Zazwyczaj w tych przypadkach pomija się przedimek. Przedimek the występuje jednak przy przyłączeniach ograniczających, definiujących, zwłaszcza z użyciem of, np. the music of the 1970s, the butterflies of America.
W przypadku rzeczowników man i woman w liczbie pojedynczej możliwe są aż trzy różne formy: A modern man reads The Independent. → Każdy [dany] współczesny człowiek czyta The Independent. The modern man reads The Independent. → [Typowy] współczesny człowiek czyta The Independent. Modern man faces challenges unknown to his predecessors. → Współczesny człowiek [o ogóle] stawia czoło wyzwaniom nieznanym jego przodkom. I know nothing of modern man. → Nie wiem nic o współczesnym człowieku [w ogóle].
Przykłady użycia nazw jako kategorii (wyłącznie z przedimkiem określonym): The man who is young today will be old someday. → Człowiek, który dzisiaj jest młody, będzie kiedyś stary. There is a lack of a common system of thought that could unite the peasant harvesting his hay, the student studying quantum physics, and the mechanic working in a factory. → Brak jest wspólnego systemu myśli, który mógłby zjednoczyć chłopa zbierającego siano, studenta studiującego fizykę kwantową i mechanika pracującego w fabryce. The books that the world calls immoral are books that show what the world really looks like. → [Te] książki, które świat nazywa niemoralnymi są książkami, które pokazują, jak świat naprawdę wygląda.

#### Nazwy niepoliczalne

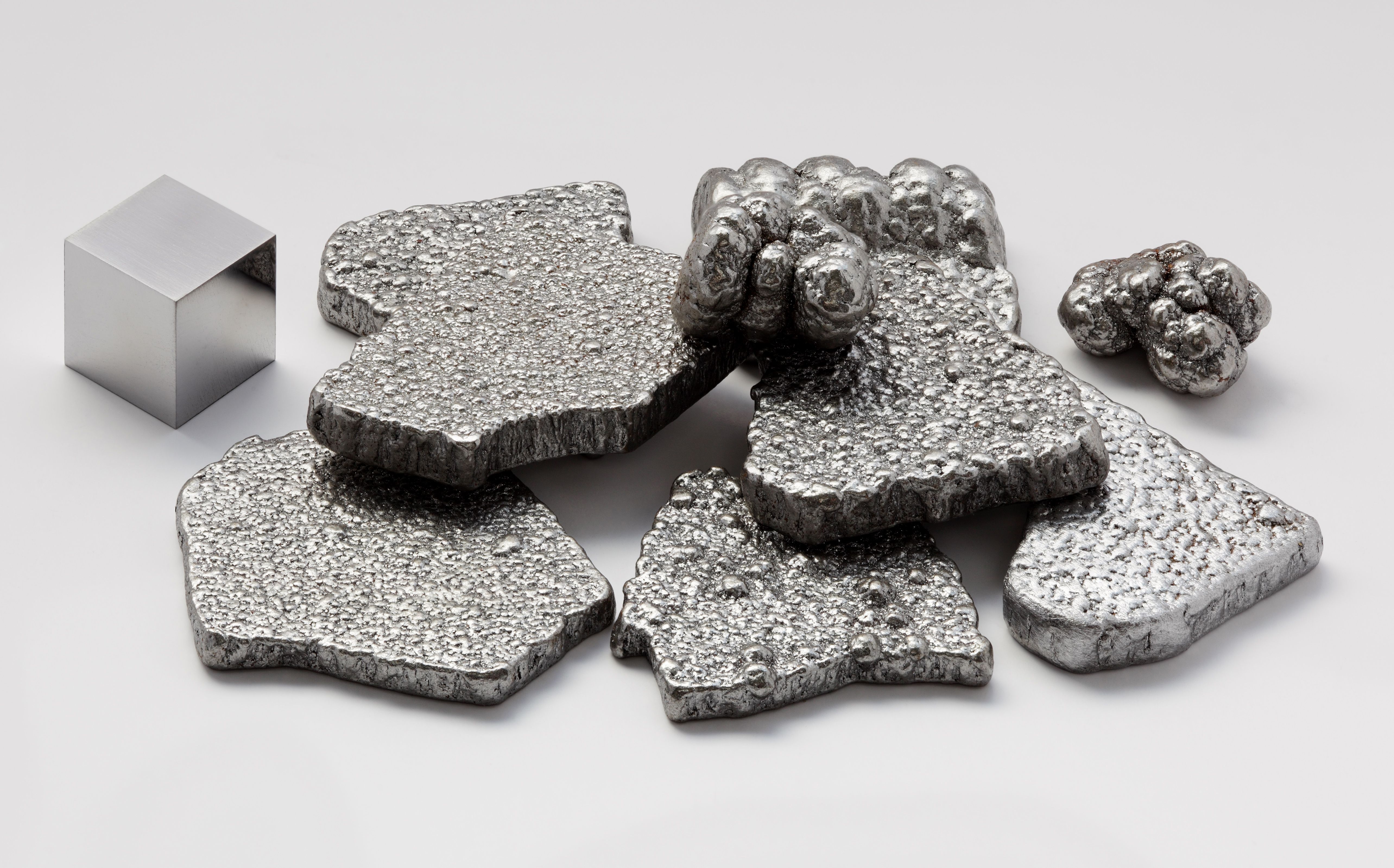
Iron → żelazo

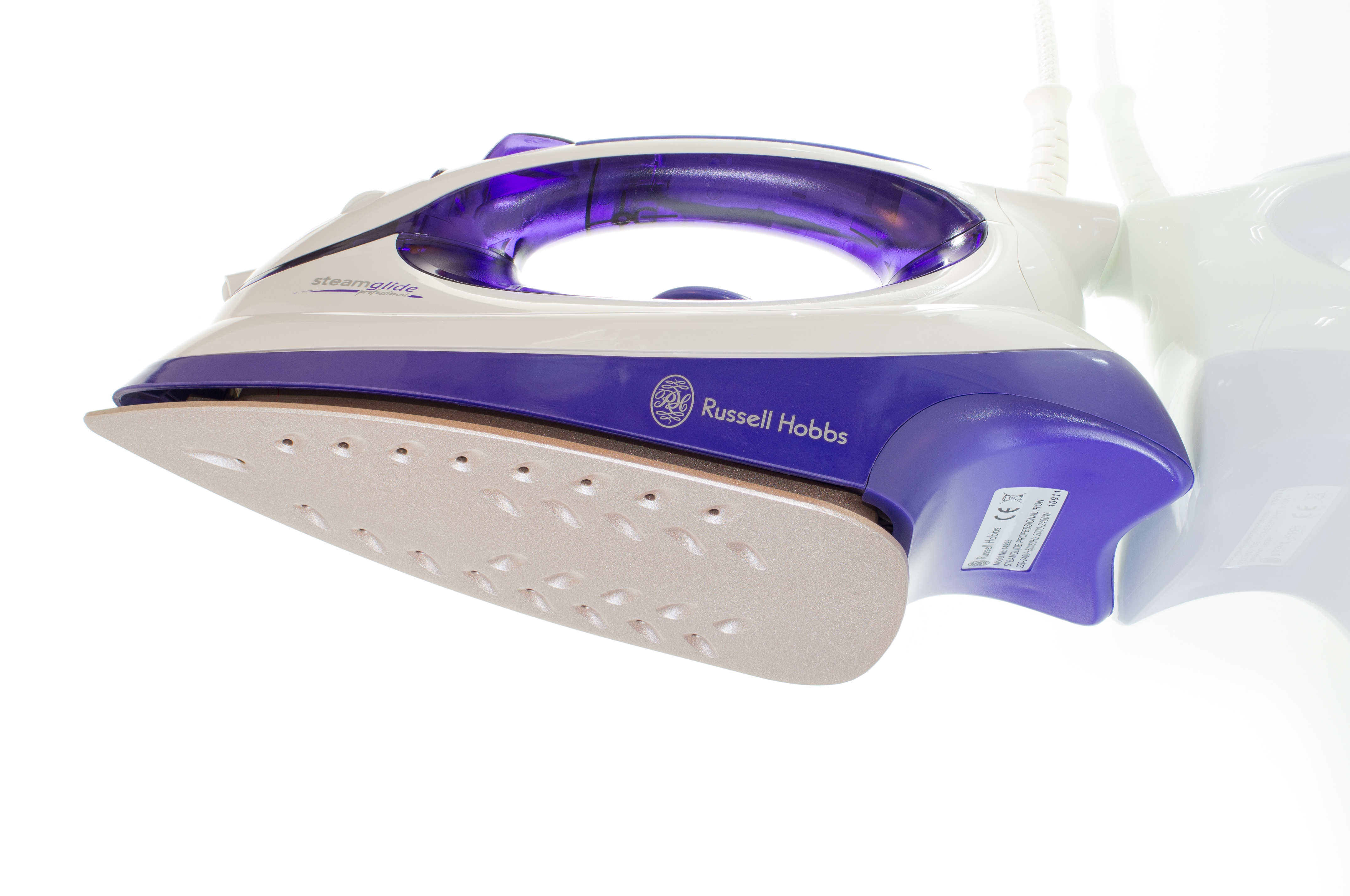
An iron → żelazko

Nazwy policzalne to nazwy, które służą do oznaczania samoistnych fragmentów rzeczywistości lub danych zdarzeń, czynności i stanów; mają liczbę pojedynczą i mnogą. Nazwy niepoliczalne nie tworzą liczby mnogiej, występują tylko w pojedynczej. Można wyróżnić nazwy niepoliczalne przedmiotowe i nieprzedmiotowe. Wśród przedmiotowych można wyróżnić: nazwy materiałowe (water, grass, stone, paper), nazwy zbiorowe (food, furniture, software, rubbish, information) i nazwy dziedzin działalności ludzkiej (industry, trade, art, architecture → całokształt wytworów architektonicznych; mathematics, sociology, science → całokształt osiągnięć nauki).
Niepoliczalne nazwy nieprzedmiotowe mają często swoje odpowiedniki wśród nazw policzalnych nieprzedmiotowych, a różnica między nimi polega znaczeniu – aspekcie. Te pierwsze to nazwy własności, stanów i procesów znaczeniowo dokonanych, a te drugie – niedokonanych, np. policzalne dokonane a disappearance → zniknięcie i niepoliczalne niedokonane disappearance → znikanie. Do nazw niepoliczalnych, które mają takie same postaci nazwowe jak nazwy policzalne należy:
| Nazwa niepoliczalna                          | Nazwa policzalna                                                   |
| -------------------------------------------- | ------------------------------------------------------------------ |
| experience – doświadczenie                   | an experience – przeżycie                                          |
| law – prawo                                  | a law – ustawa                                                     |
| reason – rozum                               | a reason – powód                                                   |
| paper – papier                               | a paper – gazeta, referat                                          |
| room – miejsce                               | a room – pokój                                                     |
| touch – dotyk                                | a touch – dotknięcie                                               |
| medicine – medycyna                          | a medicine – lekarstwo                                             |
| matter – materia                             | a matter – sprawa                                                  |
| gas – gaz (ogólnie materia w stanie gazowym) | a gas – gaz (jakiś pierwiastek lub zw. chemiczny w stanie gazowym) |

W obrębie nazw niepoliczalnych nieprzedmiotowych można wyróżnić dwie grupy: ciągłe i nieciągłe. Nazwy niedokonane ciągłe nie wskazują w żaden sposób, ile czasu lub do jakiego momentu ma trwać oznaczany nimi stan rzeczy lub sytuacja. Należą do nich nazwy własności i stanów (np. wisdom, indifference, love, beauty, dominance) oraz nazwy procesów i czynności (np. production, development, work, ageing). Nazwy niedokonane nieciągłe oznaczają czynności i procesy wielokrotne, implikują możliwość zaistnienia serii zdarzeń, np. disappearance jako seria zniknięć.

##### Nazwy niepoliczalne użyte z intencją szczegółową
Od nazw niepoliczalnych można utworzyć nazwy policzalne przez wskazanie wyodrębnionych porcji danej materii, np. a glass of vodka → kieliszek wódki. Mogą one ulegać redukcji, np. a bowl of soup → a soup (miska zupy → zupa), a cup of tea → a tea (filiżanka herbaty → herbata). Innym rodzajem redukcji jest tworzenie takich policzalnych nazw oznaczających różne gatunki jakiejś niepoliczalnej substancji, np. white wine (wino białe) i table wine (wino stołowe) można określić jako a wine (tj. skrót od a sort/kind of wine → rodzaj wina). Inny przykład: Do you regard film as entertainment or as an art? → Czy postrzegasz film jako rozrywkę czy [rodzaj] sztuki?. I was impressed by a wine from the region. → Zaimponował mi jeden [z rodzajów] win z tego regionu.
Za pomocą zwrotu a piece of stanowiącego niejako jednostkę można tworzyć nazwy policzalne z niektórych niepoliczalnych rzeczowników, np. a piece of advice → porada, two pieces of furniture → dwa meble.
Bezkontekstowe, proste niepoliczalne przedmiotowe nazwy ogólne o intencji szczegółowej są używane bez przedimka. Przykładowo: I’ve bought beer, cheese, olives and bread. → Kupiłem piwo, ser, oliwki i chleb. It was covered in dust. → Było to pokryte kurzem. I want to raise money to help them. → Chcę zebrać pieniądze, by im pomóc. I was listening to music. → Słuchałem muzyki. Snow is forecast for tomorrow. → Na jutro zapowiadany jest śnieg.
Kiedy w zdaniu chodzi o ograniczoną ilość materii, na takiej samej zasadzie jak nazwy policzalne, nazwy niepoliczalne mogą łączyć się z zaimkami some i any. Użycie ich kładzie nacisk na ilość substancji, a bez nich podkreśla się aspekt jakościowy (o jaki rodzaj substancji chodzi), np. I’ve bought some beer. Why did you buy beer?! → Kupiłem parę piw. Dlaczego kupiłeś [akurat] piwo?! I don’t lend any money. → Nie pożyczam żadnych pieniędzy. I don’t lend money. → Nie pożyczam pieniędzy (nie jestem kredytodawcą). Przeczenia mogą być tworzone z zaimkiem no.
Proste niepoliczalne nazwy nieprzedmiotowe o intencji szczegółowej wymagają zasadniczo użycia bez przedimka, np. Under her phony charm there was cruelty, malice and a delight in humiliating people. → Pod jej sztucznym urokiem kryło się okrucieństwo, złośliwość i rozkosz w upokarzaniu ludzi. Enjoyment was written on his face. → Przyjemność wypisana była na jego twarzy. I want love that is like being born again. → Chcę miłości, która jest jak narodzenie się na nowo.
W rzadkich przypadkach nazwy tego typu występujące w podmiocie mogą być poprzedzone przedimkiem nieokreślonym. Dotyczy to głównie nazw prostych oznaczających stany przejściowe i nastroje. Takie przypadki są powodowane raczej względami eufonicznymi niż znaczeniowymi, np. A peace came over him and a joy came into him. → Ogarnął go pokój i radość wypełniła go.
Specyficzne są zdania z czasownikami sprawczymi (kauzatywnymi), gdzie to samo uzupełnienie ma nazwa podmiotowa i czasownik, przy czym uzupełnienie wymagane przez podmiot jest pominięte na zasadzie odesłania kataforycznego, np. Fear made me step back (= I was afraid and that made me step back). Nazwy niepoliczalne niepodmiotowe w takich zdaniach są używane na ogół bez przedimka, ale mogą być używane także z przedimkiem określonym: The fear made me step back. Inne pary: The pain made him faint. Pain made him faint. → Ból spowodował to, że zemdlał.
Niektóre zdania z czasownikami oznaczającymi trwanie, pozbycie się lub usunięcie własności przedmiotu (typu: save, left, go out, fight down, remain) bywają używane zarówno z przedimkiem określonym the, jak i bez niego, np. Fighting down (the) fear, he opened the door. → Przezwyciężając strach, otworzył drzwi.
W funkcji okoliczników nazwy nieprzedmiotowe występujące z przyimkami: of, out of, with, by, in, at, on itp. nie łączą się z przedimkiem, np. I will take care of it with pleasure. → Zajmę się tym z przyjemnością. I could see she was blushing with anger. → Widziałem, że rumieni się ze złości. She was in danger. → Była w niebezpieczeństwie. I’m on duty/on holiday. → Jestem na służbie/na wakacjach. It’s out of control/date/order. → To jest poza kontrolą/nieaktualne/niesprawne. We're not at war. → Nie jesteśmy na wojnie. Challenge your brain by learning new things. → Postaw wyzwanie swojemu mózgowi przez uczenie się nowych rzeczy. Niektóre na drodze wyjątku są używane z przedimkiem nieokreślonym, np. in a rage → w furii, in a hurry → w pośpiechu.

##### Nazwy niepoliczalne użyte z intencją ogólną
Nazwy niepoliczalne użyte z intencją ogólną mają kontekst ponadczasowy, nie ma odniesienia do konkretnych sytuacji. Takie nazwy nie łączą się z przedimkiem, ani też nie łączą się z zaimkami some i any. Przykłady nazw przedmiotowych: Sugar is sucrose. → Cukier to jest sacharoza. Mortar is a mixture of sand, cement, and water. → Zaprawa murarska jest mieszaniną pasku, cementu i wody. Fruit has been recognized as a good source of vitamins. → Owoce postrzega się jako dobre źródło witamin. I prefer beer to vodka. → Wolę piwo od wódki. The line between poison and medicine is very fine. → Granica między trucizną a lekarstwem jest bardzo cienka. It looked like cloth. → Wyglądało to jak tkanina. You can’t catch herring here. → Tu nie można łowić śledzia (niepoliczalny, gdy chodzi o połowy, zwierzynę).
Nazwy niepoliczalne nieprzedmiotowe oznaczają albo czyste pojęcia (przedmioty mentalne), albo pojęcia odniesione cech, stanów, procesów, czynności z możliwą sferą ich zastosowań do osób i przedmiotów. War is peace. Freedom is slavery. Ignorance is strength. → Wojna to pokój. Wolność to niewola. Ignorancja to siła. According to Socrates, virtue is knowledge. → Według Sokratesa cnota jest wiedzą. I can change pain into poetry. → Potrafię zmieniać ból w poezję. He’s waging war against injustice, lies, and deceit. → Prowadzi wojnę przeciwko niesprawiedliwości, kłamstwom i nieuczciwości.

##### Nazwy pochodne utworzone od nazw niepoliczalnych

###### Nazwy przedmiotowe
Jeśli do nazwy przyłączony jest przymiotnik relacyjny (tj. przymiotnik utworzony od innej części mowy, zwykle rzeczownika), przymiotnik znaczeniowo równoważny relacyjnemu (zwłaszcza niestopniowalny) lub względne imiesłów, to nie stosuje się przed nimi przedimka, np. icy water → lodowata woda, pure gold → czyste złoto, saturated fat → tłuszcz nasycony, Athenian democracy → demokracja ateńska, contemporary history → historia najnowsza. I noticed broken glass, broken china, and a stain on the carpet. → Zauważyłem rozbite szkło, rozbitą porcelanę i plamę na dywanie.
Nazwy pochodne używane bez przedimka mogą zawierać także przymiotnik nierelacyjny, jakościowy, jeśli nie został użyty w sposób wartościujący czy ekspresywny, np. Encyclopedias are usually printed on thin paper. → Encyklopedie są zwykle drukowane na cienkim papierze. Roads will become blocked by deep snow, with many stranded passengers. → Drogi będą zablokowane przez grubą warstwę śniegu, wielu pasażerów utknie bez możliwości transportu.
Jeśli składnikami przyłączonymi są przymiotniki jakościowe wartościujące lub chodzi o użycie ekspresywne, nazwy używane są z przedimkiem nieokreślonym, np. The weather was turning bad. A cold wind had risen and the sky was becoming more cloudy. → Pogoda pogarszała się. Wzmógł się zimny wiatr i niebo stawało się bardziej zachmurzone.
Jeśli nazwa pochodna utworzona jest od niepoliczalnych nazw przedmiotowych przez dodanie zdania względnego lub równoważnego zdaniu imiesłowu, to występują trzy możliwości:
- przedimek zerowy, kiedy zdanie względne lub imiesłów ma charakter rozwijający, np. literature, which deals with our inner life → literatura, której treścią jest nasze życie wewnętrzne (jest treścią całej literatury).
- przedimek nieokreślony, kiedy przyłączenie ma charakter ograniczający, ale nie wyznacza zakresu w sposób jednoznaczny, dotyczy podrodzajów, np. a literature that deals with our inner life → [pewien podrodzaj] literatury, której treścią jest nasze życie wewnętrzne.
- przedimek określony, kiedy przyłączenie ma charakter ograniczający i wyznacza przedmiot jednoznacznie, np. the literature that deals with our inner life → [ten jedyny rodzaj] literatury, której treścią jest nasze życie wewnętrzne. She threw up the wine she had drunk. → Zwymiotowała wino, które wcześniej wypiła[162].

###### Nazwy nieprzedmiotowe
Bez przedimka używa się nazw pochodnych z przymiotnikami relacyjnymi lub z równoznacznymi, np. human love → miłość ludzka, Russian domination → rosyjska dominacja, sheer happiness → zwykłe szczęście. Nie mają przedimka też nazwy z przymiotnikiem great, jeśli stoją przy nich czasowniki oznaczające spowodowanie jakiegoś stanu, np. Any behavior or emotional state that causes great suffering, is self-destructive. → Każde zachowanie czy stan emocjonalny, który powoduje wielkie cierpienie, jest autodestrukcyjny.
Nazwy pochodne z przymiotnikami jakościowymi podlegającymi stopniowaniu są zwykle używane bez przedimka. W wielu jednak przypadkach można wymiennie stosować przedimek nieokreślony. Takie zdania są bardziej ekspresywne, należą raczej do stylu literackiego, mogą oznaczać jakiś nieokreślony stopień nasilenia danej cechy lub jedną z jej możliwych odmian, np. (An) uncontrollable anger does not respect authority, nor is it a respecter of persons. → Niekontrolowana złość nie respektuje autorytetów, nie ma też szacunku do ludzi It was painted in a bright yellow.
Szczególnie często z przedimkiem nieokreślonym używa się nazw z przymiotnikami oceniającymi, np. What a fearful thing it is! And what an utter intellectual stagnation it reveals! → Jakże to jest okropną rzeczą! I jaką bezdenną intelektualną stagnację to ukazuje She was living an absurdly isolated life. → Prowadziła absurdalnie odosobnione życie.
Odstępstwem od tych zasad są nazwy z przymiotnikami w stopniu najwyższym lub z przymiotnikami o znaczeniu do nich podobnym, które wymagają użycia przedimka określonego, np. He wished them the purest happiness. → Życzył im najczystszego szczęścia.
Nazwy pochodne utworzone od nazw niepoliczalnych nieprzedmiotowych przez przyłączenie zdań względnych lub imiesłowów równoważnych im są używane: 
- z takimi samymi przedimkami jak nazwy, od których je utworzono, kiedy przyłączenie ma charakter rozwijający, np. But then how can we trust ancient wisdom, whose traces you are always seeking, if it is handed down by lying books. → Jak zatem możemy ufać starożytnej mądrości, której śladu ty bez ustanku szukasz, skoro została nam przekazana przez księgi kłamliwe. I am not interested in the truth, which is inconvenient and unfashionable. → Nie jestem zainteresowany prawdą, która jest niewygodna i niemodna.
- z przedimkiem nieokreślonym, kiedy przyłączenie ma charakter ograniczający, ale nie wyznacza zakresu w sposób jednoznaczny. Nazwa pochodna odnosi się do jednego z wielu możliwych stanów lub odmian danej właściwości, bez wskazania, o którą chodzi, np. I was trembling with an emotion I could not identify. → Trząsłem się z emocji, których nie mogłem określić.
- z przedimkiem określonym, kiedy przyłączenie wyznacza zakres nazwy w sposób jednoznaczny, jedyny możliwy stan lub właściwość, np. The silence that followed seemed interminable. → Cisza, która po tym nastąpiła wydawała się nie mieć końca. So I looked elsewhere for the love promised by books which I had never encountered in life. → Toteż gdzie indziej szukałem miłości przyrzeczonej przez książki, której nie spotkałem nigdy w życiu[163].

###### Nazwy nieprzedmiotowe ze zdaniem apozycyjnym lub bezokolicznikiem
Niektóre nazwy nieprzedmiotowe, policzalne i niepoliczalne, mogą tworzyć nazwy pochodne z przyłączeniami o postaci zdań apozycyjnych (appositive clauses). Zdania takie zespolone są z nazwami prostymi poprzez spójnik that. Należy je odróżnić od zdań względnych, gdzie that jest zaimkiem względnym.
Zdania apozycyjne uszczegółowiają ogólną treść prostych nazw nadrzędnych, wymagają zwykle użycia przedimka określonego, np. a belief (przekonanie) – the belief that the Earth is flat (przekonanie, że Ziemia jest płaska). The prophecy that the people would see and hear but would not understand was fulfilled. → Przepowiednia, że lud będzie patrzał i słyszał, ale nie będzie rozumiał, spełniła się.
Przedimek nieokreślony może być użyty wtedy, gdy nazwa nie wyznacza możliwej sytuacji jednostkowej, zwłaszcza przyszłej. Porównaj: the opinion that she was unreliable → opinia, że nie można na niej polegać; a message that she will be late → wiadomość, że się spóźni (niekoniecznie musi to być jedyny taki przekaz). He gave a warning that its income was not sufficient. → Wydał ostrzeżenie, że wpływy tego nie były wystarczające.
Podobne zasady dotyczą nazw pochodnych z bezokolicznikiem jako przyłączeniem, np. He seemed glad of the opportunity to talk. → Wydawał się być zadowolony z okazji do rozmowy. The desire to help others can exercise a powerful influence on behavior. → Chęć, by pomagać innym może wywrzeć silny wpływ na zachowanie. Porównaj: He has the ability to make people feel relaxed. → On ma zdolność do sprawiania, by ludzie czuli się zrelaksowani. He has a remarkable ability to make people feel relaxed. → On ma niezwykłą zdolność do sprawiania, by ludzie czuli się zrelaksowani. Przedimek the w tego typu zdaniach może mieć znaczenie wystarczająca ilość, np. She hardly had the strength to take her clothes off. → Ledwo miała siłę (tę wystarczającą ilość), by się rozebrać. I don't have the money to pay this bill. → Nie mam [wystarczającej ilości] pieniędzy, by zapłacić za ten rachunek. Do słów, które w takich konstrukcjach używane są bez przedimka należy time i room, np. There isn’t room for everybody to dance. → Nie ma wystarczająco miejsca dla wszystkich do tańczenia.

#### Nazwy kontekstowe i sytuacyjne
Nazwy bezkontekstowe to nazwy znaczeniowo samodzielne – usytuowane w określonym kontekście – nie współpracują z nim, by oddać swoje znaczenie, wyrażają je bez jakiejkolwiek podpórki kontekstowej. Nazwy kontekstowe wymagają natomiast współpracy z kontekstem. Część niezbędnych do zrozumienia składników treści występuje wówczas w kontekście językowym (zdania kontekstowe) lub sytuacyjnym (zdania sytuacyjne). Mówca spodziewa się, że odbiorca odnajdzie resztę składników treści lub domyśli się ich na podstawie wiedzy o danym fragmencie rzeczywistości.

##### Nazwy kontekstowe
W przypadku wielozdaniowej wypowiedzi, tekst zbudowany jest w taki sposób, aby poszczególne zdania były znaczeniowo zespolone z pozostałymi, a same wyrażały tylko część komunikowanego znaczenia. Aby unikać powtórzeń nazw i zwrotów, można pomijać elementów wyrażonych wcześniej, zastępując je nazwą ogólną użytą z przedimkiem określonym. Jest to tzw. anaforyczne użycie takiej nazwy.
Nazwy kontekstowe mogą mieć formę anafor ścisłych, kiedy nazwa złożona jest zredukowana do nazwy prostej, a ta nazwa prosta to dosłowne powtórzenie jednego z elementów nazwy złożonej. Przedimek określony występuje przed tą nazwą prostą, ale odnosi się do całości, której części mieszczą się w różnych częściach tekstu. Przykład: He unlocked a door behind them and waited until they were all inside. Suddenly, the door closed. → Otworzył drzwi znajdujące się za nimi i zaczekał aż wszyscy weszli do środka. Nagle drzwi zamknęły się. Jeśli nazwa wymagająca powtórzenia nie jest rzeczownikiem, dokonuje się jej urzeczownikowienia (nominalizacji), np. I married Lisa for practical reasons. The marriage was a disaster though. → Poślubiłem Lisę ze względów praktycznych. Małżeństwo to było jednak katastrofą.
Najprostszymi konstrukcjami tego typu są takie, kiedy najpierw rzeczownik pojawia się po raz pierwszy i jest użyty z przedimkiem nieokreślonym, a potem, w nawiązaniu do niego w wypowiedzi kolejny raz, staje się określony, np. My daughter wants a bicycle for her birthday. The bicycle must be pink. → Moja córka chce na urodziny rower. [Ten] rower [jako prezent na jej urodziny] musi być różowy. My son doesn’t want a pink bicycle. He wants a green bicycle. A blue one would also be acceptable. → Mój syn nie chce różowego roweru [jako prezentu na swoje urodziny]. On chce zielony rower. Niebieski także byłby do zaakceptowania. W przypadku przytoczonych zdań dotyczących roweru syna, słowo bicycle za każdym razem oznacza inny rower, dlatego wszędzie tam jest przedimek nieokreślony. Przedimek nieokreślony nie pojawia się także przy swego rodzaju stylistycznych powtórkach jak: I want a book, please – a book about architecture. → Poproszę książkę – książkę o architekturze.
Niedosłowne powtórzenie nazwy i zastąpienie ją inną, odnoszącą się kontekstowo do tego samego przedmiotu lub zdarzenia to anafora nieścisła, np. I visited an old factory. The building was impressive. → Odwiedziłem starą fabrykę. Budynek [ten] był imponujący. I let her in on what was really going on there. Once the word got out, the others started accusing me of lying. → Wyjawiłam jej, co tak naprawdę się tam działo. Kiedy wieść się rozniosła, inni zaczęli oskarżać mnie o kłamstwo.
Nazwy kontekstowe mogą być też tworzone na zasadzie anafory asocjacyjnej. Pomija się w tym przypadku wszystkie wykładniki treści określanej, stosuje elipsę, np. I knew he must be in No 11 and in no other appartment but 24. It wasn’t easy to find the entrance and get to the third floor. The door was opened by a little boy. → Wiedziałem, że musi być w [budynku] nr 11 i na pewno w mieszkaniu pod nrem 24. Nie łatwo było znaleźć wejście [do budynku] i dostać się na trzecią kondygnację [budynku]. Drzwi [mieszkania] otworzył mały chłopiec. He was so happy to be finally given the parcel. He picked up the sharpest knife and cut the string. → Był taki szczęśliwy, że w końcu dostał tę paczkę. Wybrał najostrzejszy nóż i przeciął sznurek [którym była owinięta paczka]. We bought a new house. The proprietor was trustworthy, and the price attractive. → Kupił nowy dom. Właściciel był wiarygodny, a cena atrakcyjna. Czasami wypowiedź może się przez to stawać trudna w odbiorze, ale autor wypowiedzi liczy, że odbiorcy uda się uzupełnić brakujące ogniwa: He departed for London a few days later. Hardly had the train pulled out of the station when he came across his brother. → Wyruszył do Londynu kilka dni później. Ledwie pociąg ruszył ze stacji, kiedy napotkał swojego brata.
W rzadszych przypadkach na zasadzie katafory najpierw pojawia się nazwa określona z the, a dopiero potem odbiorca może z dalszej części wypowiedzi wywnioskować i dowiedzieć się, czym jest ten „określony z góry” przedmiot, np. When it is warm Mr Robinson serves coffee in the garden instead of in the house. The Robinsons have a large house with a spatious garden. Kiedy jest ciepło, pan Robinson serwuje kawę w ogrodzie zamiast w domu. Państwo Robinsonowie mają ogromny dom z przestronnym ogrodem.
Zakłada się, że jeśli o czymś można powiedzieć, że ma początek i koniec, przód i tył itp., to ma tylko jedno takie miejsce. W związku z tym z przedimkiem określonym łączą się takie nazwy jak: the beginning, the end, the middle, the bottom, the left, the right, the front, the back, np. The beginning of the story was rather boring. → Początek opowiadania był raczej nudny. W idomatycznych zwrotach przedimek może być jednak inny, np.  from beginning to end → od początku do końca, to come to an end → zakończyć się, in front of → z przodu [czegoś].

##### Nazwy sytuacyjne
Nazwy sytuacyjne odwołują się do konkretnych okoliczności, sytuacji, w których są używane. Będąc w jakimś pomieszczeniu, w którym gra muzyka, jasne będzie, do jakiej muzyki się odnosi mówca w zdaniu: Do you like the music? → Czy podoba ci się [ta grająca tu] muzyka? Niekiedy użycie tego typu nazw zakłada pewną wspólną wiedzę, pewien stopień wtajemniczenia odbiorcy, np. I missed the bus. → Uciekł mi autobus [którym, jak wiesz, miałem jechać]. He borrowed the money from the bank. → Pożyczył pieniądze [które, jak wiesz, mu brakowały] w banku. The painting has been stolen. → Skradziono obraz [ten właśnie, który masz na myśli]. How are the children? → Co tam u [twoich] dzieci?
Oprowadzając kogoś po mieszkaniu, zakładając, że odbiorca spodziewa się w nim tylko jednej kuchni, mówi się: This is the kitchen. → A to jest kuchnia [tego mieszkania]. W zdaniu: The Prime Minister is asking for help. → Premier prosi o pomoc, rozmówcy zakładają, że jest jasne, iż chodzi o premiera kraju, w którym aktualnie się znajdują. Podobnie w zdaniu: He’s in the army now. → On jest teraz w wojsku (wiadomo jakim). W podobny sposób używa się także rzeczowników typu: the president, the queen, the government, the authorities, the economy, the police, the law. Współcześnie wypowiedziane zdanie: He was killed during the war będzie zwykle zakładać, że chodzi o drugą wojnę światową, chyba że inaczej będzie wynikać z kontekstu. Nie chcąc precyzować, o jaką wojnę chodzi, należałoby użyć a war. Porównaj też: The government has given people good government. → [Obecny] rząd dał ludziom dobre rządy.
W podobny sposób jak nazwy policzalne, nazwy niepoliczalne mogą wymagać uwzględnienia kontekstu językowego lub sytuacyjnego dla oddania całości sensu. Takie nazwy kontekstowe i sytuacyjne również łączą się z przedimkiem określonym. Przykłady takich nazw niepoliczalnych: I heard a strange noise. After a minute I realised that the noise came from the sea. → Słyszałam dziwny odgłos. Po minucie zorientowałam się, że [ten] odgłos wydobywa się z morza. He knew that something was wrong, and the knowledge tormented him. → Wiedział, że coś jest nie tak i ta wiedza go dręczyła. Tim has finally broken the silence. → Tim w końcu przerwał milczenie (np. w sytuacji, gdy przez dłuższy czas ukrywany był jakiś skandal). It is not the heat but the humidity that makes me feel so uncomfortable today. → To nie [ten] upał, ale [ta] wilgotność sprawia, że czuję się dzisiaj tak nieswojo (odnoszenie się do aktualnych zjawisk atmosferycznych) Pass me the butter. → Podaj mi masło (wypowiedź w czasie śniadania, dotycząca masła znajdującego się na stole albo masła, które uważamy, że powinno się znaleźć na stole) Have you done the ironing? → Zrobiłeś prasowanie? (to, które jest na dzisiaj przewidziane).

### Nazwy własne

#### Nazwy własne o znaczeniu osobowym
Bez przedimka używa się nazw własnych osobowych takich jak imiona (także postaci mitologicznych, legendarnych, literackich), nazwiska oraz imiona występujące razem z nazwiskami. Od tej zasady istnieją jednak pewne wyjątki:
- nazwę osobową można wzmocnić przedimkiem określonym dla podkreślenia, że chodzi o osobę powszechnie znaną, a nie o inną nazywającą się tak samo, np. – Yesterday I saw Barack Obama at the mall. – You don’t mean the Barack Obama? → Wczoraj widziałam Baracka Obamę w centrum handlowym. – Chyba nie masz na myśli tego Baracka Obamę?
- niektóre nazwiska, zwłaszcza irlandzkie i szkockie może czasem poprzedzać the dla oznaczenia przywódcy lub głowy rodziny, np. the MacNab.
- nazwisk niektórych artystek i śpiewaczek używa się niekiedy z the na zasadzie imitacji języka francuskiego, np. the Dietrich.
- przedimek określony the (a niekiedy także francuski la) przed nazwiskiem może wyrażać niechęć do danej osoby, nadawać ton poufały i pobłażliwy, np. It was the Miss Fine who had addressed to him – To panna Fine zwróciła się do niego[180].

Nazwy osobowe mogą ponadto czasami nie być używane jako nazwy jednostkowe – mogą odnosić się do różnych osób i przedmiotów. Wymagają wówczas zespolenia z przedimkiem nieokreślonym w liczbie pojedynczej. Porównaj: A John Smith is calling you. → Jakiś John Smith dzwoni do ciebie. John Smith is calling you. → John Smith dzwoni do ciebie (obydwaj rozmówcy znają tę osobę). A Montagues couldn’t marry a Capulet. → [Ktoś z rodu] Montekich nie mógł poślubić [kogoś z rodu] Kapuletów. Nieokreślone osoby mogą być poprzedzone zaimkiem certain, np. A (certain) John was her first victim. → Niejaki John był jej pierwszą ofiarą.
W liczbie mnogiej nazwy osobowe są używane bez przedimka, jeśli oznaczają zbiory niecałkowite, np. – May I speak to Mary, please? – There are three Marys here. → – Mogę prosić Marysię? – Tutaj są trzy Marysie. Jeśli oznaczają zbiory całkowite, używa się ich z przedimkiem określonym. Mogą to być wyznaczone zbiory osób noszących dane imię bądź nazwisko, niezależnie od pokrewieństwa, lub w przypadku samych nazwisk mogą to być zbiory osób tworzących rodzinę lub ród, np. The Tudors ruled England from 1485 to 1603. → Tudorowie rządzili Anglią od 1485 do 1603 r. Imiona i nazwiska mogą być zespalane z liczebnikami, np. the three Marys → [te] trzy Marysie.
Nazwy własne użyte z intencją ogólną wymagają w liczbie pojedynczej przedimka nieokreślonego, a w liczbie mnogiej – przedimka zerowego, np. A Bohdan isn’t always Polish. → [Dowolna osoba o imieniu] Bohdan nie zawsze jest Polakiem. Eves and Adams celebrate their name day on the 24th of December. → Ewy i Adamy świętują imieniny 24. grudnia.
W niektórych użyciach nazwy własne funkcjonują jako nazwy pospolite. Takie użycie może polegać na antonomazji, kiedy nazwy własne nie odnoszą się do wymienionej osoby, a oznaczają jedynie cechy właściwe tej osobie i odnoszą się do kogoś innego. Zwykle chodzi o postać historyczną, biblijną, mitologiczną lub literacką i mówiący zakłada, że odbiorca będzie wiedział, pod jakim względem porównywane osoby są do siebie podobne. Tego typu przenośne użycie wymaga zastosowania przedimka nieokreślonego. Przykłady: Do you feel like an Alice in Wonderland? → Czy czujesz się jak Alicja w Krainie Czarów? He’s a little Hiltler. → On jest małym Hitlerem. He will never be a Mickiewicz. → On nigdy nie będzie drugim Mickiewiczem. A Don Juan is the ‘love them and leave them’ type of man. → Don Juan jest typem mężczyzny “kochaj przez chwilę i rzuć za chwilę”. W liczbie mnogiej takie nazwy wymagają przedimka zerowego, np. Caesars sometimes give birth to Nerons or even Brutuses. → Cezarzy czasem rodzą Neronów lub nawet Brutusów.
W użyciu przenośnym nazwy osobowe mogą występować także bez przedimka, kiedy w pierwszej kolejności identyfikuje się kogoś z daną postacią (na podstawie charakterystycznych cech), np. He is Machiavelli incarnate. → On jest wcielonym Machiavellim. It is better to be Socrates dissatisfied than a fool satisfied. → Lepiej być niezadowolonym Sokratesem niż zadowolonym głupcem.
W użyciu metonimicznym nazwa własna nie oznacza osoby lub instytucji, ale przedmiot pozostający z nią w jakimś stosunku. Zwykle jest to jakiś wytwór, np. a Rembrandt → obraz Rembrandta, a Rodin → rzeźba Rodina. W podobny sposób używane są nazwy firm do oznaczania produkowanych przez nie wytworów, np. a Renault → samochód tej firmy, a Sony → jakiś produkt firmy Sony (np. telewizor). Bez przedimka używa się takich nazw, jeśli nie chodzi o jeden utwór, lecz dzieło ujęte całościowo, np. – I am reading a Stephen King. – You still read King? → – Czytam [właśnie książkę] Stephena Kinga. – Nadal czytasz [książki autorstwa] Kinga? He plays Chopin. → On gra Chopina.
Jeśli chodzi o jakąś nieokreśloną bliżej liczbę utworów danego autora lub o coś niepoliczalnego, używa się zaimka some, np. My father used to play some Chopin by ear. → Mój ojciec grywał pewne utwory Chopina ze słuchu. W liczbie mnogiej używane są z przedimkiem określonym lub bez przedimka, np. Once inside, I go looking for the Toulouse-Lautrecs, the Van Goghs and the Gauguins. → Po wejściu do środka szukam [dzieł] Toulouse-Lautreca, Van Gogha i Gauguina. They were the first people to buy Matisses and Picassos. → Byli pierwszymi ludźmi, którzy kupili [dzieła] Matisse’a i Picassa.
Nazwy własne jednostkowe użyte w orzeczniku w zdaniach identyfikacyjnych występują bez przedimka, np. This is Mark Twain. Mark Twain is Samuel Langhorne Clemens. Bezkontekstowe proste nazwy ogólne, własne i pospolite, użyte z intencją szczegółową łączą się w liczbie pojedynczej z przedimkiem nieokreślonym. Odnoszą się wówczas do jednej z osób określanych przez tę nazwę (imię i/lub nazwisko) albo do jednego z członków rodziny lub rodu noszących dane nazwisko, np. Her mother was a Davies. → Jej matka [należała do rodziny] Davies. Pochodne nazwy własne wyznaczające indywidualne osoby wymagają przedimka określonego, np. You are not the Rockefeller I want to marry. → Nie jesteś tym Rockefellerem, którego chcę poślubić.

#### Nazwy osobowe z nazwami funkcji
Zasady użycia przedimków z nazwami osobowymi w połączeniu z ich stanowiskiem czy funkcją są dość skomplikowane. Jeśli funkcja jest specyficzna, zajmowana w jednym czasie przez jednego człowieka albo tak określona, że przypisana do jednego człowieka, to możliwe są przykładowo następujące połączenia:
- Prime Minister John Roberts warned that...
- The Prime Minister, John Roberts, warned that...
- Mr John Roberts, the Prime Minister, ...
- John Roberts, the 1963 Open Golf champion, ... ; John Roberts, the (well-known) vocalist, ...
- The Dean of Westminster, John Roberts, ...
- The famous Polish composer Fryderyk Chopin...
- John Roberts, (the) managing director of Leyland Cars; Joseph Paxton, (the) architect of the Crystal Palace (postmodyfikacja rzeczownika oznaczającego funkcję)[189].

Jeśli zaś funkcja nie jest specyficzna, to możliwe są przykładowo następujące połączenia:
- Janet Roberts, a voluptuous fair-haired actress, ...; John Roberts, a British national, ...; John Roberts, a Bristol taxi driver, ... (nie jest tam jedynym taksówkarzem)[189]
- The son, a boy of about eleven, is the image of his father[120]
- A former Otago captain, John Roberts, ... (jeden z kapitanów); Among them there was a plumber, John Roberts, ...[189].

W przypadku wyrażania pokrewieństwa można spotkać następujące połączenia:
- Paloma Picasso, (the) daughter of the artist, ... – zwykle bez przedimka; z przedimkiem może też oznaczać jedyna, ta znana lub ta wspomniana wcześniej[190]
- Jerome, (the) youngest brother of Napoleon – używając przedimka the nacisk jest położony na przymiotnik w stopniu najwyższym; bez niego – na samą relację
- Lord Louis Mountbatten, a great-grandson of Queen Victoria – jeden z wielu wielkich prawnuków
- Clytemnestra, Helen’s half sister[189].

Przy wyrażaniu pokrewieństwa w formie orzecznika po czasowniku be stosuje się na ogół przedimek określony i w tej funkcji nie wyraża on wyjątkowości (tzn. nie daje informacji, czy np. ktoś był jedynym potomkiej danej osoby), np. Elizabeth I was the daughter of Henry VIII. Jeśli mówca chce wyrazić informację, że nie była jedyną córką, może użyć przedimka nieokreślonego: a daughter of Henry VIII. Po be born używa się the + określenia pokrewieństwa w znaczeniu urodzić się jako, np. He was born the son of poor farmers. → Urodził się jako syn biednych rolników.
W przypadku dostojnych tytułów jak King, Prince, Duke, Marquis stosowane z przyimkiem of mają przedimek the, np. the Duke of Guise. Jeśli jednak występują w apozycji, kiedy tytuł poprzedza imię i/lub nazwisko, to przedimek ten normalnie nie występuje, np. Francis, Duke of Guise. W przypadku premodyfikacji tytułu przedimek pojawia się: Francis, the great Duke of Guise. Możliwe jest jednak pewne różnicowanie znaczenia poprzez różne użycie przedimka. Porównaj: Elizabeth, Queen of Great Britain (neutralne). Elizabeth, the Queen of Great Britain (ta znana królowa rządząca obecnie Wielką Brytanią). Elizabeth, a queen of Great Britain (jedna z tych królowych, które rządziły Wielką Brytanią).
Istnieją także konstrukcje typu: tytuł + imię + wyrażenie z of, gdzie nie używa się przedimka jak np. Queen Christina of Sweden abdicated the throne. Brak jest też przedimka, gdy tytuł wskazujący na stanowisko jest poprzedzony formą czasownika be, become lub wyrazem as, np. Charlemagne, from being King to the Franks, became Emperor of the Romans. He succeeded his brother as King of England. 
Niektóre tytuły jak Lord, Baron, Comte nie łączą się z the (np. Lord Byron), chyba że są premodyfikowane przymiotnikiem (np. the young Lord Byron).
Po imionach postaci historycznych może pojawiać się przymiotnik, liczebnik porządkowy lub rzeczownik, który pełni rolę identyfikującą. Jest on wtedy poprzedzony przedimkiem określonym, np. Casimir the Great → Kazimierz Wielki, Otto III (the Third) → Otton III.
Do podawania profesji lub zajęcia po nazwie własnej istnieje kilka sposobów. Po nazwie własnej może stać nazwa określająca przedstawiciela danego zawodu poprzedzona przedimkiem określonym, np. Rolland the painter → malarz Rolland. Może ona być używana przy neutralnym określaniu profesji lub też przy przeciwstawieniach (przy podkreślaniu, że chodzi o tego Rollanda, który jest malarzem, albo o tego znanego malarza Rollanda). Do innych nazw tego typu należy: Mr Campbell the lawyer, Jack the Ripper → Kuba Rozpruwacz, Bob the Builder → Bob Budowniczy, a także można za taką uznać Franklin the Turtle → żółw Franklin. Poza tym możliwe są inne konstrukcje:
- z opcjonalnym przedimkiem określonym, z nazwą z postmodyfikacją: John Roberts, (the) author of Mothering... (the person who created the work named)
- bez przedimka: John Roberts, poet and scholar; John Roberts, author of many magnificient novels
- z przedimkiem nieokreślonym: John, a former taxi driver, is also a teacher; Mr Campbell, an economist and journalist[189].

Nazwy stopnia pokrewieństwa, dostojne tytuły różnego rodzaju mogą być używane w połączeniu z nazwami własnymi bez przedimków w następujący sposób: Brother Robert, Mr Jones, Miss Browns, Prince Charles, President Hoover, Dr Russell, Inspector Gadget, Professors Turner and Baker, Prime Minister Peterson, Lady Churchill, Queen Elizabeth. W amerykańskiej angielszczyźnie często przedstawiciele grup zawodowych występują w tego typu konstrukcjach, np. Author John Roberts, zwłaszcza w stylu telegraficznym. Czasami jednak to tytuł może być traktowany jako rzeczownik główny i wtedy stosowany jest przedimek określony, zwłaszcza w przypadku tytułów Emperor, Empress, Tsar, Tsarina, np. the Emperor Napoleon, the Archduke Ferdinand, the Pharaoh Ramesses.

#### Nazwy własne o znaczeniu nieosobowym

##### Przedimek przy nazwach geograficznych
Nazwy geograficzne mogą być używane z przedimkiem określonym lub zerowym. Nie we wszystkich przypadkach reguły jego użycia są jednoznacznie określone. Na ogół przed nazwami własnymi używa się przedimka zerowego, ale istnieje od tego wiele wyjątków i zasady nie zawsze stosuje się konsekwentnie (np. Londyńczycy wahają się między nazwą Green Park a the Green Park).
Na wybór przedimka wpływa fakt, jak bardzo wyraźne są granice znaczenia danej nazwy. Większość nazw krajów nie zakłada użycia przedimka, co odzwierciedla postrzeganie ich jako osobnych politycznych jednostek o wyraźnych granicach. Niektóre państwa lub regiony geograficzne są jednak postrzegane jako zbiór różnych jednostek. Jednostki te mogą posiadać pewien stopień niezależności, a przedimek określony wyraża w tym przypadku niepowtarzalność zbioru (porównaj stan Ohio – niezależna jednostka oraz rzeka the Ohio – jednostka o rozmytych granicach). Na podobnej zasadzie różne inne formy ukształtowania terenu używa się z przedimkiem określonym, jeśli ich granice są rozmyte (the Sahara, the Black Forest → Schwarzwald, the Grand Canyon → Wielki Kanion), natomiast inne bez, kiedy mają wyznaczone granice administracyjne (Grand Canyon National Park → Park Narodowy Wielkiego Kanionu).
Przedimek zerowy występuje przed nazwami:
- kontynentów (in Asia, medieval Europe). Wyjątkiem są m.in. wyrażenia z of, np. We must all take responsibility for the Europe of tomorrow. → Wszyscy musimy wziąć odpowiedzialność za Europę jutra. Porównaj też: in Antarctica → na Antarktydzie, ale: in the Arctic → w Arktyce, in the Antarctic → w Antarktyce[195]. Poza tym the wymagają wyrażenia z continent, np. the Asian continent, the continent of Africa[196].
- prawie wszystkich państw (np. Finland, Zambia, Great Britain). Przedimek the pojawia się przy nazwach z rzeczownikami pospolitymi, zwłaszcza republic, state, union[197], np. w liczbie pojedynczej: the United Kingdom, the Soviet Union, the Polish People's Republic, the Polish-Lithuanian Commonwealth, the Roman Empire; w liczbie mnogiej: the United States, the Netherlands, the Baltics → kraje bałtyckie[198]; w skrótach: the UK, the US, the USA, the GDR → NRD, the USSR → ZSRR. W przypadku niektórych krajów pojawiają się formy z przedimkiem określonym i zerowym, np. in (the) Lebanon, in Sudan (sugeruje, że chodzi o państwo), in the Sudan (sugeruje, że chodzi o region)[199]. Alternatywną formą dla Argentina (bez przedimka) jest rzadziej używana forma z przedimkiem the Argentine[200]. Nazw niektórych państw afrykańskich używa się z przedimkiem określonym, inne bez, np. the Congo, the Gambia[199]. Przed 1991 r. w przypadku Ukrainy używano przedimka (the Ukraine). Przedimek ten może tutaj sugerować bycie częścią innego państwa (jego ukrainą, czyli pograniczem), dlatego odkąd państwo uzyskało niepodległość zalecana jest forma bez przedimka (Ukraine)[201].
- miast i dzielnic miast, np. Warsaw, Bridgwater, ancient Athens, New York City, Brooklyn. Przedimek określony the pojawia się w wyrażeniach z of, np. the City of London, the London of 1870. Poza tym istnieją nieliczne wyjątki, np. the Hague → Haga, the Bronx, the West End[202]. Poza tym w obrębie miast można niekiedy wyróżnić np. the Old Town → Stare Miasto, the City → centrum miasta, the Barbican → barbakan[203].
- jezior (w liczbie pojedynczej): Lake Superior, Lake Geneva, Loch Ness, Morskie Oko (ale: the Great Salt Lake); w liczbie mnogiej, w wyrażeniach z of, a także czasem przy nazwach z niemiecką końcówką See występuje przedimek określony: the Great Lakes, the Ammarsee, the Lake of the Ozarks, the Masurian Lakes[202][204]
- wysp w liczbie pojedynczej: Guernsey, Fair Isle, Wolin, Cyprus (ale: the Black Isle, bo wbrew temu, co sugeruje nazwa jest to półwysep); w liczbie mnogiej oraz w wyrażeniach z of występuje the: the Isle of Wight, the British Isles, the Canaries, the Bahamas, the Falklands[202][205][206].
- zatok jako stosunkowo niewielkich wcięć zbiornika wodnego w ląd, tj. bay), np. storms in Puck Bay, ale the pojawia się, jeśli występuje wyrażenie z of lub używa się obcojęzycznego słowa zamiast Bay, np. storms in the Bay of Puck, storms in the Kaštelanski zaljev[207].
- plaż, np. Myrtos Beach is one of the most important and beautiful attractions on the island[207].
- przylądków, np. Today we found ourselves at Cape Horn; ale stosuje się przedimek określony, jeśli w nazwie pojawia się wyrażenie z of, np. near the Cape of Good Hope[208].
- cypli (na ogół), np. find me at Beachy Head[209]
- gór i szczytów w liczbie pojedynczej, np. an expedition to Mount Everest, The Red Poppies on Monte Cassino; Etna is an active stratovolcano. Przedimek the występuje jednak w przypadku nazw niemieckich, francuskich (z wyjątkiem tych zawierających słowo Mont) oraz w przypadku nazw w liczbie mnogiej[210] i zawierających of[211], np. The Zugspitze is the highest mountain in Germany. We set off to climb the Dent Blanche. I’m going to climb the Grandes Jorasses. The Mount of Olives is frequently mentioned in the New Testament.
- wzgórz (w liczbie pojedynczej), np. the top of Withypool Hill; ale z przedimkiem the w liczbie mnogiej, np. the Pentland Hills[212]
- przełęczy (z wyjątkiem niektórych przełęczy amerykańskich), np. Brenner Pass[213]

Przedimek określony występuje przed nazwami:
- mórz i oceanów, np. the Atlantic, the Pacific, the Indian Ocean, the Meditteranean (Sea), the Black Sea, the Baltic (Sea)[202]
- rzek, kanałów, delt, ujść: the affluents of the Elbe, the Rhine and the Danube → dopływy Łaby, Renu i Dunaju; Several factors affect the tides in the English Channel; the Suez Canal, the Nile Delta, the Odra estuary[214].
- wybrzeży, np. resorts on the Turquoise Coast → kurorty na Riwierze Tureckiej[215]
- pustyń, np. the Atacama, the Gobi Desert[216]
- półwyspów, np. The Hel Peninsula is a unique landform in the Baltic coast[217]
- cieśnin (na ogół), np. the Strait of Magellan, the Singapore Strait; czasami jednak nazwy cieśnin położonych na amerykańskim kontynencie spotyka się bez przedimka[218].
- archipelagów, np. The Stockholm archipelago is made up of a number of islands[207].
- lodowców, wąwozów, przełomów, np. the Athabasca Glacier, the Dunajec River Gorge[219]
- jaskiń, np. the excursion to the Corycian Cave; ale the pomija się, gdy występuje dopełniacz saksoński, np. take a 15-minute walk to see Nestor's Cave[208]
- zatok jako wielkich akwenów, tj. gulf, np. the Gulf of Mexico, the Saronic Gulf[220]
- lasów (na ogół), zwłaszcza zagranicznych oraz z wyrażeniem z of lub z przymiotnikiem w nazwie, np. in the forest of Arden, in the New Forest, (the) Augustów Forest, the Vienna Woods; w przypadku, gdy nazwa lasu pochodzi od nazwy miejsca, przedimek się pomija (co dotyczy zwłaszcza lasów brytyjskich), np. in Abernethy Forest; Fear not till Birnam Wood do come to Dunsinane. → Póki Las Birnamski nie stanie pod murami Dunsinanu, nie lękaj się niczego[221].
- nizin (lowlands), pojezierzy, płaskowyżów, wyżyn, np. the Masurian Lakeland, the Scottish Lowlands, the Deccan Plateau, the Northern Highlands[222]
- równin i nizin (plain), np. the rainfall in the Northern plain. Nazwy równin brytyjskich niemal zawsze pochodzą od nazwy miejsca, gdzie się znajdują i w tym przypadku, jeśli nie występuje wyrażenie z of, używa się ich nazw bez przedimka[217], np. on Salisbury Plain.
- dolin, zwłaszcza, kiedy nazwa pochodzi od nazwy rzeki, np. the castles of the Loire Valley, in the San Fernando Valley. Przedimek pomija się przy niektórych nazwach dolin w Ameryce Północnej, które zawierają rzeczownik pospolity lub przymiotnik, np. the most innovative companies in Silicon Valley; Death Valley is an almost unfathomable place[223].
- łańucuchów i pasm górskich[211], np. the Alps, the Pyrenees, the Atlas Mountains, the Beskids.

W przypadku wodospadów spotyka się ich nazwy zarówno z przedimkiem, jak i bez przedimka, a zasady jego użycia nie są jasne. Przedimka używa się zawsze, jeśli w nazwie występuje wyrażenie z of. Różnie bywa również w przypadku regionów. Bez przedimków używa się nazw wielu regionów, zwłaszcza stanowiących krainę historyczną, np. Brittany → Bretania, Normandy → Normandia, Cornwall → Kornwalia, Galicia, Pomerania → Pomorze, Silesia → Śląsk, Mazovia → Mazowsze. Ponadto zapisuje się w ten sposób nazwy stanów w USA, gdy nie pojawia się słowo State, np. Oklahoma, ale: the State of Indiana. Innych nazw regionów używa się z przedimkiem the, np. the Antipodes, the Maghreb, the Middle East → Bliski Wschód, the Rhineland → Nadrenia, the Ruhr → Zagłębie Ruhry, the Camargue, the Sahel, the Levant, the Wild West, the West, the Third World, the Balkans, the Częstochowa region.
Przedimek na ogół pomija się, jeśli przed kierunkiem (north, south, east, west) nie występuje przyimek, a używa się go, jeśli przyimek występuje, np. Manchester is located to the east of Liverpool. Manchester is located east of Liverpool. The wind is blowing from the south. The sun rises in the east and sets in the west. Slidell is an hour's drive east of New Orleans. The storm is moving northwest/to the northwest. → Burza przesuwa się w kierunku północnego zachodu/na północny zachód. Przedimek nie pojawia się w zwrotach opisujących ogólnie kierunki typu: The railway runs from north to south. W kontekście polityki, przedimek określony występuje w wyrażeniach: the left → lewica i the right → prawica.

##### Przedimek przy nazwach astronomicznych
Nazwy planet używane są bez przedimków, np. Is there life on Mars? W przypadku Ziemi/ziemi (Earth/earth) zasady użycia przedimka nie zawsze są jednoznaczne. Zwykle w znaczeniu trzeciej planety w Układzie Słonecznym oraz w wielu utartych wyrażeniach przedimek jest pomijany, np. How far is Earth from the Sun? → Jak daleko jest Ziemia od Słońca? Come down to earth! → Zejdź na ziemię! I moved heaven and earth to free him from prison. → Poruszyłem niebo i ziemię, by uwolnić go z więzienia. What on earth are you doing here? → Co ty do cholery tu robisz? ale: It must have cost the earth. → To musiało kosztować fortunę!
Nazw różnych niepowtarzalnych elementów astronomicznych i pokrewnych używa się z przedimkiem, np. the sun (the Sun), the moon (the Moon; ale np. Pluto was perhaps once a moon of Neptune → Pluton kiedyś był być może księżycem Neptuna), the South Pole → biegun południowy, the Tropic of Capricorn → Zwrotnik Koziorożca, the Greenwich Meridian → południk Greenwich, the Northern Hemisphere → półkula północna, the Arctic Circle → koło podbiegunowe, the Equator → równik, the world, the sky, the ground, the climate, the horizon.
W języku angielskim wiele obiektów astronomicznych określa się nazwami w języku łacińskim i wówczas nie występuje przed nimi przedimek, np. Sirius → Syriusz. Jednak wiele tego typu nazw gwiazdozbiorów (i nie tylko) ma swój odpowiednik w języku angielskim i wtedy występują przed nimi przedimki określone, np. Sagittarius → the Archer → Strzelec; Ursa Major → the Great Bear → Wielka Niedźwiedzica; Polaris → the North Star → Gwiazda Polarna; the Milky Way.

##### Przedimek przy nazwach infrastruktury i instytucji
Zasady użycia przedimków z obiektami infrastruktury są jeszcze bardziej skomplikowane. Na ogół nazwy własne takich obiektów złożone z dwóch rzeczowników uznaje się za wystarczająco silnie ugruntowane i niepowtarzalne, aby nie musieć używać ich z przedimkami, np. Buckingham Palace, London Bridge. Nazwy złożone z przymiotnika i rzeczownika wyglądają natomiast jak zwyczajne wyrażenia, zwykle nie jest oczywista ich niepowtarzalność, dlatego łączą się z przedimkiem określonym, np. the Golden Gate Bridge, the White House, the British Museum. Istnieją jednak od tego wyjątki, np. Big Ben.
Niektóre nazwy instytucji traktowane są jako nazwy własne, poprzedzone przedimkiem i pisane dużą literą, np. the Church → Kościół (instytucja). Odróżnia się je w ten sposób od rzeczowników pospolitych: a church → kościół (budynek). Istnieją jednak pewne nazwy instytucji, których nazwy używane są bez przedimków, np. Parliament, Westminster, Scotland Yard. Dwie ostatnie nazwy podanych przykładów są nazwami metonimicznymi, pochodzącymi odpowiednio od Pałacu Westminsterskiego i ulicy Scotland Yard.
W przypadku parków narodowych spotyka się ich nazwy używane zarówno z przyimkiem, jak i bez, nie ma jednoznacznych reguł, np. Yellowstone National Park was America's first national park. Traveling to the Rocky Mountain National Park in Colorado. W przypadku zbiorników retencyjnych również przedimek spotykany jest z przedimkiem i bez, np.  Wentwood Reservoir, the Ashokan Reservoir.
Jeśli mówi się o drodze, przytaczając równocześnie jej numer, to nie używa się przedimka, np. take route 12, follow highway 44. Jeśli jednak występuje numer (lub oznaczenie drogi) bez samego słowa oznaczającego drogę, to używa się przedimka, np. heavy traffic on the E7. Jeśli przed słowem oznaczającym drogę występuje jej nazwa, to używa się przedimka, np. go down the Great North Road, at this point the Alaska Highway meets the Richardson Highway. Inaczej niż w przypadku wielu innych rzeczowników, nazwy dróg tworzone z użyciem słowa road nie łączą się z przedimkiem, jeśli występuje w nich przymiotnik (np. Commercial Road) lub rzeczownik (np. Exhibition Road).
W przypadku kaplic nie występuje przedimek, jeśli przed słowem Chapel występuje rzeczownik stanowiący jakiś religijny termin, nazwa w liczbie pojedynczej i dopełniaczu saksońskim lub nazwa miejsca, np. in Trinity Chapel → w Kaplicy Trójcy Św., Keith's Chapel. Przedimek the występuje jednak, gdy rzeczownik w dopełniaczu saksońskim, występując osobno, i tak musiałby z nim się łączyć (np. the Warriors’ Chapel → Kaplica Wojowników, konkretnych, którzy polegli w określonej bitwie), gdy pojawia się nazwa jakiejś hierarchicznej jednostki (the Nunnery Chapel → Kaplica Klasztorna, the Royal Military Chapel), gdy występuje wyrażenie z of, lub gdy wspomina się o zagranicznych kaplicach.
W przypadku kościołów jest podobnie – pomija się przedimek, gdy przed słowem church występuje imię świętego w dopełniaczu saksońskim, gdy poprzedza je rzeczownik stanowiący religijny termin, gdy nazwa nawiązuje do miejsca (nawet, gdy pojawia się przymiotnik), np. Holy Trinity Church (ale równoważny: the Church of the Holy Trinity), St. Lawrence's Church, Chelsea Old Church. Przedimek pojawia się w wyrażeniach z of i w nazwach poprzedzonych przymiotnikiem, np. The Catholic Apostolic Church
W przypadku uczelni jaką jest college przedimka nie stosuje się, jeśli bierze ona swoją nazwę od nazwy osobowej w dopełniaczu saksońskim (Daniel Stewart's  College) i bez (Nuffield College) oraz wtedy, gdy tytuł królewski połączony jest z imieniem bez dopełniacza saksońskiego (Queen Margaret College), gdy nazwisko połączone jest z nazwą nauczanej dziedziny (Bell College of Technology), oraz gdy nazwa nawiązuje do miejsca (Bradford College). Jeśli nazwa tworzy wyrażenie z of i nawiązuje jednocześnie do miejsca, spotyka się formy z i bez przedimka (East Ham College of Technology, (the) Glasgow College of Technology). Podobnie w przypadku nazw zawierających przymiotnik (at New College, at the National Extension College).
Nazwy uniwersytetów poprzedzone nazwą miejsca występują bez przedimków (Birmingham University), ale bardziej formalne są warianty z of, wymagające użycia przedimka (the University of Birmingham). Przedimki nie są używane, jeśli w nazwie pojawia się wyłącznie nazwisko patrona (at Heriot-Watt University), ale the pojawia się czasem w mowie potocznej, gdy pomija się słowo university, np. at the Heriot-Watt. Przedimek the występuje również, gdy podane jest imię i nazwisko patrona (the Johns Hopkins University), oraz gdy użyty jest przymiotnik (the Open University, a graduate of the Jagiellonian University).
Podobne połączenia tworzą nazwy szkół. Nie łączą się z przedimkami, gdy nawiązują do miejsca (Oakham School, Craigerne Residential School). Zwykle nazw nie poprzedza the, jeśli jest nawiązanie do osoby (Douglas Ewart High School), choć tego typu nazwy w języku potocznym często są skracane do krótszych form z przedimkiem jak np. the Douglas Ewart. Czasami jednak The (pisane dużą literą) jest częścią oficjalnej nazwy szkoły niezależnie od powyższych reguł, np. The Mary Erskine School. Przedimek występuje w wielu nazwach tworzących konstrukcje z of, np. the Glasgow School of Art, the Mackintosh School of Architecture. Przedimek pojawia się także w konstrukcjach z przymiotnikiem lub rzeczownikiem wskazującym na dziedzinę nauczania, np. the Medical School at the University of Leicester, the London Business School.
Nazwy brytyjskich galerii są używane bez przedimka, jeśli nawiązują do miejsca (Brighton Art Gallery), ale z przedimkiem, jeśli użyta jest nazwa osobowa bez dopełniacza saksońskiego (the Courtauld Gallery), tytuł królewski w dopełniaczu saksońskim (the Queen’s Gallery), przymiotnik (the National Gallery). Amerykańskie galerie mogą być używane zarówno z, jak i bez przedimka ([the] Vancouver Art Gallery), a zagraniczne – z przedimkiem (the Louvre, the Tretyakov Art Gallery).
Słowo hall (hala, sala, gmach) jest używane bez przedimka, jeśli w nazwie występuje dopełniacz saksoński (Fishmongers’ Hall), nazwa nawiązuje do miejsca (Westminister Hall) lub oprócz nawiązania do miejsca występuje też przymiotnik lub inny rzeczownik (Westminister Central Hall, Belfast City Hall). Przedimek the występuje wtedy, gdy nazwa nawiązuje do osoby (the Usher Hall), ma w nazwie wyłącznie przymiotnik  lub przymiotnik i osobę (the Royal Albert Hall), a także rzeczownik z poprzedzającym go przymiotnikiem lub bez (the Assembly Hall, the Royal Festival Hall; ale wyjątki bez przedimka: Toynbee Hall, Carnegie Hall). W zagranicznych nazwach tego typu dominują połączenia z przedimkiem.
Muzea poprzedzone wyłącznie nazwą miejsca występują bez przedimka, np. Brighton Museum & Art Gallery. W innych przypadkach używa się przedimka, np. the J. Paul Getty Museum, the Archaeological Museum, the British Museum.
Nazw brytyjskich pałaców używa się bez przedimków, jeśli nawiązują do nazwy miejsca, osoby, rodu, np. Buckingham Palace, Whitehall Palace. Przedimek określony jest jednak używany, kiedy występuje wyrażenie z of lub przymiotnik, np. the Palace of Whitehall, the Crystal Palace. Nazwy pałaców zagranicznych zwykle poprzedza przedimek.
Nazwa dworca pochodząca od miejsca, gdzie się on znajduje, używana jest bez przedimka, np. arrive at Kirkcaldy station. Jeśli jednak pochodzi od kierunku, w którym odbywają się połączenia, wówczas przedimek powinien być użyty, np. the Finland Station in St. Petersburg → Dworzec Fiński w Petersburgu. Nazwy zawierające rzeczownik lub przymiotnik używane są z przedimkiem, np. the Union Station, the Central Station. Nazwy z obcojęzycznym słowem „dworzec” są używane z przedimkiem, np. the Gare du Nord.
Przedimek określony występuje zwykle przed nazwami:
- tuneli[235], np. the Channel Tunnel → Eurotunel, the Simplon Tunnel
- łuków[247], np. the Wellington Arch, the Arc de Triomphe in Paris.
- budynków i gmachów[248], np. the Empire State Building, the Colosseum, the Kremlin, the Taj Mahal, the Parthenon.
- bram, np. the Lion Gate → Lwia Brama, choć nazwy bram brytyjskich występują na ogół bez przedimków, np. Ludgate[249].
- hoteli (gdy nazwa pochodzi od osoby, zawiera przymiotnik bądź pochodzi od miejsca), np. at the Hilton, the North British Hotel; ale nazwy pochodzące od osoby z dopełniaczem saksońskim nie łączą się z przedimkiem, np. at Claridge’s[250].
- instytutów, np. the Institute of International Business, the Imperial Institute[251]
- meczetów, np. the Suleymaniye Mosque[252]
- pomników, np. The Nicolaus Copernicus Monument in Warsaw is one of the Polish capital's notable landmarks. Jeśli jednak nie da się z kontekstu wywnioskować, o jaki dokładnie pomnik chodzi, to używa się przedimka nieokreślonego a monument pisze się małą literą, np. There’s a monument to Nicolaus Copernicus in the city centre. → W centrum miasta stoi [jakiś] pomnik Mikołaja Kopernika[253].
- oper, np. at the Sydney Opera House, at La Scala (włoski rodzajnik la zastępuje angielski przedimek)[254].
- sanktuariów i świątyń, np. the sanctuary of Dionysus, the Temple of the Sun, the Shrine of the Double Axes at Knossos. Jeśli jednak nazwa związana jest z miejscem, jak w przypadku wielu japońskich świątyni, to zwykle pomija się przedimek, np. Zojoji Temple[255].
- wież, np. the Tower of London, the Eiffel Tower, the Clock Tower, the Chinese Tower in Munich[256].
- teatrów, np. at the Olivier [Theatre],  the King's Theatre, the St. James Theatre, the Colosseum, the New Theatre, the National Film Theatre. W rzadkich przypadkach nazw brytyjskich teatrów przedimek pomija się, jeśli nazwa pochodzi od miejsca (np. Hampstead Theatre), osoby nieutytułowanej lub nie będącej świętą użytej w dopełniaczu saksońskim (np. Wyndham's Theatre)[257].

Przedimek zerowy występuje zwykle przed nazwami:
- opactw, zwłaszcza w Wielkiej Brytanii, gdzie ich nazwy prawie zawsze nawiązują do miejsca, np. James I brought Mary's remains to Westminster Abbey in 1612. Inne nazwy, w których pojawiają się rzeczowniki pospolite, mogą być używane z przedimkiem określonym[258], np. the Dormition Abbey.
- akademii, jeśli ich nazwa nawiązuje do miejsca lub osoby, np. at Neale-Wade Academy. Przedimek pojawia się, jeśli występuje w nazwie przymiotnik lub wyrażenie z of[259], np. the Royal Academy of Arts, the British Academy, the Polish Academy of Science.
- lotnisk[247], np. at Heathrow, at Manchester Airport.
- alei[260], np. Fifth Avenue, Jerusalem Avenue → Aleje Jerozolimskie. Przedimek pojawia się jednak czasem w obcych nazwach, np. (the) Nevsky Prospect. Zwykle pojawia się, jeśli w obcym języku, z którego zaczerpnięto nazwę, występują przedimki, np. the Champs Elyseées, the Avenue de l’Opéra.
- mostów[261], np. London Bridge, Tower Bridge. Przedimek występuje jednak przy pewnych nazwach nawiązujących do miejsca (the Kincardine Bridge), tworzących wyrażenia z of, pochodzących od nazwy rzeki, nad którą przebiega (the Forth Bridge) czy występujących w krajach nieanglojęzycznych (the Puente de Piedra).
- zamków, jeśli nazwa pochodzi od miejsca lub występuje po słowie castle, np. Edinburgh Castle, Castle Howard. Przedimek występuje jednak, kiedy nazwa tworzy wyrażenie z of lub zawiera przymiotnik[262], np. the Castle of Mey, the Royal Castle in Warsaw.
- katedr, zwłaszcza kiedy w nazwie pojawia się imię świętego lub miejsce, np. Saint Mark's Cathedral, Lincoln Cathedral → Katedra w Lincoln. Przedimek the pojawia się jednak czasem w nazwach zagranicznych katedr, gdy występuje wyrażenie z of, przymiotnik lub imię świętego bez słowa saint (święty), np. the Peter and Paul Cathedral → Sobór Pietropawłowski[263]
- cmentarzy, zwłaszcza brytyjskich, które noszą nazwę pochodzącą od nazwy miejsca, np. Brookwood Cemetery.
- ogrodów zoologicznych, zwłaszcza, jeśli ich nazwa pochodzi od nazwy miejsca, np. Blackpool Zoo. Przedimek występuje jednak, jeśli w nazwie pojawia się przymiotnik, np. the Jerusalem Biblical Zoo[264].
- kolumn, jeśli upamiętniona osoba występuje w dopełniaczu saksońskim, np. Trajan's Column is a Roman triumphal column in Rome; Sigismund's Column → Kolumna Zygmunta[265].
- dzielnic, jeśli samo słowo dzielnica (district, quartier) jest pominięte, np. in Newington, ale: in the Latin Quartier → w Dzielnicy Łacińskiej[266].
- domów (houses) w Wielkiej Brytanii, których nazwa pochodzi od osoby czy rodziny lub wiąże się z jego funkcją, np. Burghley House, Transport House. Zagraniczne nazwy tego typu bywają łączone z przedimkami, np. the House of Sphinxes at Mycenae[267].
- brytyjskich parków, których nazwa pochodzi od miejsca, osoby lub rodu, np. Victoria Park. Podobne zasady często stosuje się do parków z krajów słowiańskich, np. in Gorky Park. Nazwy zawierające przymiotniki stosuje się z przedimkiem, np. the Municipal Park; podobnie nazwy wielu zagranicznych parków, np. the Keukenhof Park[268]
- placów, w których występuje angielskie słowo place lub square, np. Trafalgar Square, in George Square, in Moray Place. W przypadku nazw zagranicznych mają one tendencję do łączenia się z przedimkami, jeśli występują one w oryginalnym języku, np. in the Plaza de España, Red Square, St. Peter’s Square[269].
- ulic, np. London Street; wyjątki: (the) Strand, the High Street, the Street of the Fishing Cat. Obcojęzyczne nazwy ulic używane są z przedimkami lub bez w dość niekonsekwentny sposób, ale zwykle pojawiają się przy nazwach francuskich, niemieckich i włoskich, np. at the corner of the rue de Richelieu, the Via Appia. Polskie nazwy ulic używane są bez przedimka (np. Piotrkowska Street), nawet jeśli pozostawia się w tłumaczeniu słowo „ulica”, np. in ulica Piwna[270].

Nazwy własne mogą czasami zawierać przedimek określony jako część nazwy. Cała taka nazwa funkcjonuje jako pewna jednostka, w związku z czym nie można w niej tego przedimka pominąć, zmienić czy oddzielić. Przykładem takiej nazwy jest The Hague – nie można w niej oddzielić the i utworzyć wyrażenia typu: the beautiful Hague.

#### Nazwy pochodne utworzone od nazw własnych

##### Nazwy pochodne z przyłączeniem o postaci przymiotnikowej
Nazwy pochodne utworzone od nazw własnych topograficznych i przyłączonego przymiotnika relacyjnego zachowują przedimek używany przy nazwie podstawowej. Dlatego bez przedimka używa się: medieval Europe → średniowieczna Europa, Lower Egypt → Dolny Egipt, ancient Rome → starożytny Rzym; natomiast z przedimkiem określonym: the polluted Nile → zanieczyszczony Nil. Nazwy własne są używane bez przedimka, kiedy przyłączony przymiotnik ma charakter rozwijający i oznacza pewną stałą charakterystyczną cechę danego przedmiotu lub osoby, a w dodatku wyraża emocjonalny stosunek mówiącego. Szczególnie często używane są w taki sposób przymiotniki typu dear, little, poor, sweet, lazy, np. I was born in crowded, noisy London. → Urodziłem się w zatłoczonym, głośnym Londynie. Poor innocent Mary was framed for theft. → Biedna niewinna Marysia była wrobiona w kradzież. Nazwa bez odcienia emocjonalnego wymaga użycia przedimka określonego. W związku z tym możliwe są czasem oba rozwiązania, np. (the) immortal Shakespeare → nieśmiertelny Szekspir. The clever Harry had the ability to persuade his friends. → Sprytny Harry miał umiejętność przekonywania swoich kolegów. I returned to the dying Paul. → Wróciłem do umierającego Paula.
Nazwy pochodne, która mają wartość jednostkową (poza tymi tworzonymi przez przymiotniki relacyjne) wymagają przedimka określonego. Porównaj: a Jagiellonian → [jakiś] przedstawiciel dynastii Jagiellonów, the first Jagiellonian → pierwszy z dynastii Jagiellonów; Oedipus → Edyp, the legendary Oedipus → legendarny Edyp. Stevenson could have told the story using just one name: the nice Mr Hyde and the terrible Mr Hyde. → Stevenson mógł opowiedzieć historię, używając tylko jedynego imienia: miłego pana Hyde’a i strasznego pana Hyde’a.
Nazwy pochodne pochodzące od nazw własnych wymagają użycia przedimka nieokreślonego, jeśli nie wyznaczają ściśle jednostkowych osób lub przedmiotów. Zwykle chodzi o przymiotniki o charakterze oceniającym lub przymiotniki opisujące cechy tymczasowe, często nieoczekiwane, albo też odnoszące się do cech hipotetycznych. Przykłady: Let’s build a new France. → Zbudujmy nową Francję. A weakened Crete was left open to the mercy of Dorian warriors, and in due course was thoroughly hellenized. → Osłabiona Kreta stanęła otworem przed doryckimi wojownikami i w stosownym czasie uległa pełnej hellenizacji. A tired and skinny Santa Claus ambled by, looking for children to take cheap gifts from his bag. → Zmęczony i wychudzony Mikołaj przechadzał się, szukając dzieci, by wzięły tanie podarunki z jego wora.

##### Nazwy pochodne z przyłączeniem o postaci zdania względnego
Nazwy pochodne zawierające zdanie względne rozwijające nie powodują zmiany przedimka nazwy podstawowej, np. Copernicus, who had studied both at Cracow and at Padua, established that the Sun is the center of our universe. → Kopernik, który studiował zarówno w Krakowie, jak i w Padwie, ustalił, że Słońce jest centrum naszego wszechświata.
Nazwy pochodne zawierające zdanie względne ograniczające przeważnie wymagają przedimka określonego, np. All these reminded me of the Spain I had loved so much as a child. → Wszystko to przypomniało mi Hiszpanię, którą tak kochałem jako dziecko. His great smile was the same, but he wasn't the John she remembered. → Jego wspaniały uśmiech był taki sami, ale nie był to ten John, którego pamiętała.

#### Skrótowce oraz nazwy organizacji i firm
Jeśli skrótowiec czyta się w taki sposób, że wymawia się poszczególne litery, które go tworzą, to stosuje się przedimek określony the. Zwykle w taki sposób tworzy się skróty od nazw organizacji, które w pełnej nazwie też łączą się z the, np. the UN /ðə juː en/ (the United Nations → ONZ), the EU /ði iː juː/ (the European Union), the BBC /ðə biː biː siː/ (the British Broadcasting Corporation), the FBI /ði ef biː aɪ/ (the Federal Bureau of Investigation).
Jeżeli jednak skrótowiec wymawia się tak jakby tworzył słowo, to nie używa się przedimka. Do nazw tego typu należy UNICEF /ˈjuːnɪsef/, NATO /ˈneɪtəʊ/, OPEC /ˈəʊpek/, NASA /ˈnæsə/, AIDS /eɪdz/.
Z udziałem takich skrótów można tworzyć nazwy złożone, gdzie przedimek odnosi się do drugiego członu, np. a KGB agent → agent KGB, the NATO summit → szczyt NATO. Skróty oznaczające osoby i przedmioty mają przedimki funkcjonujące tak jak przy nazwach ogólnych, np. a VIP /viː aɪ piː/, a GI /dʒiː aɪ/ → żołnierz armii amerykańskiej, an MP /em piː/ → poseł, a CD /siː diː/, a UFO /juː ef əʊ/.
Nazwy firm, przedsiębiorstw zwykle nie łączą się z przedimkami, nawet jeśli ta nazwa jest skrótem wymawianym jako oddzielne litery, np. BP /biː piː/ (British Petroleum). Przedimek the pojawia się jednak, jeśli w nazwie występuje słowo company, np. General Electric ale: the General Electric Company.

### Nazwy wielorzeczownikowe
W nazwach wielorzeczownikowych nazwa uzupełniana, stanowiąca podstawę ich tworzenia jest składnikiem głównym, a pozostałe nazwy to nazwy uzupełniające, czyli składniki poboczne. Przykładowo w wyrażeniu the collapse of the Soviet Union → upadek Związku Radzieckiego składnikiem głównym jest the collapse, a uzupełniającym – the Soviet Union. Jednocześnie można wyróżnić przedimek główny, towarzyszący całej nazwie złożonej (a nie samemu składnikowi głównemu), oraz przedimek poboczny (lub przedimki poboczne) zespolony z nazwami uzupełniającymi.
Wybór przedimka pobocznego związany jest ze znaczeniem nazwy uzupełniającej i jeśli nazwą tą jest nazwa jednorzeczownikowa, to obowiązują standardowe zasady użycia. Wybór składnika głównego determinuje nazwa jako całość, zatem jest uzgadniany z łącznym znaczeniem składnika głównego i pobocznego (pobocznych) oraz z kontekstem zdaniowym.

#### Nazwy wielorzeczownikowe jednostkowe
Nazwy dwurzeczownikowe jednostkowe to nazwy oznaczające zdarzenia, w których ta sama osoba lub przedmiot może uczestniczyć tylko raz, albo nazwy oznaczające stosunki jednoznaczne. Przykładowo ze zdania: God created the world można utworzyć nazwę the creation of the world. Określony jest w takich zdaniach stosunek nazw, tu: stosunek stworzenia między Bogiem a światem. Odwołanie jest tylko do jednego autora i jednostkowego zdarzenia. Bram Stoker wrote the novel ‘Dracula’ – the author of the novel ‘Dracula’ (stosunek autorstwa). Sophroniscus fathered Socrates – the father of Socrates / Socrates’ father. Do innych nazw tego typu należą: the founding of Constantinople, the capital of Germany, the interior of the island, the invention of printing.
W języku angielskim nazwy tego typu wymagają zastosowania przedimka określonego jako głównego z wyjątkiem następujących przypadków, kiedy użyty jest przedimek zerowy:
- nazwa główna jest nazwą imiesłowową, np. killing Claudius, destroying the Vandal Kingdom[279] (chyba że występuje przyimek of, np. The killing of seals is forbidden)[280]
- nazwa poboczna zastąpiona jest zaimkiem dzierżawczym, np. the name of the boy – his name[279]
- nazwa poboczna sama nie wymaga użycia przedimka i ma postać dopełniacza saksońskiego, np. Attila’s death, Germany's capital city[279][281].

Nazwa poboczna wymagająca użycia przedimka określonego, użyta w formie dopełniacza saksońskiego, powoduje zachowanie tego przedimka jako przedimka głównego, np. the boss’s car, the train’s arrival. Porównaj też: the love of God → Boża miłość (pochodząca od Boga), love of God → miłowanie Boga (miłość odczuwana w stosunku do Boga).

#### Nazwy wielorzeczownikowe z nazwą ogólną jako składnikiem pobocznym

##### Nazwy wielorzeczownikowe w liczbie pojedynczej z nazwą ogólną jako składnikiem pobocznym
Złożone nazwy ogólne w liczbie pojedynczej z nazwą jednoznaczną lub jednokrotną jako składnikiem głównym oraz nazwą ogólną jako składnikiem pobocznym wymagają przedimka określonego jako głównego. W składniku pobocznym występuje przedimek zgodny ze standardowymi regułami jego użycia dla nazw jednorzeczownikowych ogólnych. Przykłady: the father of a philosopher → ojciec [pewnego] filozofa, the capital of a European country → stolica [jednego z] europejskich krajów; The discovery of a body started a murder inquiry. → Znalezienie [jakiegoś] ciała spowodowało wszczęcie dochodzenia w sprawie morderstwa.
Wyrażenia z of są bardziej ograniczające niż wyrażenia z innymi przyimkami. Konieczny jest w związku z tym przedimek określony w zdaniu: She adores the glass of Venice, ale fakultatywny w zdaniu: She adores (the) glass from Venice. W zdaniu: We came to the bank of a river, mimo użycia przedimka określonego, nie jest jasne, o który brzeg rzeki chodzi (prawy czy lewy).
Nazwa poboczna może też być w formie dopełniacza saksońskiego, co powoduje pominięcie przedimka głównego, np. a philosopher’s father → ojciec pewnego filozofa, a king’s rule → rządy pewnego króla. Takich form zwykle używa się w intencji ogólnej, ale możliwe jest też ich użycie z intencją szczegółową.
W przypadku nazw wieloznacznych lub wielokrotnych użytych jako składnik główny i nazw o intensji zupełnej (jednoznaczność wyznaczonego zbioru) użytych jako składnik poboczny, stosuje się przedimek główny nieokreślony, np. a photograph of Elvis Presley → fotograf Elvisa Presleya, an attack on the city → atak na [to konkretne] miasto, a large part of the European continent → duża część kontynentu europejskiego.
Jeśli intensja jest niezupełna (niejednoznaczność wyznaczonego zbioru), to nazwy mogą mieć przedimek poboczny nieokreślony, a główny – określony, np. the portait of a young man → portret [jakiegoś] młodego mężczyzny, the nephew of an old friend of mine. Suddenly I heard the sound of a knife being sharpened. → Nagle usłyszałem dźwięk noża w trakcie ostrzenia.
Takie nazwy mogą mieć też składnik poboczny w formie dopełniacza saksońskiego z przedimkiem nieokreślonym, co wyklucza obecność przedimka głównego, np. He could hear the bark of a dog and a baby’s cry. → Słyszał szczekanie [jakiegoś] psa i płacz [jakiegoś] dziecka. Mogą być używane w zdaniach szczegółowych i ogólnych.
Jeśli składnikami tego typu nazw są nazwy złożone, to przedimek nieokreślony może być użyty zarówno jaki główny, jak i poboczny. Przykłady: a nineteenth-century drawing of a girl with loose hair → dziewiętnastowieczny rysunek dziewczynki w rozpuszczonych włosach; In the street there was a statue of a man on horseback. → Na ulicy był posąg mężczyzny na koniu. They made him look like a woman... or like a parody of a woman. Składnik poboczny może też występować bez przedimka zgodnie z zasadami jego użycia w nazwach ogólnych jednorzeczownikowych, np. a cause of unemployment → przyczyna bezrobocia, a student of history → student historii, a matter of opinion → kwestia opinii.
Złożone nazwy ogólne w liczbie pojedynczej z wieloznaczną lub wielokrotną nazwą jako składnikiem głównym i składnikiem pobocznym o intensji niezupełnej w liczbie mnogiej nie mają przedimka pobocznego, a przedimkiem głównym jest przedimek nieokreślony. Przykłady: She was an avid reader of historical novels. → Była zapalonym czytelnikiem powieści historycznych. Suddenly I heard a barking of dogs. → Nagle usłyszałem szczekanie psów. The truck stopped with a screech of brakes. → Ciężarówka zatrzymała się z piskiem hamulców.
Złożone nieprzedmiotowe nazwy ogólne w liczbie pojedynczej z nazwą niedokonaną nieciągłą jako składnikiem głównym oraz składnikiem pobocznym w liczbie mnogiej użytym z intencją ogólną nie mają pobocznego przedimka i wymagają określonego przedimka głównego. Wyjątkiem są nazwy o składniku głównym imiesłowowym, gdzie oba składniki nie są poprzedzone przedimkiem. Przykładem są nazwy typu: the destruction of buildings, destroying buildings → burzenie budynków. Zestawić je można z nazwami dokonanymi używanymi z intencją ogólną lub szczegółową według schematu z poprzedniego akapitu: a destruction of buildings → zburzenie budynków.
Inne przykłady: The sale of deadbolt locks went up 50% after publishing the advertisement. → Sprzedaż zamków ryglowych wzrosła o 50% po opublikowaniu reklamy. The loudest noise in the city is the barking of dogs. → Największy hałas w [tym] mieście to szczekanie psów. Przykład z imiesłowem: Selling illegal drugs must be punished. → Sprzedawanie narkotyków musi być karane.

##### Nazwy wielorzeczownikowe w liczbie mnogiej z nazwą ogólną jako składnikiem pobocznym
Złożone nazwy ogólne w liczbie mnogiej z nazwą wieloznaczną lub wielokrotną o intensji zupełnej (oznaczającą zbiór całkowity) jako składnikiem głównym i składnikiem pobocznym o intensji zupełnej w liczbie pojedynczej wymagają przedimka głównego określonego. Przedimek poboczny jest zgodny ze standardowymi regułami jego użycia dla nazw jednorzeczownikowych ogólnych. Nazwy z dopełniaczem saksońskim nie mają przedimka głównego. Stanowią one odpowiedniki następujących nazw w liczbie pojedynczej: a photograph of Elvis Presley → the photographs of Elvis Presley, an inhabitant of the city → the inhabitants of the city. The girl’s intentions were good. Jeśli składnikiem głównym tego typu zdań jest nazwa o intensji niezupełnej, wówczas pomija się przedimek główny. Zachodzi wtedy przekształcenie: an inhabitant of the city → inhabitants of the city. Przykłady: Images of Marilyn Monroe gradually invaded my mind.
Jeśli składnikiem głównym jest nazwa ogólna w liczbie mnogiej wyznaczająca zbiór jednoznacznie (o intensji zupełnej), a składnik poboczny to nazwa ogólna w liczbie pojedynczej o intensji niezupełnej, to przedimek główny jest określony, a poboczny nieokreślony lub zerowy. Zachodzi przemiana typu: the/an inhabitant of a city → the inhabitants of a city. Wyjątkiem są nazwy z dopełniaczem saksońskim. Przykład: The governors of an ideal society are entitled to stand above the law. → Zarządcy idealnym społeczeństwem są upoważnieni do stawiania się ponad prawem. I am at liberty to investigate a client’s private affairs. → Mam prawo zbadać prywatne sprawy [dowolnego] klienta.
Jeśli składnikiem pobocznym tego typu zdań jest nazwa w liczbie mnogiej lub szereg składników w liczbie pojedynczej o intensji zupełnej, to w użyciu szczegółowym występują przy obu składnikach przedimki określone. Przykłady: the successors of the apostles → następcy apostołów; What about the families of the victims? → Co z rodzinami ofiar? Kiedy chodzi o użycie ogólne, pomija się przedimek poboczny (przemiana a reader of newspapers → the readers of newspapers). Przykład: Statues, inscriptions, memorial stones, the names of streets – anything that might throw light upon the past had been systematically altered. → Pomniki, napisy, tablice pamiątkowe, nazwy ulic – wszystko, co mogło rzucić światło na przeszłość, skrupulatnie zmieniono.
Tworzy się także nazwy w liczbie mnogiej o intensji zupełnej z nazwą poboczną w liczbie mnogiej o intensji niezupełnej w użyciu szczegółowym. Przy obu składnikach występują wtedy przedimki zerowe. Przykłady: There were boxes of photographs of forgotten Party apparatchiks. The whole street around him was filled with woman’s desperate shriecks. → Cała ulica wokół niego zaskowyczała rozpaczliwymi kobiecymi głosami. The walls were hung with faded old prints of famous paintings.

##### Nazwy wielorzeczownikowe z nazwą niepoliczalną jako składnikiem głównym
Nazwy złożone, których składnikiem głównym jest nazwa nieprzedmiotowa niepoliczalna wymagają przedimka określonego jako głównego. Nazwa główna musi być jednak nazwą rzeczownikową sensu stricto, a nazwa poboczna nie może mieć postaci dopełniacza saksońskiego. W przypadkach, kiedy głównej nazwie rzeczownikowej sensu stricto towarzyszy uzupełnienie w postaci dopełniacza saksońskiego, lub na ogół kiedy składnikiem głównym jest nazwa imiesłowowa (gerund), to występuje przedimek główny zerowy. Nazwy takie powstają w następujący sposób: Life is simple. → The simplicity of life. Przedimek nazw pobocznych jest zgodny ze standardowymi regułami zastosowania przedimka dla nazw ogólnych. W przypadku nazw imiesłowowych należy mieć na uwadze, że nazwy imiesłowowe mogą być morfologicznie tożsame z nazwami rzeczownikowymi, np. painting. Przykłady: The dome represented the false pride of man, compared to the true humility of Christ’s crib at Bethlehem. It isn’t pleasant to surrender the hegemony of a nation which is still wild and primitive. No one in communist society escapes the tyranny of the inconvertible currency. Jane’s happiness. A sailor’s existence was dreaful; the guaranteeing of the safety of the papal legates.
Przykłady nazw imiesłowowych: Painting a horse is difficult. → Malowanie konia jest trudne. Knowing Polish helps in learning Russian. → Znajomość polskiego pomaga w nauce rosyjskiego. Przedimek określony przed takimi nazwami pojawia się jednak, kiedy występują różne agensy. Porównaj: She devoted herself to writing books. → Poświęciła się pisaniu książek (ona poświęciła się i ona pisała). I look forward to the coming of spring. → Wyczekuję nadejścia wiosny (ja wyczekuję, wiosna nadchodzi). In the course of the 19th century the monarchy became less actively involved in the running of the library.
Istnieją pewne odstępstwa od powyższych reguł odnośnie do użycia przedimka głównego w nazwach pełniących pewne funkcje składniowe. W funkcjach okolicznikowych, zwłaszcza z użyciem przyimka in, z reguły pomija się przedimek główny, np. She fled China in fear of her life. Uciekła z Chin z obawy o swoje życie. ‘You are unjust to her,’ said the Advocate, without adding anything more in defence of his nurse. → Nie doceniasz jej – powiedział adwokat, nie wdając się już w obronę pielęgniarki. Nierzadko pomija się przedimek główny w funkcjach innych okoliczników, zwłaszcza okolicznika przyczyny, np. Judy did it out of envy of his talents. Pomijanie przedimka głównego jest też możliwe w podmiocie zdań ogólnych, także o charakterze quasi definicyjnym. Sprzyja temu występowanie uzupełnienia z przedimkiem zerowym, np. Fear of freedom is nothing more than fear of the void. → Strach przed wolnością nie jest niczym innym niż strachem przed pustką. Dislike of another's work is a deep source of enmity in artists. → Niechęć do czyjejś pracy jest niezgłębionym źródłem wrogości u artystów.
Składnik poboczny w nazwach wielorzeczownikowych z nazwą niepoliczalną zawierającą przyimek of może nie mieć charakteru ograniczającego i tworzyć wyrażenia bez przedimka, np. peace of mind → spokój ducha (ale: the Peace of Westphalia → pokój westfalski). Porównaj też: They demand freedom of speech. → Domagają się wolności słowa. They demand the freedom of university life.

#### Inne nazwy wielorzeczownikowe
Nazwy mogą składać się z wielu rzeczowników, które nie są połączone przyimkiem of ani dopełniaczem saksońskim. W tego typu nazwach przed rzeczownikiem głównym mogą stać inne rzeczowniki pełniące funkcję przydawki rzeczownej. Rzeczowniki pełniące tę funkcję nie wpływają na wybór przedimka przed nazwą. Przykładowo w nazwie a meat and vegetable stew → potrawka z mięsa i warzyw słowa meat i vegetable pełnią rolę przydawki rzeczownej, a rzeczownikiem głównym jest słowo stew i to do niego odnosi się przedimek nieokreślony a na początku nazwy.  Często w takich funkcjach występują nazwy własne, np. We were pumping Thames water to the City. → Pompowaliśmy wodę z Tamizy do stolicy.

### Nazwy pełniące funkcje orzeczeniowe

#### Orzecznik
Można wyróżnić dwie funkcje orzeczeniowe w zależności od tego, czy nazwa odnosi się do podmiotu, czy do dopełnienia. Pierwsza z nich to funkcja orzecznika (subject complement). Nazwy pełniące taką funkcję występują w połączeniu z czasownikami. Najczęściej jest to łącznik be i jego wymienniki: become, get, go, turn, seem, appear, feel, look, remain, a także ich wymienniki w stronie biernej takie jak: be considered, be thought, be recognized, be elected, be appointed, be named, be crowned, be made. Poza tym należą do nich czasowniki takie jak stay, sit, fall, die. Druga funkcja to rola dopełnienia orzekającego (object complement). Pełnią ją nazwy w połączeniu z czasownikami przechodnimi w stronie czynnej (które stanowią odpowiedniki tych wymienionych powyżej w konstrukcjach w stronie biernej), tj. przykładowo consider, think, recognize, elect, appoint, name, make. Porównaj: He was considered a hero (orzecznik). They considered him a hero (dopełnienie orzekające).

##### Nazwy jednostkowe w orzeczniku
Nazwy jednostkowe, zarówno podstawowe, jak i pochodne, pełniące funkcje orzecznika wymagają użycia przedimka określonego, np. The ostrich is the fastest two-legged animal in the world. → Struś jest najszybszym dwunożnym zwierzęciem na świecie. He is the winner of the competition. Loneliness is the only thing that terrifies me. → Samotność jest jedyną rzeczą, która mnie przeraża. Wyjątki względem użycia przedimka ze zbioru nazw jednostkowych obowiązują także wtedy, kiedy występują jako orzeczniki, np. Hell is heaven seen from the other side. → Piekło jest niebem widzianym z drugiej strony.

##### Nazwy policzalne bezkontekstowe w orzeczniku
Bezkontekstowe nazwy policzalne, podstawowe i pochodne w funkcji orzecznika wymagają w liczbie pojedynczej przedimka nieokreślonego zarówno w zdaniach szczegółowych, jak i ogólnych. Przykłady: I’m a specialist in marketing. → Jestem specjalistą w [dziedzinie] marketingu. You are a traitor! → Jesteś zdrajcą! She’s just become a mother. → Została właśnie matką. In truth, he proved a better lawyer than he was expected. → W rzeczywistości okazał się być lepszym prawnikiem niż się tego spodziewano. Do I look like a harlot? → Czy wyglądam jak nierządnica? It's a story that would make a great film. → To historia, która nadawałaby się na świetny film. Every human being is both a body and a mind. → Każdy człowiek jest zarówno ciałem, jak i umysłem. A dog is a man's best friend. → Pies jest najlepszym przyjacielem człowieka.
Istnieją jednak pewne odstępstwa od powyższej reguły. Przedimek określony może być użyty dla szczególnego wyróżnienia osoby lub przedmiotu, uznanie go za najlepszy lub najważniejszy i w tym sensie jedyny w danym odniesieniu. Może być użyty również wtedy, gdy uznaje się, że taka osoba lub przedmiot reprezentuje najbardziej typowe dla danej kategorii cechy, np. She is the perfect girl. → Ona jest doskonałą dziewczyną. He is the man in my life. → On jest mężczyzną mojego życia. But I am the prosecutor. I must defend the law. → Ale ja jestem prokuratorem. Ja muszę strzec prawa. Przy określaniu narodowości przedimek nieokreślony wskazuje na bycie jedynym z przedstawicieli danej narodowości, natomiast przedimek zerowy – mówi bezpośrednio o tej przynależności i tej formy używa się zwykle w porównaniach. Porównaj: He is an American. He is American. He is American, not English.
Przedimek nieokreślony pomija się w zestawieniu z pewnymi czasownikami jak turn, be called, np. But from that moment onward, he turned traitor. → Ale od tego momentu stał się zdrajcą. ale: He turned a dangerous traitor. Pomijany jest również w zdaniach z wyrażeniami gradacyjnymi takimi jak: enough, more, less, np. I am more coxcomb than fool. → Jestem bardziej pyszałkiem niż głupcem. I’m not writer enough to ever bring it off. → Nie jestem na tyle [dobrym] pisarzem, żeby temu kiedykolwiek podołać. Nie pomija się go jednak w konstrukcjach z of, np. This is becoming more and more of a problem. → To staje się coraz bardziej problemem. W zdaniach z zaprzeczeniem z no, również pomija się przedimek nieokreślony. Porównaj: I am not a robot. → Nie jestem robotem. I am no robot. → Nie jestem żadnym robotem.
W niektórych wyrażeniach zawierających orzeczenia peryfrastyczne występuje przedimek nieokreślony: have a look, take a walk, give a smile, give a push, make a call. W innych natomiast nie występuje przedimek: make use, make sense, catch sight of. Nie występuje w tym względzie żadna regularność.
Bezkontekstowe nazwy policzalne, podstawowe i pochodne w funkcji orzecznika wymagają w liczbie mnogiej pominięcia przedimka, np. Humans, dogs and cats are all mammals. → Ludzie, psy i koty, wszystko to są ssaki. Women are liars. → Kobiety są kłamczuchami.

##### Nazwy policzalne kontekstowe w orzeczniku
Nazwy ogólne policzalne w liczbie pojedynczej w orzeczniku wymagają przedimka określonego, kiedy  odsyłają do kontekstu, z którym wyznaczają pojedyncze osoby lub przedmioty (pełnią funkcję anaforyczną). Jeśli przykładowo z hotelu zniknęła biżuteria, to jasny jest kontekst w zdaniu: There is no doubt that Smith was the thief. → Nie ma wątpliwości że Smith był tym złodziejem. Jeśli utworzono nowy dział w firmie i o nim akurat jest mowa, to kiedy rozmówca powie: I’m the director to jasne jest, że chce powiedzieć, że to on jest jego dyrektorem.
Z drugiej strony nazwy ogólne policzalne w liczbie pojedynczej w orzeczniku wymagają przedimka zerowego, kiedy odsyłają do poszczególnych osób lub przedmiotów na zasadzie redukcji nazw jednostkowych złożonych, których używa się bez przedimka. Zachowana zostaje więc jednostkowa treść. Przykłady: He was secretary to Lord Beaverbrook → He was secretary. Był sekretarzem [lorda Beaverbrooka]. He was a secretary. → Był sekretarzem (tym zajmował się zawodowo, nie ma kontekstu, z którego można by wywnioskować, czyim był sekretarzem). He was heir to a vast fortune from the Swedish firm Anka. → Jest spadkobiercą ogromnej fortuny szwedzkiej firmy Anka. He was heir. → Był spadkobiercą [tej fortuny] John Paul I was pope for only 33 days. → Jan Paweł I był papieżem przez zaledwie 33 dni. Porównaj też: He was engaged as chemist. → Został zatrudniony jako chemik (i jest tam tylko jedno takie stanowisko). He was engaged as a chemist (jest tam więcej takich stanowisk, a on jest jednym z chemików). He is a lecturer (zajęcie) at the University of Leeds; he’ll be professor (tytuł, ranga) before long. → Jest wykładowcą na Uniwersytecie w Leeds; wkrótce będzie profesorem. Jeśli występuje przymiotnik w stopniu najwyższym, to the jest zachowane, np. He became the youngest-ever curator of mammals at the zoo.
Na podobnej zasadzie orzeczniki w stronie biernej w konstrukcjach typu: be elected, be appointed, be named nie wymagają na ogół przedimka. Chodzi zwykle bowiem o konkretne, jednostkowe stanowisko w jakiejś organizacji, np. Elizabeth was crowned queen in 1953 (Queen of England). → Elżbieta została koronowana na królową w 1953 r. Ronald Reagan was elected President in 1980 (President of the United States). → Ronald Reagan został wybrany na prezydenta w 1980 r. Przedimka nie wymagają także konstrukcje ze słowem post, position, function + as + nazwa stanowiska lub funkcji, np. in his post as hotel manager; He has taken the position of Head of Department.

##### Nazwy niepoliczalne w orzeczniku
Proste nazwy niepoliczalne w orzeczniku wymagają użycia przedimka zerowego, np. This is cotton, not linen. → To jest bawełna, nie len. Freedom is happiness. → Wolność to szczęście. Time has already become eternity. → Czas stał się już wiecznością. Nazwy pochodne rozwinięte przymiotnikami łączą się z przedimkiem nieokreślonym, kiedy oznaczają podrodzaje substancji, np. Chablis is a white wine. → Chablis jest winem białym. Hydrochloric acid is a strong acid. → Kwas solny jest kwasem mocnym. Jeśli w tych nazwach występują przymiotniki stopniowalne, to takie nazwy pochodne mogą być poprzedzone przedimkiem nieokreślonym lub zerowym.
Nazwy niepoliczalne mogą tworzyć także orzeczenia peryfrastyczne, najczęściej z czasownikami have i feel. Porównaj: He felt a disappointment. He felt disappointed. Reguły stosowania przedimków przed nazwami nieprzedmiotowymi w orzeczeniach peryfrastycznych nie są jasne. Zazwyczaj (choć nie zawsze) w przypadku nazw prostych, gdy występują z jakimiś dopełnieniami, stosuje się przedimek zerowy. Przedimek nieokreślony wykorzystuje się przede wszystkim wtedy, gdy chodzi o pewną odmianę danej cechy lub pewien stopień jej nasilenia. Przykłady: I felt (a) pity for Michael. Treating someone who doesn't have dignity as if they did have dignity does not usually lead us to act immorally. → Traktowanie kogoś, kto nie ma godności tak, jak gdyby godność miał zwykle nie prowadzi nas do postępowania w sposób niemoralny. I had a breakdown of some kind. → Miałem swego rodzaju załamanie. Przedimek określony może pojawić się w nazwach kontekstowych lub w nazwach pochodnych jednostkowych, m.in. ze stopniem najwyższym przymiotnika, np. She typically felt the most severe pain during jumping. → Zwykle odczuwała najostrzejszy ból podczas skakania.

#### Nazwy pełniące funkcję dopełnienia orzekającego
W przypadku nazw pełniących funkcję dopełnienia orzekającego, bezkontekstowe nazwy podstawowe i pochodne wymagają przedimka nieokreślonego w liczbie pojedynczej i przedimka zerowego w liczbie mnogiej, np. I'm not calling you a liar. → Nie nazywam cię kłamcą. Anyone might declare the pope a heretic according to his own whim. → Każdy może uznać papieża za heretyka wedle własnego kaprysu.
Nazwy kontekstowe powstałe z redukcji jednostkowych nazw złożonych łączą się z przedimkiem zerowym właściwym dla nazw podstawowych złożonych, np. In 1978 the conclave of cardinals elected cardinal Wojtyła pope. → W 1978 r. konklawe wybrało kardynała Wojtyłę na papieża. They chose her production manager. → Wybrali ją na kierownika produkcji. Porównaj też: They called him chief. → Nazywali go wodzem. We call the head of a tribe a chief. → Przywódcę plemienia nazywamy wodzem.

### Styl telegraficzny i tytuły
Przedimki można pominąć całkowicie, jeśli autorowi wypowiedzi zależy na szczególnym skróceniu wypowiedzi. Zastosowanie takiego skróconego, telegraficznego stylu jest możliwe w rozmaitego rodzaju nagłówkach (Boy helps police), podpisach zdjęć (mother and child), ogłoszeniach, plakatach, hasłach słownikowych, instrukcjach (np. open packet at other end zamiast please open the packet at the other end), oznakowaniach (go through door A), pozycjach na liście (take car to garage), notatkach itp.. Porównaj typowy nagłówek z gazety w telegraficznym stylu w porównaniu ze stylem normalnym: Cambodian divisions deepened by Party’s failure to condemn coup. The divisions in Cambodia have been deepened by the Party’s failure to condemn the coup. Czasami przedimki pomija się też we wtrąceniach w nawiasach.
Nazwy zespołów muzycznych mogą zawierać przedimek określony lub nie. Wybór zależy od grupy i nie obowiązują w tym względzie żadne zasady, np. Dire Straits, the Clash, Queen. Często jednak nazwy zespołów w liczbie mnogiej są poprzedzone the, np. the Rolling Stones, the Beatles, the Doors. Podobnie różnie bywa z nazwami czasopism, tytułami prasy, np. the Times, the Guardian, the Spectator ale: Vogue, National Geographic, Businessweek, Science. Możliwe jest użycie a Times w znaczeniu egzemplarz czasopisma the Times.
W przypadku tytułów filmów, utworów literackich użycie przedimka również zależy od autora dzieła. Tytuł poprzedzony przedimkiem określonym jak: The Old Man and the Sea → Stary człowiek i morze może sygnalizować istnienie starego człowieka, o którym jest to opowiadanie, może sugerować, że jest to jakieś powszechnie znane opowiadanie lub po prostu tytuł może być określony poprzez sugestię w domyśle, że to jest ta właśnie konkretna historia, którą zaraz odbiorca pozna (niejako katafora). Tytuł z przedimkiem nieokreślonym jak: A Farawell to Arms można interpretować jako przykładowo jedno z wielu tego typu pożegnań albo pożegnanie, które jest udziałem danej osoby. Kiedy tworzone jest wyrażenie z udziałem tytułu, to przedimek z tytułu może się zmieniać, np. a character from the Midsummer Night’s Dream → postać ze „Snu nocy letniej” (tytuł w oryginale: A Midsummer Night's Dream).

### Użycie idiomatyczne przedimków
Istnieje wiele zwrotów idiomatycznych, w których użycie lub brak użycia przedimka nie podlega żadnym zasadom. Przykładowo:
- z przedimkiem nieokreślonym[310]: to fly into a passion → wpadać w gniew, to have an appetite → mieć apetyt, to take an interest in → zainteresować się czymś, as a rule → z reguły, to come to a standstill → zatrzymać się, in a whisper → szeptem
- z przedimkiem określonym[311][312]: at the expense of → kosztem czegoś, with the help of → z pomocą czegoś, in the presence of → w obecności kogoś, to nip something in the bud → zdławić coś w zarodku, on the contrary → przeciwnie, to go to the dogs → zejść na psy, against the current → pod prąd, in the open → na świeżym powietrzu, to put to the test → poddawać próbie
- z przedimkiem zerowym[312][313]: at hand → pod ręką, to set eyes on → skierować wzrok na, at first sight → na pierwszy rzut oka, to be in power → być u władzy, in theory → w teorii, to pass judgement → wydać wyrok, in compliance with → zgodnie z, in conflict with → w konflikcie z; with difficulty → z trudnością, in error → w błędzie.

Słowa synonimiczne także mogą łączyć się z różnymi przedimkami, np. słowo społeczeństwo może być przetłumaczone jako the public (z przedimkiem the) lub society (używane standardowo bez przedimka).

#### Określenia związane z czasem
O czas (time) z jednej strony pyta się What’s the time? – z drugiej What time is it? W przypadku utartych wyrażeń i powiedzeń przedimki łączą się z tym rzeczownikiem w sposób idiomatyczny, np. take time → wymagać czasu, take one’s time → nie śpieszyć się, pass the time → zabijać czas, to be on time → być na czas, at the time → w owym czasie, for the time being → chwilowo, for a time → przez pewien czas; There is a time for everything → Wszystko ma swój czas. Time flies. → Czas leci.
Nazwy miesięcy używane są bez przedimków. Nazwy dni tygodnia również używane są zwykle bez przedimków i oznaczają wówczas najbliższy dzień tygodnia, miniony lub przyszły, np. I bought it on Monday. → Kupiłem to w [ostatni] poniedziałek. Do mówienia o dniach tygodniach ogólnie można zastosować przedimek nieokreślony, np. Don’t do it on a Monday. → Nie rób tego w [żaden] poniedziałek. Christmas Day falls on a Wednesday this year. → W tym roku Boże Narodzenia wypada w środę. Przedimek określony przed takimi nazwami sugeruje, że chodzi o dzień tego tygodnia, o którym jest właśnie mowa, albo że jest ona w jakiś sposób określona, np. Advent begins on the Sunday nearest the feast of St Andrew. → Adwent zaczyna się w najbliższą niedzielę po andrzejkach. Nazw świąt używa się bez przedimka, np. Easter → Wielkanoc, Mother’s Day → Dzień Matki, New Year’s Eve → sylwester, Christmas (chociaż w życzeniach: a merry Christmas).
Niektóre pory dnia w funkcji okolicznika czasu nie łączą się z przedimkami, np. at noon, at night, at dawn, by midnight. Inne łączą się z przedimkiem określonym: in the morning, in the evening, in the afternoon, in the daytime, during the day. Mówiąc ogólnie o porankach, wieczorach, albo w połączeniu z przyimkiem by przedimek the jest opcjonalny: I’ll be there by (the) morning/evening (ale zawsze: by the afternoon). W połączeniach z all przedimków standardowo nie używa się, np. all morning, all afternoon.
Poza tym nazwy jak day, week, month, year itd. można stosować jak typowe rzeczowniki policzalne, używane są zarówno z przedimkiem określonym, jak i nieokreślonym, np. a week later → tydzień później, the day after the trial → dzień po procesie. Mówiąc o roku, można powiedzieć in 1950 lub in the year 1950.
Mówiąc ogólnie o porach roku, można użyć przedimka określonego lub zerowego, choć w amerykańskiej odmianie języka angielskiego preferowany jest the, zwłaszcza mówiąc o jesieni – the fall, np. In (the) summer I try to spend as much time as I can with my family. Jeśli mówi się o konkretnej porze roku, zwykle używa się the, np. We’re expecting you in the summer. → Oczekujemy na ciebie latem (w najbliższe lato). Przy podawaniu roku można spotkać formy 1980 spring lub the spring of 1980. Przy opisie cech jakiegoś okresu można go porównać do innych poprzez konstrukcję It/That was... a/an + fraza rzeczownikowa. Porównaj: That was a winter we’ll never forget. → To była zima, którą nigdy nie zapomnimy (w porównaniu do innych zim). That was the winter we went to Spain. → To była zima, podczas której pojechaliśmy do Hiszpanii (mowa o konkretnej zimie).
Nazw okresów używa się z przedimkiem określonym, np. the Ice Age → epoka lodowcowa, the Middle Ages → średniowiecze, the Enlightenment → oświecenie, the Victorian era → epoka wiktoriańska, the twentieth century → XX w., the sexual revolution of the sixties. Z drugiej strony przedimek pomija się w szeregu nazw pochodnych używanych dla określenia czasu, zwłaszcza zawierających słowo times lub years, np. in previous years, in modern times. 
W szczególny sposób używa się przedimków, jeśli określenia związane z czasem poprzedzone są last lub next. Wyrażenia typu last week, last month (bez przedimka) oznaczają tydzień, miesiąc poprzedzający aktualny. Mówiąc last year w 2010 roku ma się na myśli rok 2009. Wyrażenia typu the last week, the last month (z przedimkiem the) oznaczają okres odpowiednio 7 dni, 30 dni poprzedzający moment, w którym to wyrażenie pada. Przykładowo mówiąc the last month 15 lipca ma się na myśli okres od 16 czerwca do 15 lipca. Porównaj: I bought this car last year. → Kupiłem ten samochód w tamtym roku. I’ve lived here for the last year. → Mieszkam tu od roku. The last może też oznaczać ostatni w jakiejś serii, np. the last week of the holiday → ostatni tydzień wakacji.
W analogiczny sposób używa się tych określeń z next. Porównaj: Next year will be difficult. → Przyszły rok będzie trudny (nowy rok zaczynający się od stycznia). The next year will be difficult. → Kolejne 12 miesięcy (od teraz) będzie trudne. The next three days will be rainy. → Kolejne trzy dni będą deszczowe. Poza tym zwrot the next może mieć znaczenie the following i może być używany w znaczeniu kolejny (w przeszłości lub przyszłości), np. The next year he went to Italy. → W kolejnym roku (licząc od tamtej chwili) pojechali do Włoch. Gdy używa się samego next z dniami tygodnia i miesiącami, nie zawsze jasne jest, o który dzień lub miesiąc chodzi. Przykładowo See you next Saturday może oznaczać tę nadchodzącą sobotę lub sobotę w przyszłym tygodniu. Dla sprecyzowania pierwszego znaczenia można powiedzieć: this/the Saturday coming, this/the coming Saturday, Saturday this week; dla drugiego znaczenia: on Saturday week, (on) Saturday next week, a week on Saturday.

#### Nazwy chorób
Zazwyczaj nazwy chorób są niepoliczalne i używa się ich bez przedimka, np. anaemia, appendicitis, cancer, diabetes, diarrhoea, herpes, malaria, pneumonia, tonsillitis, tuberculosis. Niektóre nazwy popularnych chorób infekcyjnych może opcjonalnie poprzedzać przedimek określony, np. (the) flu (ale influenza zawsze bez przedimka ), (the) measles, (the) mumps, (the) chickenpox.
Nazwy oznaczające pewne mniej specyficzne stany chorobowe są traktowane jako rzeczowniki policzalne i występuje przed nimi w zwrotach zwykle przedimek nieokreślony, np. have a fever → mieć gorączkę; have a cough → mieć kaszel, catch a cold → zaziębić się (możliwe też: catch cold); I have a sore throat. → Boli mnie gardło. Nazwy wyrażające ból jakiejś części ciała zbudowane ze słowa ache (np. toothache, earache, stomach ache, backache) w brytyjskiej odmianie języka angielskiego są zwykle niepoliczalne, natomiast w amerykańskiej – policzalne, jeśli odnoszą się do konkretnego bólu u kogoś, np. I’ve got toothache w brytyjskim angielskim i I have a toothache w amerykańskim angielskim. W przypadku bólu głowy w obu odmianach angielszczyzny jest on policzalny i można mieć a headache lub headaches (bóle głowy).

#### Instrumenty muzyczne
Mówiąc o graniu na instrumentach muzycznych, niekoniecznie z użyciem słowa play, używa się przedimka określonego, np. How difficult is it to learn the violin? → Jak trudno jest się nauczyć grać na skrzypcach? I’m practising the piano. → Ćwiczę grę na pianinie. Plectrum was an instrument for striking the lyre. → Plektron był przyrządem do szarpania [strun] liry. Mówiąc o graniu w gry, nie używa się przedimka, np. to play tennis → grać w tenisa, to play chess → grać w szachy.

### Powtarzanie przedimka

#### Przedimek przed dwiema nazwami
W przypadku nazw własnych, jeśli obie standardowo używane są z przedimkiem the, są one wymienione obok siebie i przykładowo połączone spójnikiem and, to każda z nich poprzedzona jest tym przedimkiem, np. the Avenue Montaigne and the Avenue Matignon. W przypadku nazw ogólnych istnieje tendencja do pomijania przedimka przy drugim słowie w parze. Wówczas jeden przedimek odnosi się do obu nazw, np. a/the boy and girl, some bread and butter. You can order it through a local bank or travel agent. → Możesz to zamówić przez miejscowy bank lub agenta biura podróży. Nie zawsze jest to jednak możliwe ze względu na możliwą zmianę znaczenia. Przedimek musi być użyty przed każdą z nazw z osobna, jeśli postrzega się je jako osobne elementy, a pojedynczy przedimek może być użyty wtedy, gdy ma się na myśli pewnego rodzaju związek między tymi nazwami. Porównaj: the secretary and treasurer → sekretarka i skarbnik (w jednej osobie), the secretary and the treasurer (dwie różne osoby); a black and white kitten → czarno-białe kociątko, a black and a white kitten → czarne kociątko i białe. Did you see the man and the woman come in? → Widziałeś tego mężczyznę i tę kobietę jak wchodzili? (nie wchodzili razem albo rozważani są osobno) Did you see the man and woman come in? (np. rozważani jako para). The meat and the pudding are in the fridge (dwa osobne dania). The meat and vegetables are in the fridge (jedno danie).
Poza tym w wielu utartych wyrażeniach podwójnych pomija się wszystkie przedimki, np. arm in arm → ramię w ramię, from top to toe → od stóp do głów. W ten sposób mogą łączyć się też pewne kontrastujące w jakiś sposób osoby lub przedmioty, niekoniecznie tworzące stałe związki, np. with little gardens between river and road → z niewielkimi ogrodami między rzeką a drogą.

#### Przedimek w wyliczeniach
Przedimki mogą być także pominięte przy wyliczeniach, zwłaszcza długich, np. Rich and poor, rulers and ruled, Irish and Schotch as well as English took part in the event. Na ogół w wyliczeniach, przykładowo przy wymienianiu nazw rzek, w których przypadku przed każdą z osobna występuje standardowo przedimek określony, są trzy możliwości:
- traktowanie wszystkich elementów oddzielnie i stawianie przed każdą przedimka określonego: Four rivers, the Cuckmere, the Ouse, the Adur, and the Arun are crossed.
- zastosowanie przedimka określonego przed pierwszym z wymienianych elementów, który odnosi się również do pozostałych: Four rivers, the Cuckmere, Ouse, Adur and Arun are crossed.
- zastosowanie skrótowego stylu, prowadzącego do nieużywania przedimków: Four rivers (Cuckmere, Ouse, Adur and Arun) are crossed.

Pomijanie przedimków możliwe jest wyłącznie wtedy, kiedy poszczególne przedmioty należą do tej samej kategorii (w powyższych przykładach wszystkie są rzekami). Ze względów stylistycznych należy trzymać się w całej wypowiedzi jednego, wybranego wzorca.

## Porównanie systemu przedimków w języku angielskim

### Różnice między odmianami angielszczyzny
Pomiędzy brytyjską a amerykańską odmianą języka angielskiego istnieją nieliczne różnice związane z użyciem przedimków. W amerykańskim wariancie mówi się in the hospital zamiast in hospital w znaczeniu w szpitalu [w celu leczenia] oraz to the university zamiast to university w znaczeniu na uniwersytet [w celu nauki]. Istnieją również pewne różnice w wyrażeniach idiomatycznych. Brytyjski angielski używa formy in the future w znaczeniu kiedyś [w jakimś punkcie] w przyszłości oraz in future w znaczeniu od tej pory na przyszłość. W amerykańskim angielskim w obu przypadkach używa się in the future. Porównaj: You must be more careful in future (w brytyjskiej odmianie)/ in the future (w amerykańskiej odmianie). → Na przyszłość musisz być bardziej uważny. Wyrażenie doprowadź do wrzenia w brytyjskiej odmianie zawiera przedimek określony: bring to the boil, podczas gdy w amerykańskiej – nieokreślony: bring to a boil. Odmienny bywa też szyk wyrazów, np. a half hour w amerykańskim angielskim i half an hour w brytyjskim.
W szkockiej odmianie języka angielskiego przedimek określony wykorzystuje się w takich wyrażeniach jak: the now → właśnie teraz, the day → dzisiaj, he went to the church → poszedł do kościoła [na modlitwę] (w standardowej angielszczyźnie: to church), he wears the kilt → on nosi kilt (standardowo: he wears a kilt). W irlandzkim wariancie częściej używa się przedimka określonego, np. the Christmas; The wife will be expecting me (w znaczeniu: my wife).

### Różnice w stosowaniu przedimków między angielszczyzną a innymi językami
Jedną z najważniejszych różnic w użyciu przedimków w języku angielskim w porównaniu z innymi językami, które mają system przedimków jest fakt, że przy nazwach abstrakcyjnych, niepoliczalnych, w kontekście ogólnym używa się przedimka zerowego, a nie określonego. Porównaj: ang. Life is full of surprises; franc. La vie est pleine de surprises; niem. Das Leben ist voller Überraschungen; pol. Życie jest pełne niespodzianek.
Drugą cechą wyróżniającą język angielski wśród innych języków jest użycie przedimka nieokreślonego do klasyfikowania, tj. mówienia, kim ktoś jest z zawodu, do jakiej grupy coś lub ktoś należy, jako czego używa się jakiegoś przedmiotu. Porównaj: He’s a dentist. Il est dentiste. Er ist Zahnarzt. On jest dentystą. I'm going to be a mother soon. Je vais bientôt être mère. Ich werde bald Mutter sein. Wkrótce będę matką.
W języku angielskim na ogół nazwy ogólne w liczbie mnogiej użyte w intencji ogólnej nie mogą występować z przedimkiem określonym, podczas gdy jest to możliwe np. w językach romańskich. Porównaj: ang. Lions are the kings of the jungle; franc. Les lions sont les rois de la jungle; hiszp. Los leones son los reyes de la selva. pol. Lwy są królami dżungli.
W języku polskim nie występują przedimki i określoność frazy rzeczownikowej nie musi być jasno wyrażona. Zdanie: Odwiedziłem staruszkę nie zawiera informacji, czy chodzi o jakąś konkretną staruszkę (kiedy mówca zakłada, że odbiorca wie, o którą staruszkę chodzi), czy też chodzi o nieokreśloną staruszkę (osoba, którą odwiedziłem to była staruszka). W języku angielskim informację tę przekazuje przedimek: I visited the/an old woman.
Przedimków zwykle nie tłumaczy się na język polski. Czasami określoność można wyrazić poprzez zaimek ten, ta, to (przedimek określony), jakiś, jakaś, jakieś, pewien, pewna, pewne (przedimek nieokreślony). Bywa to niezbędne w tłumaczeniach zdań typu: I met the man who wears a white hat. → Spotkałem (tego) człowieka, który nosi biały kapelusz (założenie, że tylko jeden człowiek tak się ubiera i wiadomo, o kogo chodzi). I met a man who wears a white hat. → Spotkałem (pewnego) człowieka, który nosi biały kapelusz (brak powyższego założenia).
Określoność w polszczyźnie często wyrażona jest poprzez odpowiedni szyk zdania: There is a cat on the table → Na stole jest (jakiś) kot. The cat is on the table → Kot (określony, ten, o którego pytamy) jest na stole.